# Grecia
Grecia (în greacă Ελλάδα, transliterat: Elláda, pronunție în greacă modernă [eˈlaða] ⓘ), oficial, Republica Elenă (în greacă Ελληνική Δημοκρατία, transliterat: Ellīnikī́ Dīmokratía [eliniˈci ðimokraˈti.a]) și cunoscută încă din Antichitate și sub denumirea de Elada, este o țară din Europa de Sud. Conform recensământului din 2011, populația Greciei este de circa 11 milioane de locuitori. Cel mai mare oraș și capitala țării este Atena.
Grecia se află amplasată strategic la intersecția între Europa, Asia de Vest și Africa, și se învecinează la nord-vest cu Albania, la nord cu Macedonia de Nord și cu Bulgaria, și la nord-est cu Turcia. Țara este formată din nouă regiuni istorico-geografice: Macedonia, Grecia Centrală, Pelopones, Tesalia, Epir, Insulele din Marea Egee (inclusiv Dodecanezele și Cicladele), Tracia de Vest, Creta și Insulele din Marea Ionică. Marea Egee se află la est de partea continentală, Marea Ionică se află la vest, iar Marea Mediterană la sud. Grecia are cea mai lungă coastă din bazinul Mediteranei și a 11-a ca lungime din lume, cu 13.676 km lungime, deținând și un mare număr de insule (aproximativ 1.400, dintre care 227 sunt locuite). Optzeci la sută din teritoriul grec este format din munți, dintre care cel mai înalt este Muntele Olimp cu 2.917 m.
Grecia modernă își trage rădăcinile din civilizația Greciei Antice, începând cu civilizațiile egeene⁠(en)[traduceți] din Epoca Bronzului (incluzând civilizația cicladică, civilizația minoică și pe cea a micenienilor), și este considerată a fi leagănul culturii occidentale. Ea este locul de naștere al democrației ca formă de guvernare, al filosofiei occidentale⁠(en)[traduceți], al Jocurilor Olimpice, al literaturii occidentale⁠(en)[traduceți] și al istoriografiei, științelor politice, al marilor principii științifice și matematice, și al dramaturgiei occidentale, incluzând genurile tragediei și comediei. Realizările culturale și tehnologice ale Greciei au influențat mult întreaga lume, multe aspecte ale civilizației grecești pătrunzând în Orient prin campaniile lui Alexandru cel Mare, și în Occident prin intermediul Imperiului Roman. Această bogată moștenire este parțial reflectată de cele 18 situri din patrimoniul mondial UNESCO aflate în Grecia, ceea ce plasează țara pe locul al șaselea în Europa și al treisprezecelea în lume. Statul grec modern, care cuprinde mare parte din miezul istoric al civilizației grecești, a fost înființat în 1830 după Războiul Grec de Independență față de Imperiul Otoman.
Grecia este o țară democratică și dezvoltată, cu o economie de venit mare avansată, un nivel de trai ridicat și un Indice al Dezvoltării Umane foarte ridicat. Grecia este membru fondator al Organizației Națiunilor Unite, și membru al Uniunii Europene de la aderarea la o structură precursoare a acesteia în 1981 (precum și membră a zonei euro din 2001), și este și membră a mai multor instituții internaționale, inclusiv Consiliul Europei, NATO, OECD, OSCE și OMC. Economia Greciei este cea mai mare din Balcani, în care țara este un important investitor regional.

## Etimologia
Numele poporului și al țării diferă față de cele utilizate în alte limbi, locuri sau culturi. Deși grecii își denumesc țara Hellas sau Ellada (în greacă Ελλάς sau Ελλάδα) și numele oficial este Republica Elenă, în română ea este denumită Grecia, termen latin utilizat de către romani (în scrierea Graecia), ceea ce înseamnă literal „țara grecilor”, și care derivă de la numele grecesc Γραικός (transliterat Graikos). Și în română se utilizează uneori numele Elada.

## Istoria

### De la primele prezențe umane până în secolul al III-lea î.Hr.

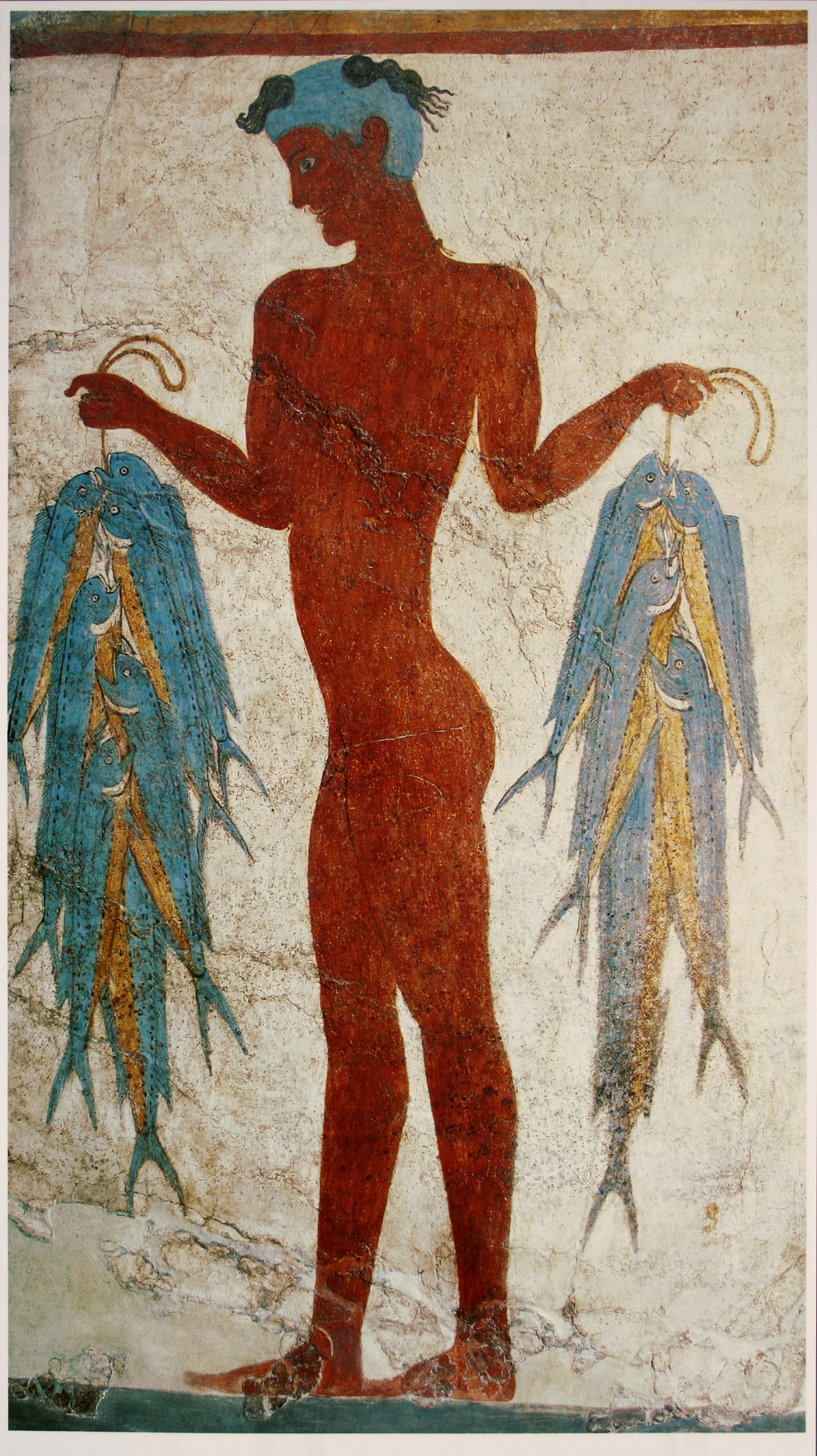
Frescă minoică de la Akrotiri din Santorini.

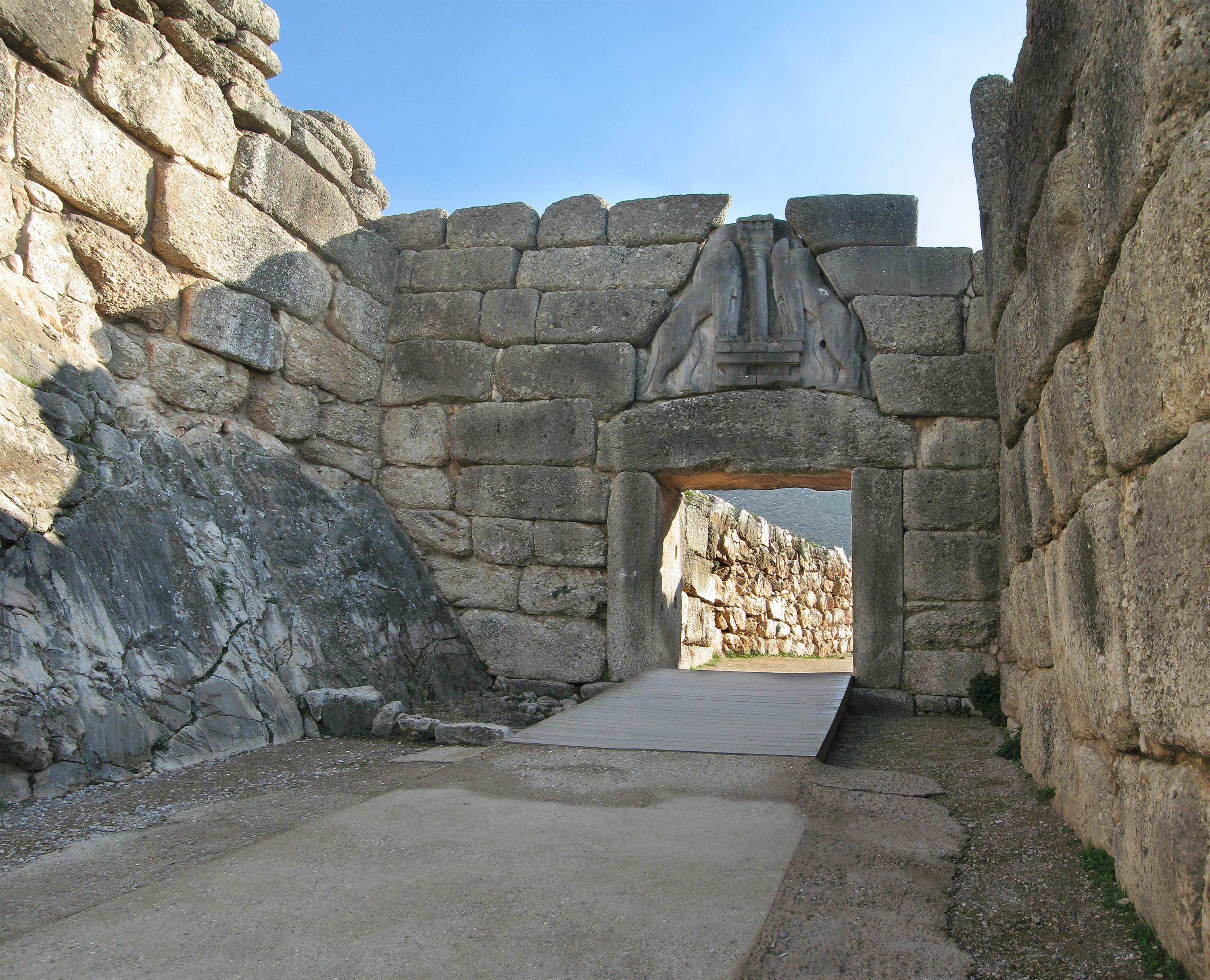
en, Micene.

Teritorii și colonii grecești în Perioada Arhaică (750-550 î.Hr.)

Cea mai veche urmă de prezență umană în Balcani, datând de circa 270.000 de ani, se găsește în peștera Petralona, din provincia grecească actuală Macedonia. Așezările neolitice din Grecia, datând din mileniul al VII-lea î.Hr., sunt printre cele mai vechi din Europa, țara aflându-se pe ruta pe care s-a răspândit revoluția agrară din Orientul Apropiat în Europa.
Grecia este leagănul primelor civilizații europene avansate și locul unde s-a născut civilizația occidentală, începând cu civilizația cicladică din insulele din Marea Egee pe la 3200 î.Hr., civilizația minoică din Creta (2700–1500 î.Hr.), și apoi civilizația miceniană pe continent (1900–1100 î.Hr.). Aceste civilizații cunoșteau scrisul, forma indescifrabilă de scriere a civilizației minoice fiind denumită Linear A, iar cea a micenienilor, Linear B, o veche formă a limbii grecești. Micenienii i-au asimilat și absorbit treptat pe minoici, dar și civilizația lor s-a prăbușit violent prin preajma lui 1200 î.Hr., într-o vreme de agitație regională denumită Colapsul din Epoca Bronzului. Aceasta a adus o perioadă denumită Epoca Întunecată, din care lipsesc mărturiile scrise.
Sfârșitul Epocii Întunecate este datat prin tradiție la anul 776 î.Hr., anul primelor Jocuri Olimpice. Iliada și Odiseea, textele fundamentale ale literaturii occidentale, sunt considerate a fi fost compuse de Homer în secolele al VIII-lea–al VII-lea î.Hr.. Odată cu sfârșitul Epocii Întunecate, au apărut diferite regate și orașe-stat în toată peninsula greacă, care s-au răspândit până la țărmurile Mării Negre, Italia de Sud (în latină Magna Graecia, sau Grecia Mare) și Asia Mică. Aceste state și coloniile lor au atins niveluri înalte de prosperitate, care au avut ca efect o explozie culturală fără precedent, cea a Greciei clasice, exprimată prin arhitectură, teatru, știință, matematică și filosofie. În 508 î.Hr., Clistene a instituit primul sistem democratic de guvernare în Atena.
Până în 500 î.Hr., Imperiul Persan controla teritorii ce se întindeau din zona lor de origine din Iran până în Grecia și Turcia actuale, și a devenit o amenințare pentru orașele-stat grecești. Tentativele orașelor-stat din Asia Mică de a răsturna dominația persană au eșuat, iar Persia a invadat statele Greciei continentale în 492 î.Hr., dar a fost obligată să se retragă după o înfrângere în bătălia de la Maraton din 490 î.Hr. O a doua invazie a urmat în 480 î.Hr. În ciuda rezistenței eroice din bătălia de la Termopile, opusă de greci din mai multe orașe, în frunte cu spartanii, forțele persane au prădat Atena.
După mai multe victorii grecești în 480 și 479 î.Hr. la Salamina, Plateea și Mycale, perșii au fost obligați din nou să se retragă. Conflictele militare, denumite Războaiele Medice, au fost purtate mai ales de Atena și de Sparta. Faptul că Grecia nu era o țară unificată a făcut ca adesea să apară conflicte între diferitele orașe-stat.

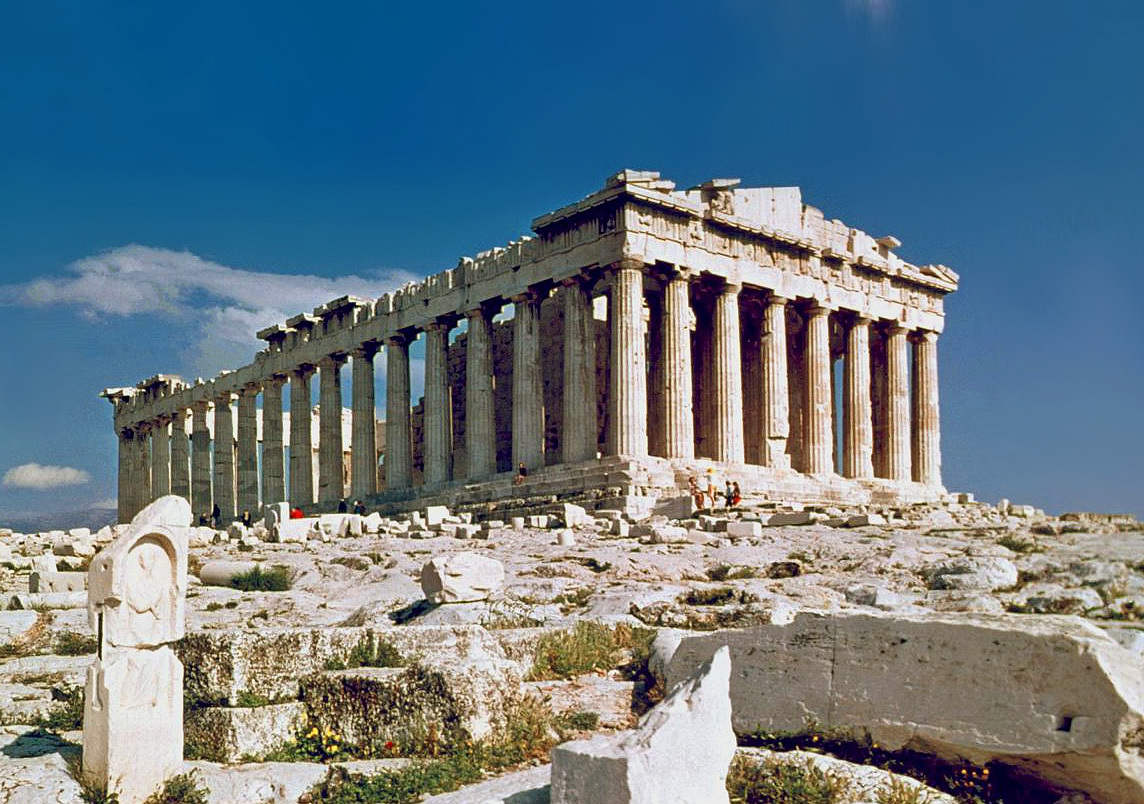
Partenonul de pe Acropola din Atena este unul dintre cele mai cunoscute simboluri ale Greciei clasice.

Cel mai devastator război inter-grec din antichitatea clasică a fost Războiul Peloponesiac (431–404 î.Hr.), care a marcat decăderea Imperiului Atenian din statutul de principală putere a Greciei Antice. Atât Atena, cât și Sparta au fost ulterior depășite de Teba și apoi de Macedonia, ultima unificând lumea greacă în Liga de la Corint, sub conducerea lui Filip al II-lea, care a fost ales conducător al primului stat grec unificat din istorie.
După asasinarea lui Filip al II-lea, fiul său, Alexandru al III-lea cel Mare a preluat conducerea Ligii de la Corint și a declanșat o invazie a Imperiului Persan cu forțele combinate ale tuturor orașelor-stat grecești în 334 î.Hr. După victoriile grecilor în bătăliile de la Granicus, Issus și Gaugamela, grecii au ocupat Susa și Persepolis, capitala ceremonială a Persiei, în 330 î.Hr. Imperiul lui Alexandru cel Mare se întindea din Grecia în vest până în actualul Pakistan în est, și până în Egipt în sud.
Înainte de moartea sa subită în 323 î.Hr., Alexandru plănuia și o invazie a Arabiei. Moartea sa a cauzat prăbușirea vastului său imperiu, care a fost divizat în mai multe regate, cele mai cunoscute fiind Imperiul Seleucid și Egiptul Ptolemaic. Printre alte stat fondate de greci se numără Regatul Greco-Bactrian și Regatul Greco-Indian în India. Numeroși greci au migrat către Alexandria, Antiohia, Seleucia și în numeroase alte orașe elenistice din Asia și din Africa. Deși unitatea politică a imperiului lui Alexandru nu a putut fi conservată, ea a dus la o dominație a civilizației elenistice și a limbii grece în teritoriile cucerite de Alexandru, ce a durat cel puțin două secole, și, în cazul unor părți din țărmul estic al Mediteranei, considerabil mai mult.

### Perioadele elenistică și romană (323 î.Hr.–secolul al IV-lea d.Hr.)

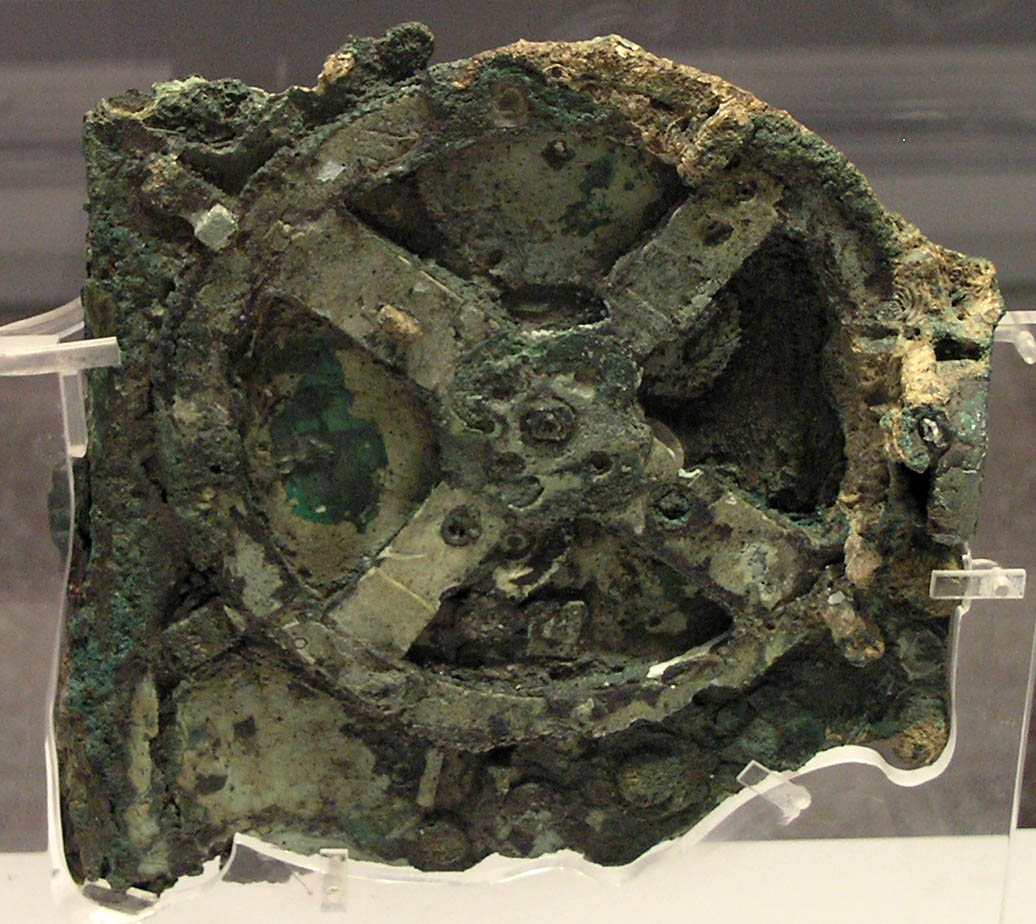
Mecanismul de la Antikythera (c. 100 î.Hr.) este considerat a fi cel mai vechi calculator analog mecanic (en).

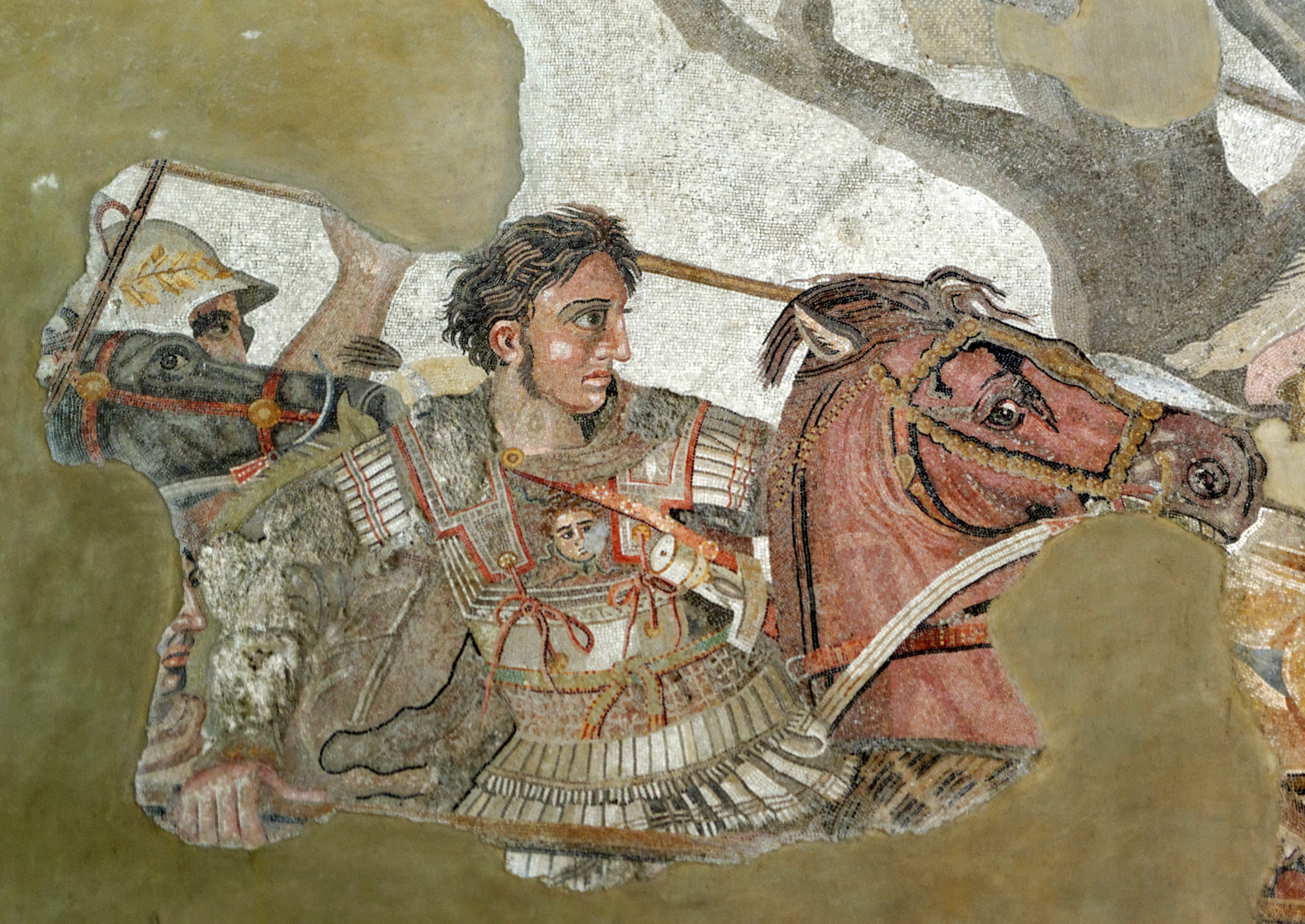
Detaliu din en, ce îl prezintă pe Alexandru cel Mare pe calul său, Bucephalus.

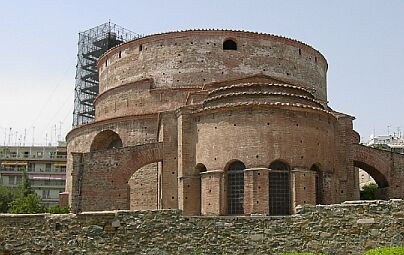
en romană din Salonic.

După o perioadă de derută ce a urmat morții lui Alexandru, dinastia Antigonidă⁠(en)[traduceți], inițiată de unul dintre generalii lui Alexandru, a preluat controlul asupra Macedoniei până în 276 î.Hr., precum și hegemonia asupra majorității orașelor-stat grecești. Începând cu circa anul 200 î.Hr., Republica Romană a devenit din ce în ce mai implicată în chestiunile grecești și s-a implicat într-o serie de războaie cu Macedonia⁠(en)[traduceți]. Înfrângerea Macedoniei în bătălia de la Pydna⁠(en)[traduceți] din 168 î.e.n. a fost începutul sfârșitului puterii Antigonizilor în Grecia. În 146 î.Hr., Macedonia a fost anexată ca provincie a Romei, restul Greciei devenind protectorat roman.
Cucerirea romană a fost deplină la 27 î.Hr., când împăratul roman Augustus a anexat restul Greciei și a organizat-o sub forma provinciei senatoriale Achaea. În ciuda superiorității militare, romanii admirau realizările culturii grecești și s-au lăsat puternic influențați⁠(en)[traduceți] de ele, de unde și celebra afirmație a lui Horațiu: Graecia capta ferum victorem cepit („Grecia, deși cucerită, și-a luat cuceritorul prizonier”). Știința, tehnologia și matematica grecești sunt în general considerate a fi ajuns la un apogeu în timpul perioadei elenistice.
Comunitățile vorbitoare de greacă din estul elenizat au contribuit la răspândirea creștinismului timpuriu în secolele al II-lea și al III-lea, și primii lideri și autori creștini (cel mai cunoscut fiind apostolul Pavel) erau în general vorbitori de greacă, deși niciunul nu era originar din Grecia. Grecia însăși avea o tendință de a rămâne la păgânism și nu a fost un centru influent al creștinismului timpuriu: de fapt, unele practici religioase ale Greciei Antice au rămas utilizate până la sfârșitul secolului al IV-lea, iar unele zone, cum ar fi Peloponezul de sud-est, au rămas păgâne până în secolul al X-lea.

### Perioada medievală (secolul al IV-lea–1453)

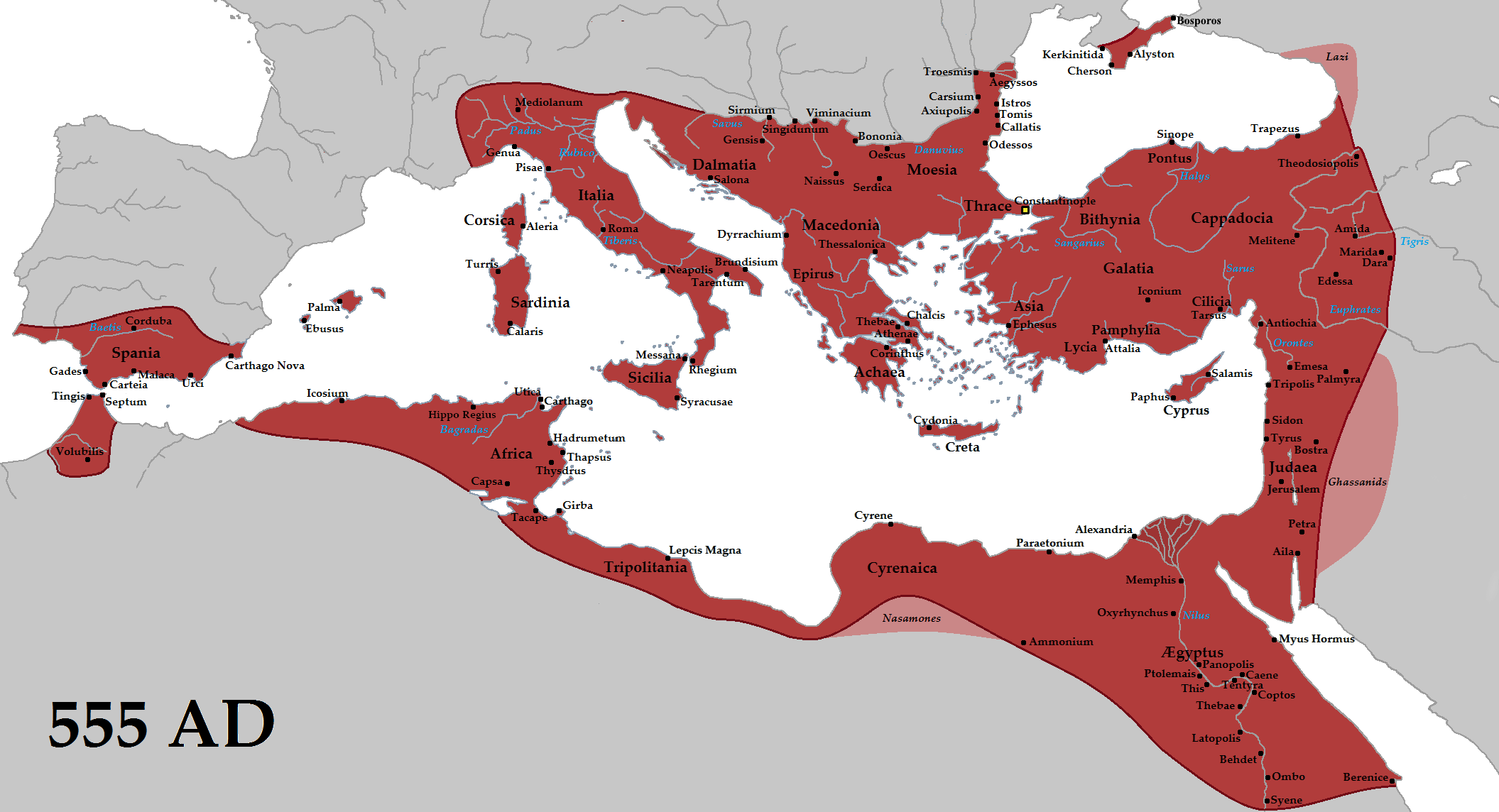
Imperiul Bizantin la maxima sa întindere în timpul lui Iustinian I, în anul 555

După căderea Imperiului Roman de Apus în secolul al V-lea, Imperiul Roman de Răsărit este denumit prin convenție Imperiul Bizantin (deși la acea vreme, era denumit simplu „Imperiul Roman”) și a continuat să existe până în 1453. Cu capitala la Constantinopol, limba și literatura sa erau grecești, iar religia predominant creștină ortodoxă.
Începând cu secolul al IV-lea, teritoriile balcanice ale imperiului, inclusiv Grecia, au suferit de pe urma dislocărilor de populație cauzate de Invaziile Barbare. Raidurile și expedițiile de jaf ale goților și hunilor din secolele al IV-lea–al V-lea, împreună cu invazia slavă a Greciei din secolul al VII-lea, au avut ca rezultat o prăbușire dramatică a autorității imperiale în peninsula greacă. După invazia slavilor, guvernul imperial mai păstra control doar asupra insulelor și zonelor de coastă, anume asupra orașelor Atena, Corint și Salonic, în timp ce unele zone montane din interior rezistau invaziei și continuau să recunoască autoritatea imperială, fără însă a fi ajutate. În afara acestor zone, se consideră în general că a avut loc și o așezare a slavilor, deși pe o scară foarte redusă.

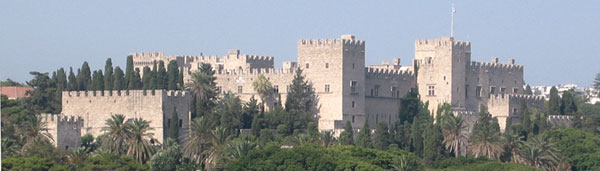
en, rămășiță a stăpânirii Ordinul Ospitalierilor de pe insulă.

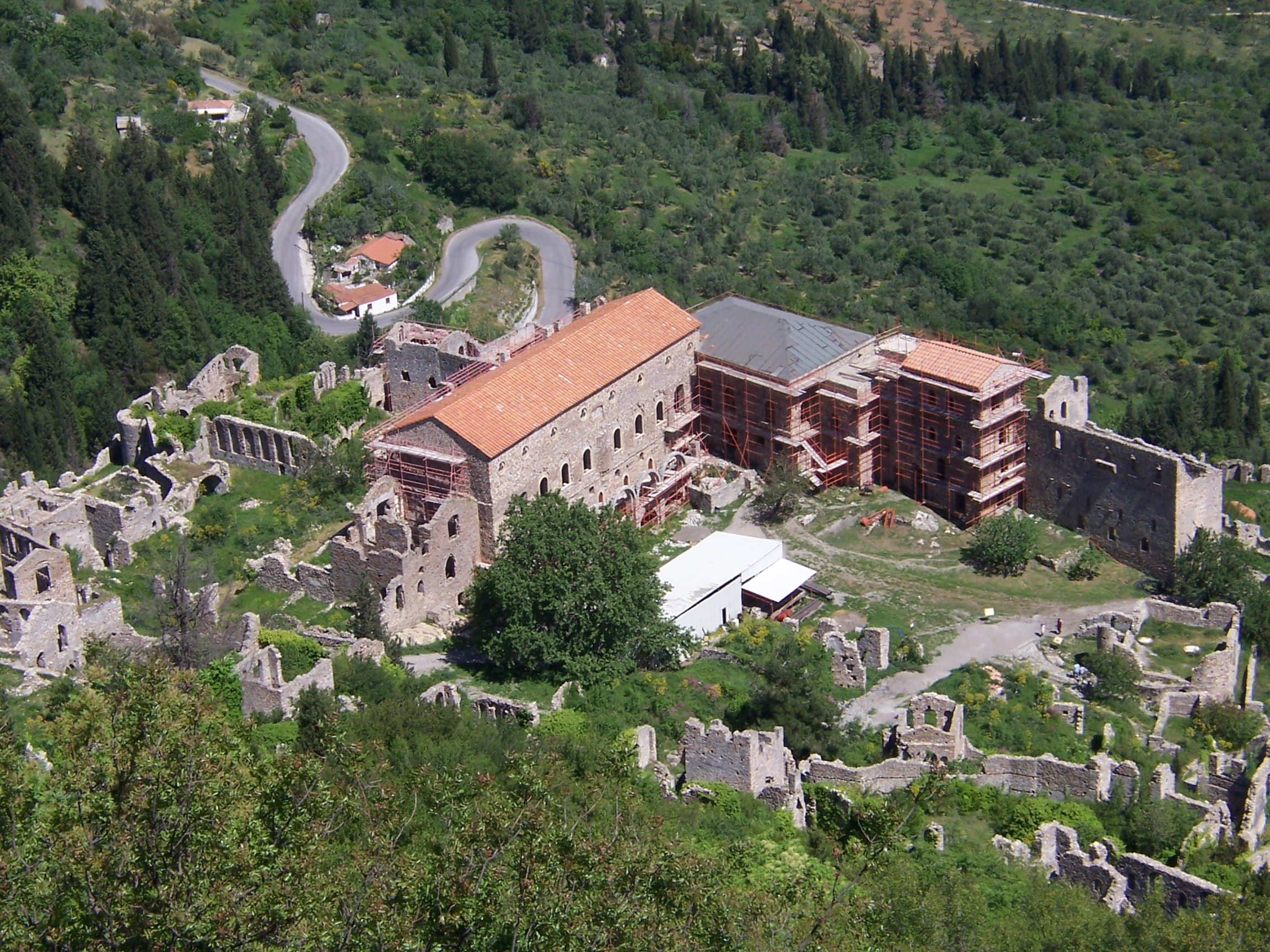
Palatul Mystras, rămășiță a despotatului Moreei.

Recuperarea provinciilor pierdute de bizantini a început către sfârșitul secolului al VIII-lea și o mare parte din peninsula greacă a revenit sub control imperial treptat, de-a lungul secolului al IX-lea. Acest proces a fost facilitat de un mare influx de greci din Sicilia și din Asia Mică spre peninsula greacă, în timp ce, simultan, numeroși slavi cădeau prizonieri sau se reașezau în Asia Mică, iar cei care rămâneau erau asimilați. În secolele al XI-lea și al XII-lea, revenirea stabilității a avut ca rezultat o puternică creștere economică – mult mai puternică decât în teritoriile anatoliene ale imperiului.
După cruciada a patra și căderea Constantinopolului în fața „latinilor” în 1204, mare parte din Grecia a căzut rapid sub dominație francă (perioada a fost denumită Frankokratia) sau venețiană în cazul unora dintre insule. Reînființarea Imperiului Bizantin la Constantinopol în 1261 a fost însoțită de recuperarea a mare parte din teritoriul peninsulei grecești, deși principatul franc al Aheei din Peloponez a rămas o importantă putere regională până în secolul al XIV-lea, în timp ce insulele au rămas în mare parte sub control genovez sau venețian.
Ca atare, personalități remarcabile ale timpului au propus de asemenea schimbarea titlului imperial în „împărat al elenilor”, și, la sfârșitul secolului paisprezece, la împărat se făcea referire în mod frecvent cu „împăratul elenilor”. În mod asemănător, în anumite tratate internaționale ale timpului, împăratul bizantin este calificat drept „Imperator Graecorum”.
În secolul al XIV-lea, mare parte din peninsula greacă a fost pierdută de Imperiu după ce mai întâi sârbii și apoi otomanii au ocupat teritoriu imperial. Până la începutul secolului al XV-lea, înaintarea otomană a dus la limitarea teritoriului bizantin din Grecia în principal la Despotatul Moreei din Peloponez. După căderea Constantinopolului în mâinile otomanilor în 1453, Morea a fost ultima rămășiță a Imperiului Bizantin care a rezistat în fața turcilor. Aceasta a căzut și ea în mâinile lor în 1460, desăvârșind cucerirea otomană a Greciei continentale. După cucerirea turcească, numeroși cărturari bizantini, care până atunci conservaseră cunoașterea antică grecească, au fugit în Occident, luând cu ei numeroase volume de literatură și contribuind astfel semnificativ la Renaștere.

### Perioada otomană (secolul al XV-lea–1821)

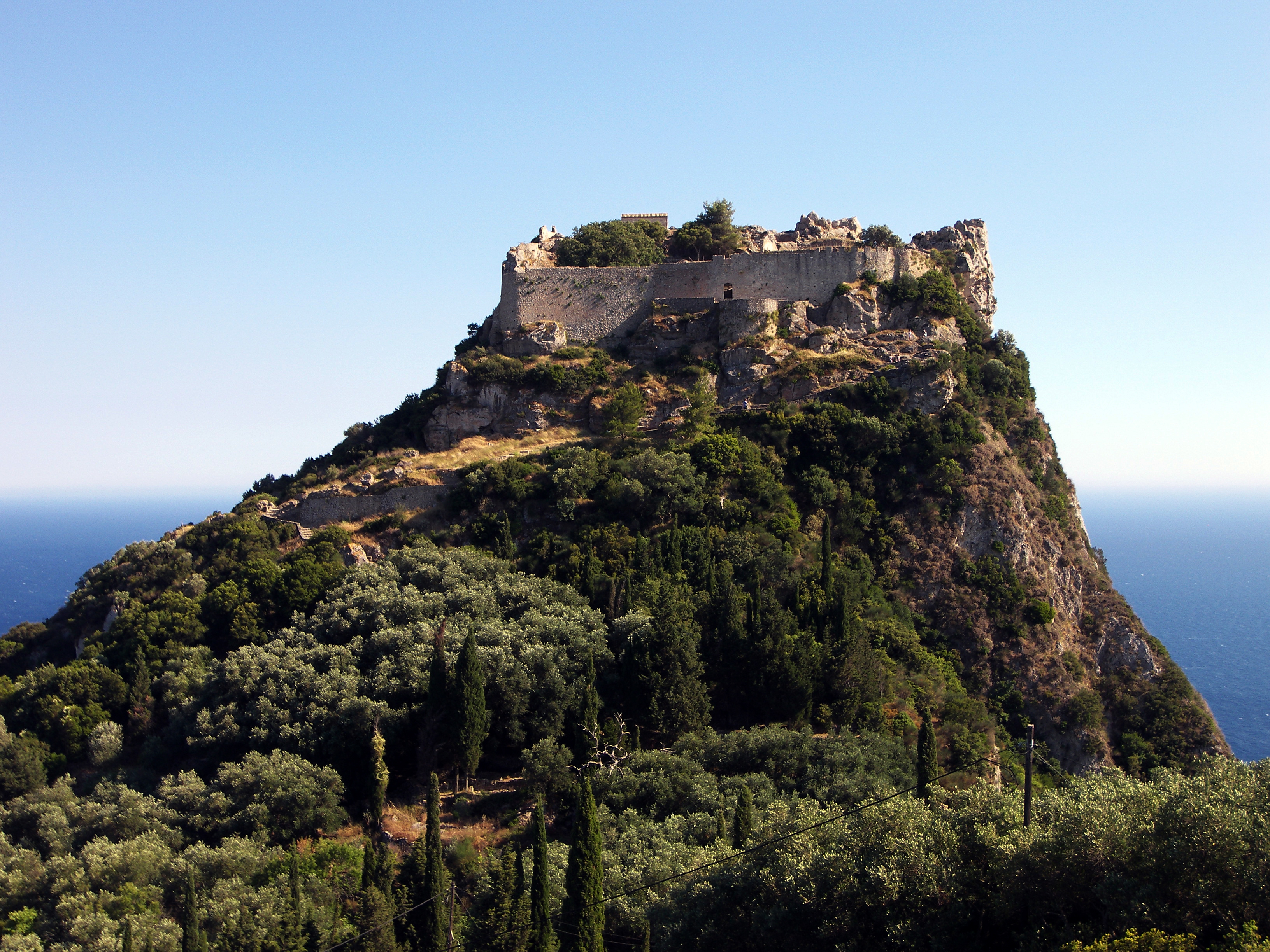
Castelul bizantin de la en a rezistat cu succes asediului otoman în primul atac asupra Insulei Corfu din 1537, în asediul din 1571, și în marele asediu din 1716 care i-a forțat pe turci să renunțe la cucerirea insulei.

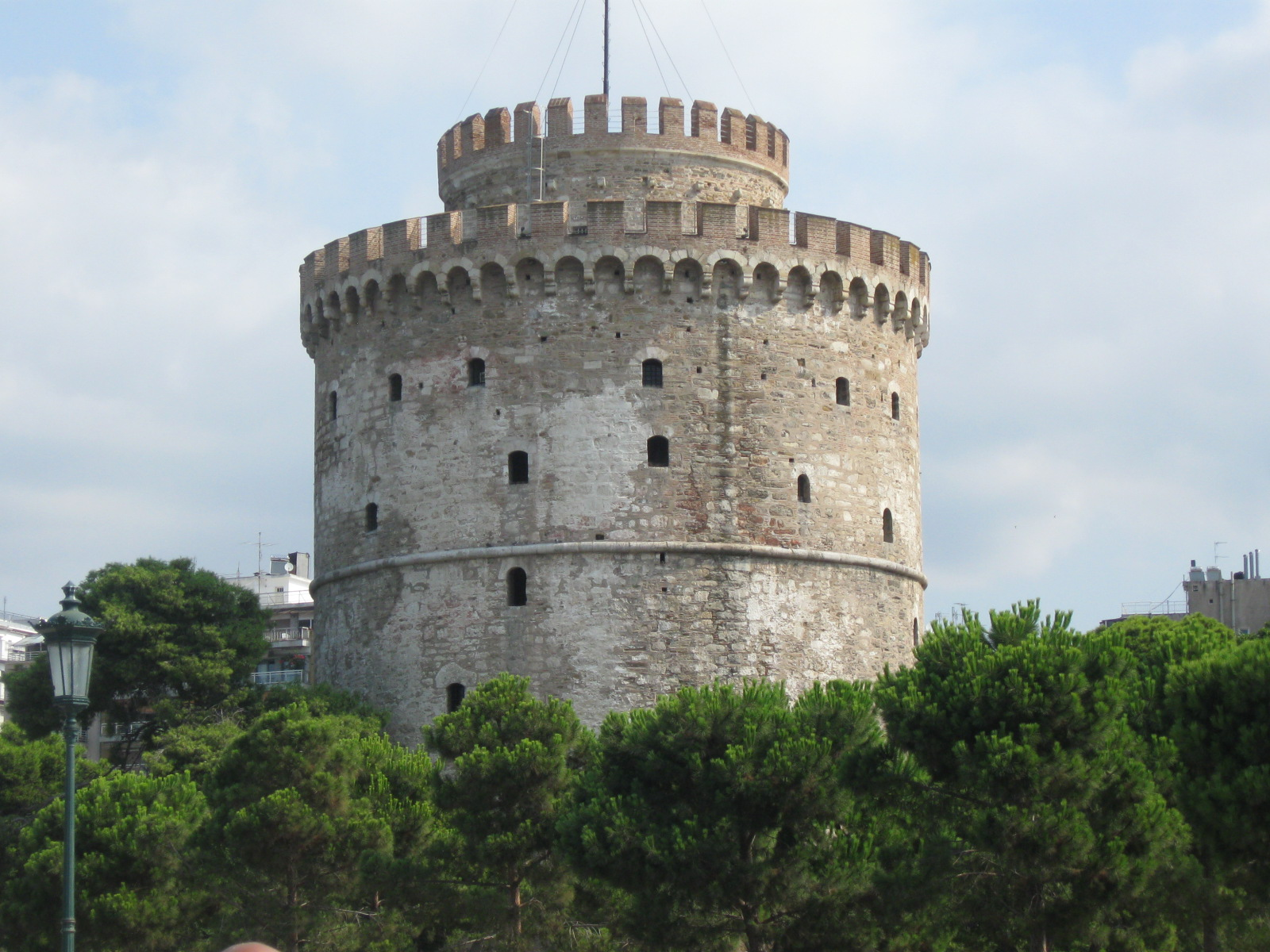
Turnul Alb din Salonic, una dintre cele mai cunoscute structuri otomane rămase în Grecia.

În timp ce mare parte a Greciei continentale și a insulelor din Marea Egee erau sub control otoman până la sfârșitul secolului al XV-lea, Ciprul și Creta rămăseseră teritoriu venețian și nu au căzut în mâinile otomanilor decât în 1571, respectiv în 1670. Singura parte a lumii vorbitoare de limba greacă ce a scăpat de o îndelungată stăpânire otomană au fost Insulele Ionice, care au rămas venețiene până la cucerirea lor de către Prima Republică Franceză în 1797, după care au trecut în mâinile Regatului Unit în 1809 până la reunificarea cu Grecia în 1864.
În timp ce grecii din Insulele Ionice și cei din Constantinopol trăiau în prosperitate, cei din urmă obținând poziții puternice în cadrul administrației otomane, mare parte din populația Greciei continentale a suferit consecințele economice ale cuceririi turcești. S-au impus taxe grele, și în ultimii ani ai Imperiului Otoman s-a aplicat o politică de creare a domeniilor ereditare, care a dus la iobăgirea populației grecești.
Biserica Ortodoxă Greacă și Patriarhia Ecumenică de Constantinopol erau considerate de guvernele otomane ca autorități dominante asupra întregii populații ortodoxe din Imperiul Otoman, indiferent dacă era sau nu grecească. Deși statul otoman nu a obligat pe cei ce nu erau musulmani să se convertească la Islam, creștinii se confruntau cu diferite tipuri de discriminări care le confereau statut de cetățeni de rang inferior ai Imperiului Otoman. Discriminările împotriva creștinilor, în special când erau combinate cu rele tratamente aplicate de autoritățile otomane locale, au dus la unele convertiri de fațadă la Islam. În secolul al XIX-lea, numeroși „cripto-creștini” s-au întors la vechea lor credință religioasă.
Natura administrației otomane a Greciei era însă variată, și era aplicată arbitrar și adesea dur. Unele orașe aveau guvernatori numiți de sultan, în timp ce altele (cum ar fi Atena) se bucurau de o oarecare autonomie. Regiunile muntoase din interior și numeroase insule au rămas practic autonome față de statul otoman timp de mai multe secole.
Când izbucneau conflicte militare între Imperiul Otoman și alte state, grecii se răsculau de obicei împotriva Imperiului, cu doar câteva excepții. Înainte de revoluția greacă, existaseră câteva războaie în care grecii au luptat împotriva otomanilor, notabile fiind participarea grecilor în bătălia de la Lepanto din 1571, Răscoalele Țărănești din Epir⁠(d) din 1600–1601, Războiul din Moreea⁠(en)[traduceți] din 1684–1699, și Revolta lui Orlov instigată de ruși în 1770, care avea ca scop dezmembrarea Imperiului Otoman în folosul intereselor rusești. Aceste ridicări la luptă au fost înăbușite de otomani cu mari vărsări de sânge.
Secolele al XVI-lea și al XVII-lea sunt considerate ca un fel de „epocă întunecată” a istoriei grecești, perspectiva răsturnării dominațîei otomane părând foarte îndepărtate, doar Insulele Ionice rămânând libere de turci. Corfu a rezistat la trei mari asedii în 1537⁠(en)[traduceți], 1571 și 1716⁠(en)[traduceți], toate soldate cu respingerea otomanilor. În secolul al XVIII-lea, însă, a apărut o clasă înstărită și răspândită de negustori greci. Aceștia au ajuns să domine comerțul în interiorul Imperiului Otoman, înființând comunități în bazinul Mediteranei, în Balcani și chiar în Europa Occidentală. Deși cucerirea otomană tăiase legăturile Greciei cu mișcările intelectuale europene ale vremii, cum ar fi Reforma Protestantă și iluminismul, aceste idei, împreună cu idealurile Revoluției Franceze și ale naționalismului romantic⁠(en)[traduceți] au început să pătrundă în lumea greacă prin intermediul diasporei mercantile. Spre sfârșitul secolului al XVIII-lea, Rigas Feraios, primul revoluționar care și-a închipuit un stat grec independent, a publicat o serie de documente legate de independența Greciei, inclusiv un imn național și, la Viena, prima hartă detaliată a Greciei, dar a fost ucis de agenți otomani în 1798.

### Războiul Grec de Independență (1821–1832)

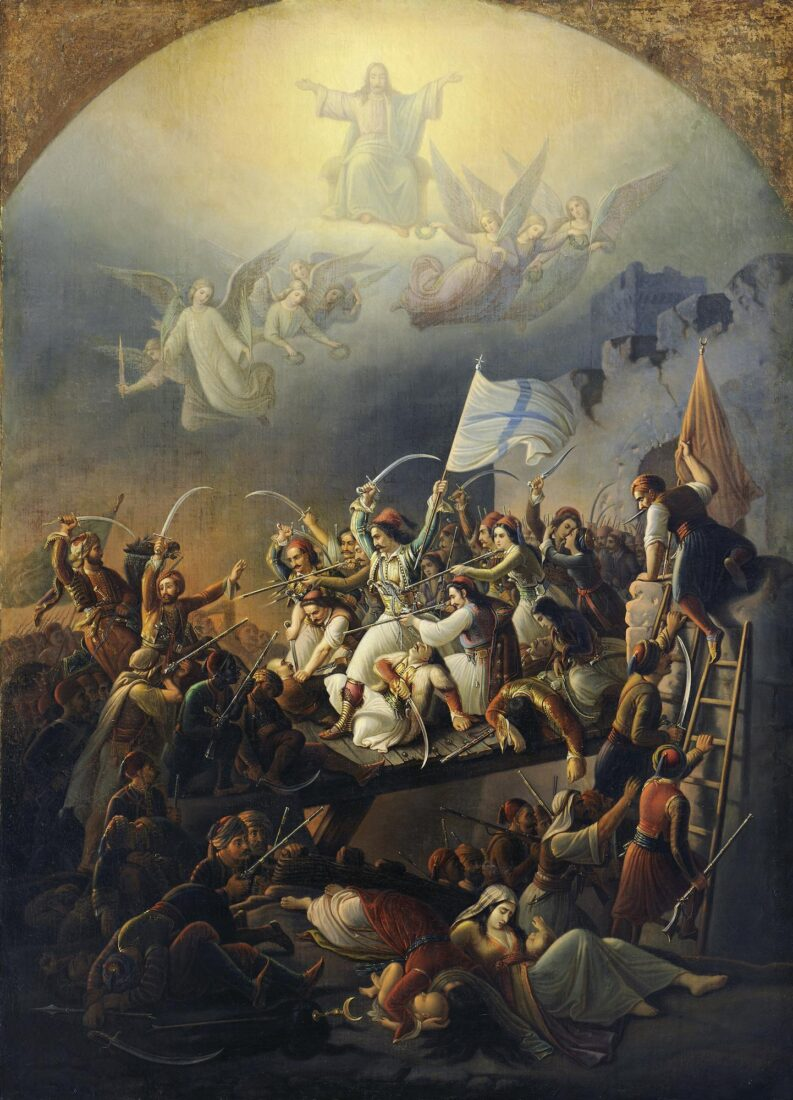
Ruperea asediului de la Missolonghi, în timpul Războiului Grec de Independență (1821–1830), de en.

În 1814 a fost înființată o societate secretă denumită Filiki Eteria („Societatea Prietenilor”) cu scopul eliberării Greciei. Eteria a pus la cale, împreună cu revoluționari din toate popoarele din Balcani, declanșarea de revoluții simultane în Pelopones, în Principatele Dunărene și la Constantinopol. Prima dintre aceste revoluții a izbucnit la 4 februarie 1821 în Țara Românească sub conducerea localnicului Tudor Vladimirescu, susținută de o revoluție declanșată cu o lună mai târziu de Alexandru Ipsilanti dar, dezavuată de țarul rus pe al cărui suport se bizuiau, acțiunea a fost rapid înăbușită de otomani. Evenimentele au declanșat însă reacții în lanț și la 17 martie 1821 manioții⁠(en)[traduceți] din Pelopones au declarat război otomanilor.
Până la sfârșitul lunii, întregul Pelopones era în război deschis contra otomanilor și în octombrie 1821, grecii conduși de Theodoros Kolokotronis cuceriseră Tripolița. Revolta peloponesiacă a fost rapid urmată de alte insurecții în Creta, Macedonia și în Grecia Centrală, care însă aveau să fie rapid înăbușite. Între timp însă, marina grecească improvizată reușea să învingă flotele otomane din Marea Egee și să împiedice sosirea pe mare a întăririlor otomane. În 1822 și 1824, turcii și egiptenii au devastat insulele, inclusiv Chiosul și Psara, comițând masacre nediscriminatorii ale populației. Aceste acțiuni au avut ca efect galvanizarea opiniei publice din Europa Occidentală în favoarea rebelilor greci.
Au apărut însă tensiuni între diferite facțiuni grecești, care au dus la două războaie civile consecutive. Între timp, sultanul otoman a negociat cu Mehmet Ali al Egiptului, care a acceptat să-l trimită pe fiul său Ibrahim Pașa⁠(en)[traduceți] și Grecia cu o armată pentru a suprima revolta în schimbul unor teritorii. Ibrahim a debarcat în Pelopones în februarie 1825 și a obținut rapid victorii: până la sfârșitul lui 1825, mare parte din Pelopones era sub control egiptean, iar orașul Missolonghi—asediat de turci din aprilie 1825—a căzut în aprilie 1826. Deși Ibrahim a fost învins în Mani, el a reușit să înabușe mare parte din revolta peloponesiacă că a recucerit Atena.
După ani de negocieri, trei Mari Puteri, Rusia, Regatul Unit și Franța, au hotărât să intervină în conflict. Fiecare țară a trimis câte o flotă în Grecia. La vestea că flotele combinate otomano-egiptene se pregăteau să atace insula grecească Hydra, flota aliată a interceptat-o pe cea otomano-egipteană la Navarino. După o săptămână de expectativă, au izbucnit luptele ce s-au soldat cu distrugerea flotei turco-egiptene. O forță expediționară franceză a fost trimisă pentru a supraveghea evacuarea armatei egiptene din Pelopones, în timp ce grecii au ocupat o parte din Grecia Centrală până în 1828. Ca urmare a anilor de negocieri, prin Protocolul de la Londra⁠(en)[traduceți], în 1830, a fost recunoscută independența unui stat grecesc incipient.

### Secolul al XIX-lea

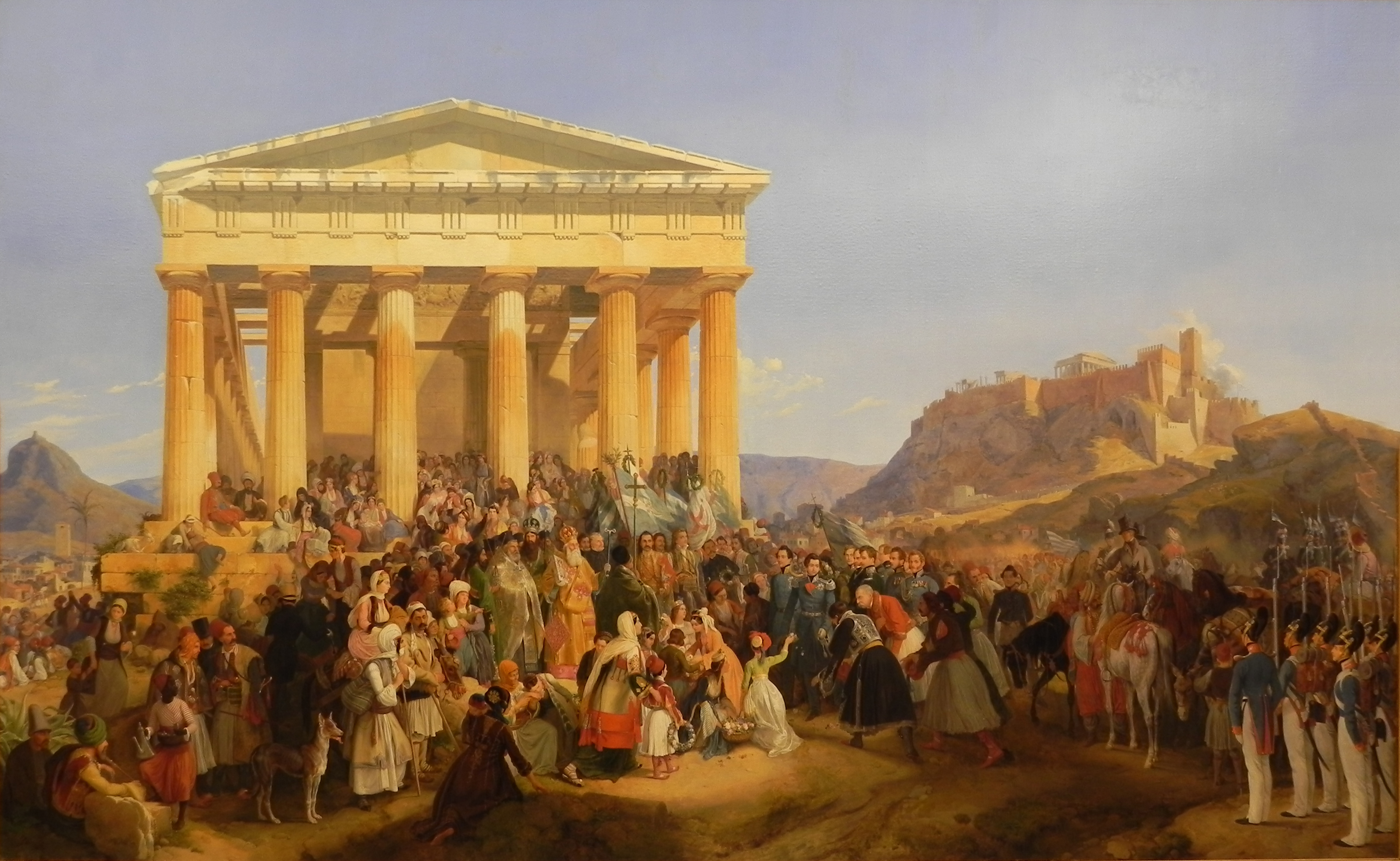
Intrarea Regelui Otto în Atena,, 1839.

În 1827 Ioannis Kapodistrias din Corfu a fost ales ca primul guvernator al noii republici. În urma asasinării lui în 1831, Marile Puteri au instaurat o monarhie sub domnia lui Otto din Casa de Wittelsbach originară din Bavaria. În 1843 o revoltă l-a făcut pe rege să accepte o constituție și o adunare reprezentativă.
Din cauza domniei sale autoritare, el a fost în cele din urmă detronat în 1862 și după un an înlocuit cu prințul Wilhelm al Danemarcei, care a luat numele de George I și a adus cu el Insulele Ionice ca dar de încoronare din partea Regatului Unit. În 1877, Charilaos Trikoupis⁠(en)[traduceți], creditat cu o importantă îmbunătățire a infrastructurii din țară, a limitat puterea monarhiei de a influența Adunarea Națională prin impunerea regulii votului de încredere ce trebuie acordat oricărui potențial șef al guvernului.
Corupția, combinată cu cheltuielile mari ale lui Trikoupis pe proiecte necesare de infrastructură, cum ar fi Canalul Corintului, au dus la impozitarea exagerată și la slăbirea economiei grecești, obligând declararea insolvenței publice în 1893 și acceptarea impunerii Controlului Financiar Internațional pentru plata datoriilor naționale. O altă problemă politică în secolul al XIX-lea era una unic grecească: problema limbii oficiale. Grecii vorbeau o formă de greacă denumită „demotică”. Mare parte din elite o considerau însă pe aceasta un dialect țărănesc și erau hotărâți să restaureze greaca veche.

Evoluția teritorială a Regatului Greciei până la 1947.

Ca urmare, documentele guvernamentale se publicau în greaca Katharevousa⁠(en)[traduceți] (purificată), o formă pe care puțini greci obișnuiți știau să o citească. Liberalii favorizau recunoașterea demoticii ca limbă națională, dar conservatorii și Biserica Ortodoxă s-au opus oricărui efort în acest sens, până într-acolo încât, atunci când Noul Testament a fost tradus în demotică în 1901, au izbucnit revolte în Atena și guvernul a căzut (Evangeliaka). Chestiunea avea să continue să otrăvească viața politică grecească până în anii 1970.
Toți grecii erau uniți, însă, în hotărârea de a elibera și restul provinciilor vorbitoare de greacă de sub control otoman. Mai ales în Creta, o revoltă prelungită în 1866–1869⁠(en)[traduceți] agitase spiritele. Când a izucnit războiul între Rusia și Imperiul Otoman în 1877, sentimentul popular grec era în favoarea rușilor, dar Grecia era prea îngrijorată de perspectiva unei intervenții britanice pentru a intra oficial în război. Cu toate acestea, în 1881, Tesalia și mici părți din Epir au fost transferate Greciei ca urmare a tratatului de la Berlin, deși Creta a rămas la otomani.
Grecii din Creta au continuat să se răscoale și în 1897, guvernul grec al lui Theodoros Deligiannis, cedând presiunii populare, a declarat război otomanilor. În Războiul Greco-Turc ce a urmat, slab pregătita și slab dotata armată greacă a fost învinsă de otomani. Prin intervenția Marilor Puteri însă, Grecia a pierdut doar puțin teritoriu de-a lungul graniței, iar Creta a devenit stat autonom⁠(en)[traduceți] condus de prințul George al Greciei.

### Din secolul al XX-lea până în prezent

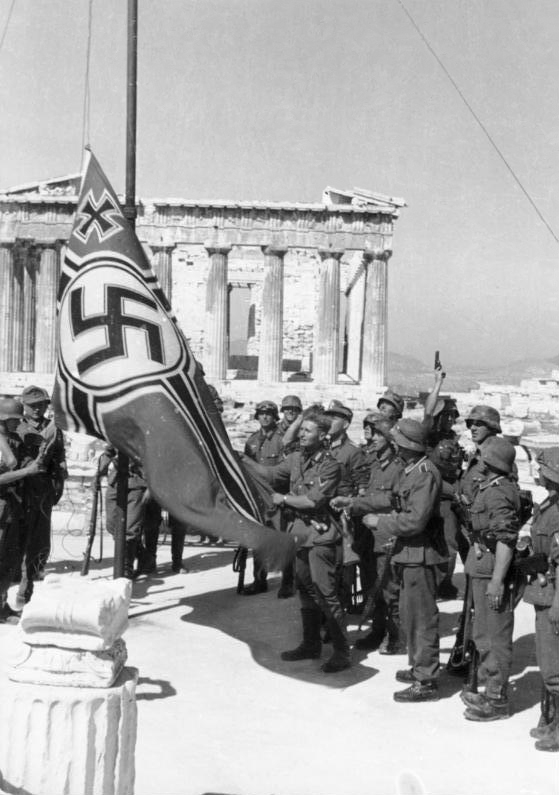
Soldați germani ridicând en pe Acropola din Atena. Avea să fie dat jos într-una dintre primele acțiuni ale rezistenței grecești.

La sfârșitul Războaielor Balcanice, întinderea teritorială și demografică a Greciei crescuse. În anii ce au urmat, lupta dintre Constantin I și charismaticul prim ministru Eleftherios Venizelos pe tema politicii externe a țării în ajunul Primului Război Mondial a dominat scena politică a țării, și a împărțit țara în două grupuri antagonice. De-a lungul unei părți din Primul Război Mondial, Grecia a avut două guverne, un guvern pro-german regalist la Atena și un guvern pro-britanic, venizelist la Salonic. Cele două guverne au fost unificate în 1917, când Grecia a intrat oficial în război de partea Antantei.
După Primul Război Mondial, Grecia a încercat să anexeze noi teritorii din Asia Mică, o regiune care la acea vreme avea o numeroasă populație greacă, dar a fost învinsă în Războiul Greco-Turc din 1919–1922, care a avut ca rezultat un masiv schimb de populații între cele două țări conform Tratatului de la Lausanne. Conform diferitelor surse, câteva sute de mii de greci pontici au murit în această perioadă în ceea ce este uneori denumit genocidul grecilor pontici.
Epoca ce a urmat a fost una marcată de instabilitate, umbrită de dificila misiune de a introduce un milion și jumătate de refugiați greci din Turcia în societatea grecească. Populația greacă a Istanbulului a scăzut de la 300.000 în 1900 la circa 3.000 în 2001.
După evenimentele dezastruoase din Asia Mică, monarhia a fost abolită după un referendum ținut în 1924 și s-a declarat a Doua Republică Elenă⁠(en)[traduceți]. Premierul Georgios Kondylis⁠(en)[traduceți] a preluat puterea în 1935 și a abolit efectiv republica reinstaurând monarhia printr-un nou referendum în 1935. În anul următor, a urmat o lovitură de stat care l-a instaurat pe Ioannis Metaxas ca lider al unui regim dictatorial denumit Regimul de la 4 August⁠(en)[traduceți]. Deși stat totalitar, Grecia a rămas în relații bune cu Regatul Unit și nu s-a aliat cu Axa.
La 28 octombrie 1940, Italia fascistă a cerut capitularea Greciei, dar administrația greacă a refuzat și, în Războiul Greco-Italian care a urmat, Grecia a respins forțele italiene în Albania, aducând Aliaților prima victorie terestră împotriva Axei. Țara avea în cele din urmă să cadă în fața unor forțe germane trimise de urgență în Bătălia Greciei. Ocupanții germani s-au confruntat totuși cu probleme grave cauzate de rezistența grecească. Peste 100.000 de civili au murit de foame în iarna lui 1941–1942, și marea majoritate a evreilor au fost deportați și uciși în lagărele naziste de concentrare.
După eliberare, Grecia a trecut printr-un război civil între comuniști și anticomuniști, care a dus la devastare economică și grave tensiuni sociale între dreapta și stânga predominant comunistă, tensiuni ce au durat treizeci de ani. Următoarele două decenii au fost caracterizate prin marginalizarea stângii în sferele politică și socială, dar și printr-o rapidă creștere economică parțial generată de Planul Marshall.
Demiterea guvernului centrist al lui Georgios Papandreou⁠(d) de către regele Constantin al II-lea în iulie 1965 a dus la o nouă perioadă de agitație politică, ce a culminat cu lovitura de stat de la 21 aprilie 1967 și instaurarea Regimul Coloneilor. Suprimarea brutală a Revoltei de la Politehnica din Atena la 17 noiembrie 1973 a transmis unde de șoc prin regimul dictatorial, și printr-o contralovitură de stat a fost instaurat ca dictator generalul de brigadă Dimitrios Ioannidis⁠(d) ca dictator. La 20 iulie 1974, în urma invadării insulei Cipru de către Turcia, regimul s-a prăbușit.
Fostul prim ministru Konstantinos Karamanlis a fost invitat să se întoarcă de la Paris, unde trăise în exil autoimpus din 1963, momentul marcând începutul epocii Metapolitefsi⁠(en)[traduceți]. Primele alegeri multipartid de după 1964 s-au ținut la prima aniversare a revoltei de la Politehnică. La 11 iunie 1975 a fost promulgată o constituție democrată și republicană după un referendum⁠(en)[traduceți] în care locuitorii au ales să nu restaureze monarhia.
Între timp, Andreas Papandreou a înființat Mișcarea Socialistă Pan-elenă (PASOK) ca răspuns la partidul de orientare conservatoare Noua Democrație al lui Karamanlis, cele două formațiuni politice alternând la guvernare de atunci. Grecia a aderat din nou la NATO în 1980.
Grecia a devenit al zecelea membru al Comunităților Europene (structură subsumată ulterior de Uniunea Europeană) la 1 ianuarie 1981, aducând o perioadă de creștere susținută. Investiții pe scară largă în întreprinderi industriale și în infrastructură, precum și fondurile europene și veniturile crescânde provenite din turism, navigație comercială și un sector al serviciilor în rapidă creștere au ridicat standardul de viață la un nivel fără precedent. Relațiile cu Turcia vecină, încordate prin tradiție, s-au ameliorat după ce ambele țări au fost lovite de cutremure succesive în 1999, ceea ce a dus la ridicarea vetoului grecesc împotriva candidaturii Turciei la aderarea la Uniunea Europeană. Țara a adoptat moneda euro în 2001 și a găzduit Olimpiada de vară din 2004 la Atena.
Mai recent, Grecia a suferit mult de pe urma recesiunii de la sfârșitul anilor 2000 și a jucat un rol central în criza datoriilor suverane din Europa. Criza datoriei publice grecești, criza economică și protestele ce au urmat⁠(en)[traduceți] au perturbat puternic politica internă și au amenințat în mod repetat piețele financiare europeană și globală de la începutul crizei în 2010.

## Geografia și clima
Grecia este formată dintr-o parte continentală muntoasă și peninsulară, întinzându-se în mare în capătul sudic al Peninsulei Balcanice, terminându-se cu peninsula Pelopones (separată de restul continentului printr-un canal prin Istmul Corintului⁠(en)[traduceți]). Datorită coastei deosebit de complexe și datorită numeroaselor insule, Grecia are a unsprezecea cea mai lungă coastă din lume, cu 13.676 km; frontiera sa terestră este de doar 1.160 km. Țara se află aproximativ între paralelele de 34° și 42° latitudine nordică, și între meridianele de 19° și 30° longitudine estică.
Grecia are un număr mare de insule, între 1.200 și 6.000, în funcție de definiție, dintre care 227 sunt locuite. Creta este cea mai mare și mai populată; Euboea, separată de continent prin Strâmtoarea Euripus lată de 60 m, este a doua ca mărime, urmată de Rhodos și Lesbos.
Insulele grecești sunt grupate prin tradiție în următoarele arhipelaguri: Insulele Argo-Saronice⁠(en)[traduceți] din Golful Saronic de lângă Atena, Cicladele, o colecție mare dar densă ce ocupă partea centrală a Mării Egee, Insulele Egeene de Nord⁠(en)[traduceți], o grupare aproximativă aflată în largul coastei vestice a Turciei, Dodecanezele, o altă mulțime vagă de insule din sud-est, aflate între Creta și Turcia, Sporadele, un grup mic și compact în largul coastei Euboeei de nord-est, Insulele Ionice, aflate la vest de continent în Marea Ionică.
Optzeci la sută din teritoriul Greciei este format din munți și dealuri, ceea ce face țara să fie una dintre cele mai muntoase din Europa. Muntele Olimp, sălașul mitic al zeilor greci, culminează cu vârful Mytikas 2.917 m, cel mai înalt din țară. Grecia vestică are mai multe lacuri și zone umede și este dominată de Munții Pindului. O continuare a Alpilor Dinarici, acest lanț atinge o altitudine maximă de 2.637 m în vârful Smolikas⁠(en)[traduceți] (al doilea din Grecia), și de-a lungul istoriei a constituit o importantă barieră împotriva transportului dintre est și vest.

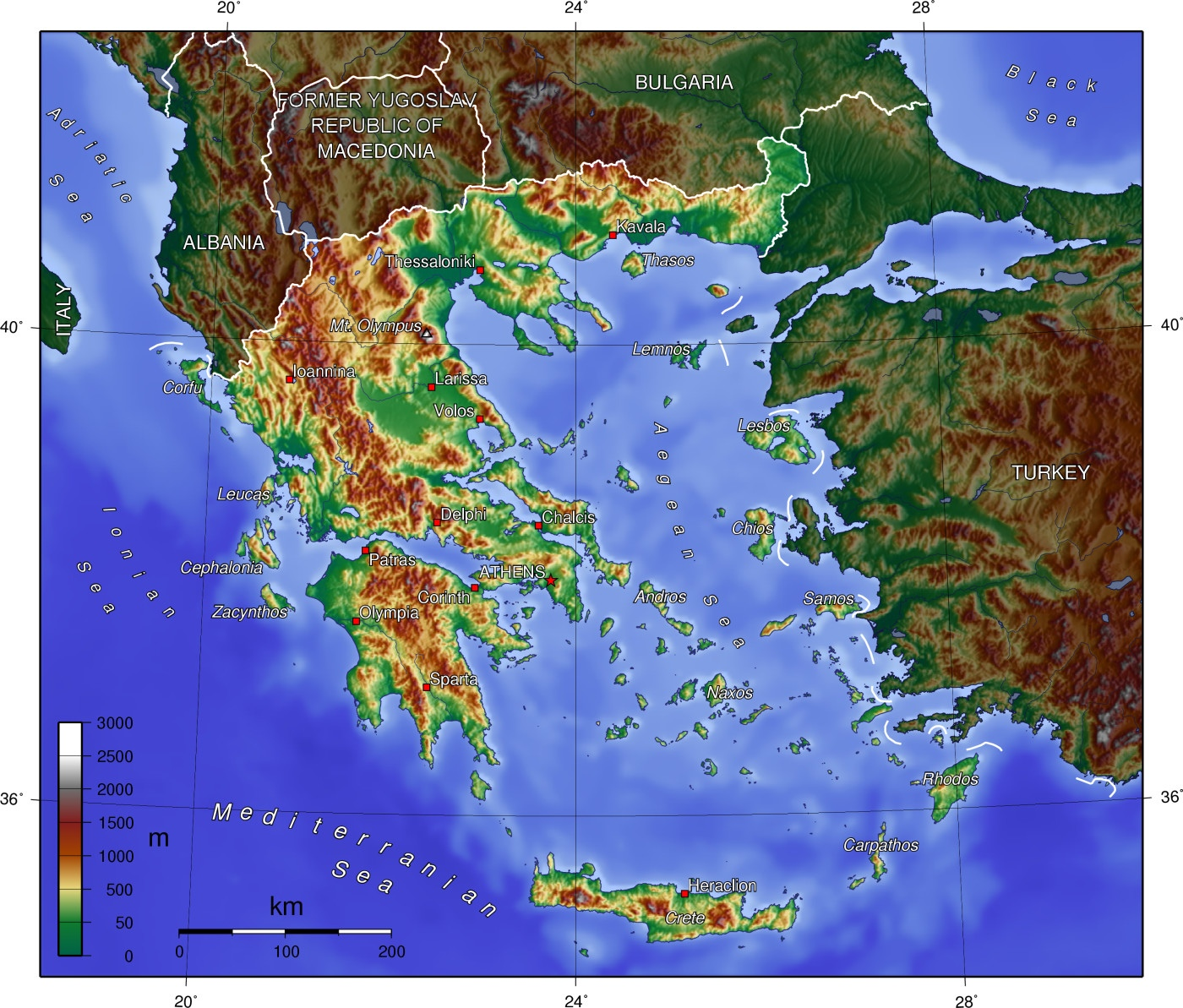
Hartă fizică a Greciei.

Munții Pindului continuă în Peloponesul central, trece insulele Kythera și Antikythera și ajung până în sud-vestul Egeei, în Insula Creta unde se termină. Insulele din Egee sunt de fapt culmi ale unor munți submarini ce au constituit odată o prelungire a continentului. Munții Pindului sunt caracterizați de creste înalte și abrupte, adesea întretăiate de văi adânci și de alte peisaje carstice. Spectaculoasele chei Vikos⁠(en)[traduceți], parte din Parcul Național Vikos-Aoos din Munții Pindului, sunt trecute în Cartea Recordurilor Guinness ca cele mai adânci chei din lume. O altă formațiune remarcabilă sunt stâlpii de piatră Meteora, în vârful cărora au fost construite mănăstiri ortodoxe medievale.

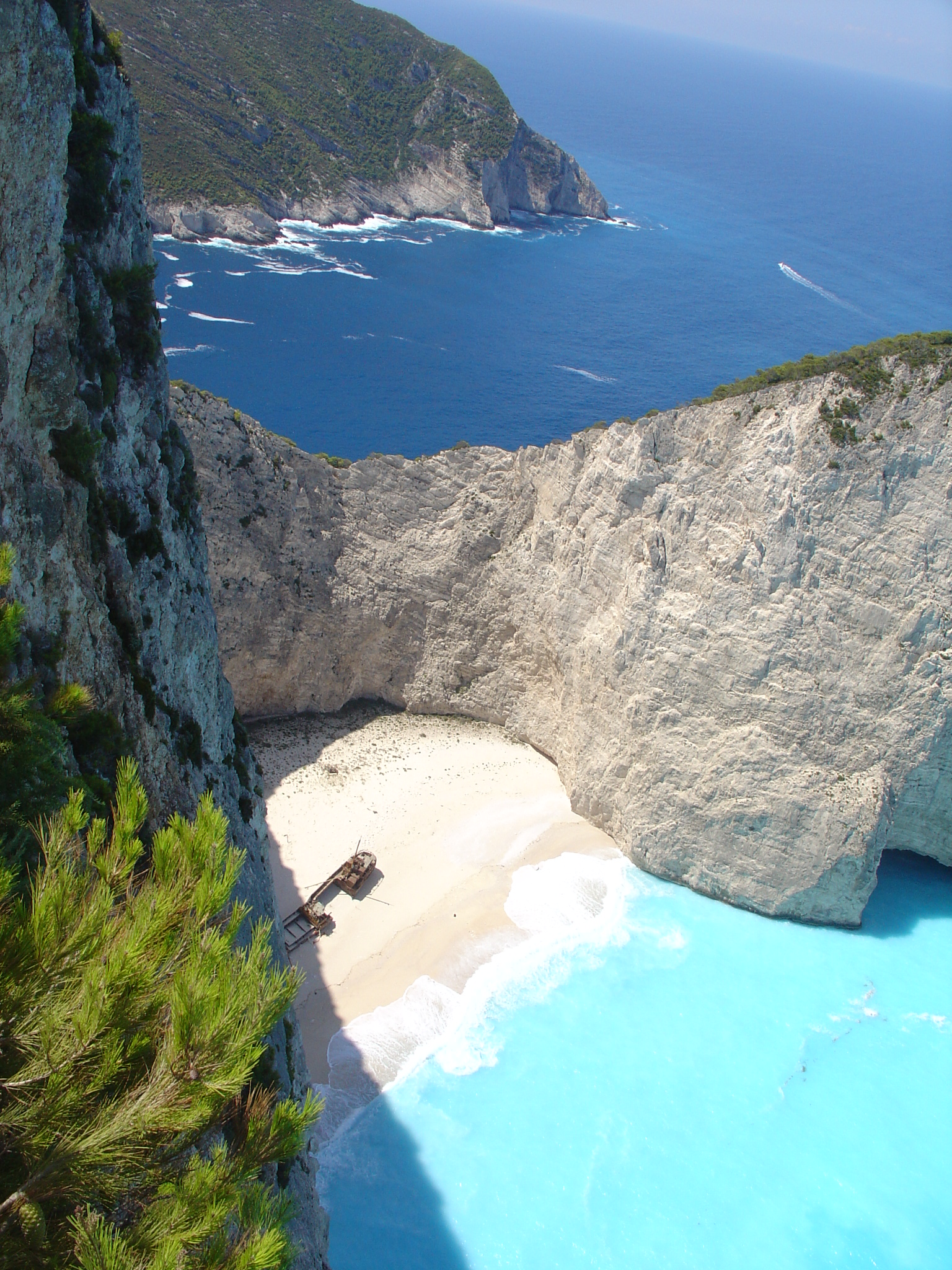
Golful (al „Naufragiului”), Zakynthos

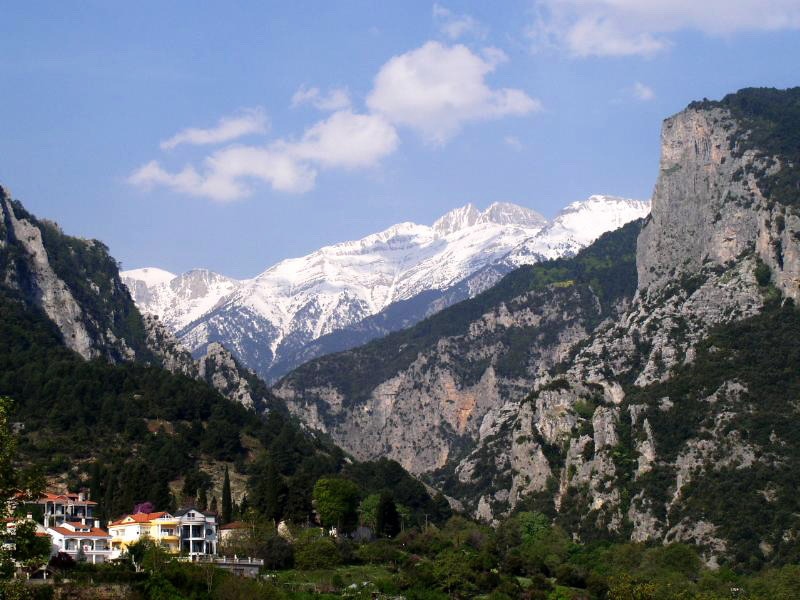
Muntele Olimp

Nord-estul Greciei are alți munți de altitudini mari, Rodopii, care se întind în regiunea Macedoniei de Est și Traciei; zona ese acoperită cu întinse păduri seculare, inclusiv celebra pădure Dadia din unitatea regională Evros⁠(en)[traduceți], din nord-estul extrem al țării.
Câmpii întinse sunt amplasate în principal în regiunile Tesalia, Macedonia Centrală și Tracia. Ele constituie regiuni economice-cheie, fiind printre puținele zone cu terenuri arabile. Specii marine rare, cum ar fi focile și țestoasele de mare, trăiesc în mările din jurul Greciei continentale, în timp ce densele sale păduri sunt habitat pentru ursul brun, râsul, căprioară și capră sălbatică.
Clima Greciei este în principal mediteraneană cu ierni blânde și umede și cu veri uscate și călduroase. Acest tip de climă este prezent în toate zonele de coastă, inclusiv în Atena, în Ciclade, Dodocaneze, Creta și Pelopones, în Insulele Ionice și în unele părți din Grecia continentală centrală. Munții Pindului afectează puternic clima din țară, zonele de la vest de munți fiind considerabil mai umede în medie (din cauza expunerii mai mari la vânturile de vest care aduc umezeală) decât cele aflate la est de munți (din cauza unui efect de umbră pluviometrică).
Zonele montane din Grecia de nord-vest (părți din Epir, Grecia Centrală, Tesalia, Macedonia de Vest) ca și în zonele centrale muntoase ale Peloponesului – inclusiv părți din regiunile Aheea, Arcadia și Laconia – prezintă o climă alpină cu zăpezi abundente. Zonele interioare ale Greciei nordice, din Macedonia centrală și din Macedonia de Est și Tracia prezintă o temperate climate⁠(en)[traduceți], cu ierni reci și umede și cu veri calde și uscate marcate de furtuni frecvente. Zăpada cade anual în munți și în nordul țării, apărând însă uneori și în zonele mai joase, cum ar fi Atena.
Fitogeografic, Grecia aparține regatului boreal și este împărțită între provincia est-mediteraneană a regiunii mediteraneene și provincia ilirică a regiunii circumboreale⁠(en)[traduceți]. Conform World Wide Fund for Nature și Agenției Europene de Mediu⁠(en)[traduceți], teritoriul Greciei poate fi împărțit în șase ecoregiuni: pădurile de foioase ilire⁠(en)[traduceți], pădurile de amestec ale Munților Pindului⁠(en)[traduceți], pădurile de amestec balcanice⁠(en)[traduceți], pădurile de amestec din RodopiRhodope montane mixed forests, pădurile de amestec și de sclerofile ale Egeei și Turciei de Vest, și pădurile mediteraneene din Creta.

## Politica

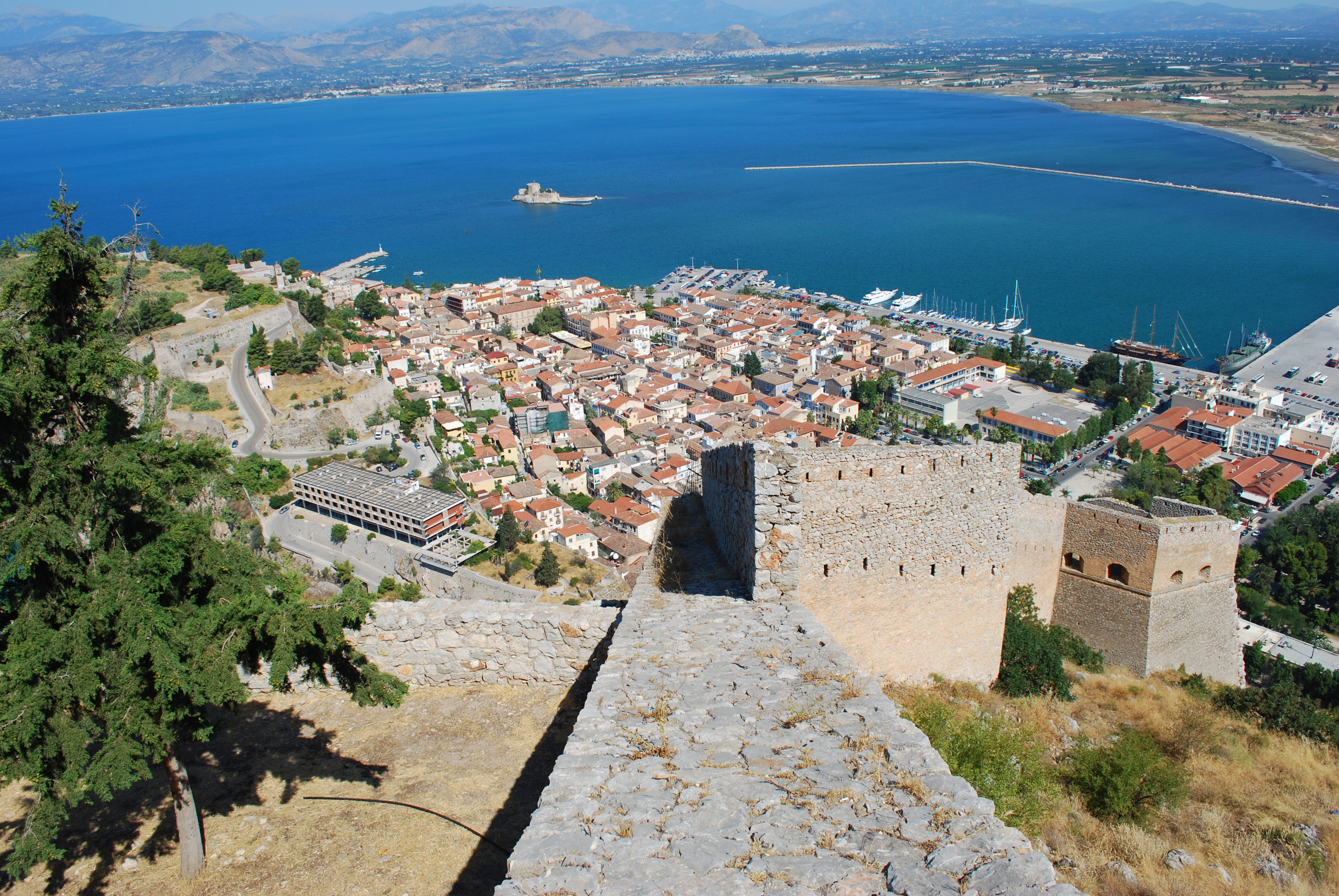
Nafplion, prima capitală a Greciei moderne.

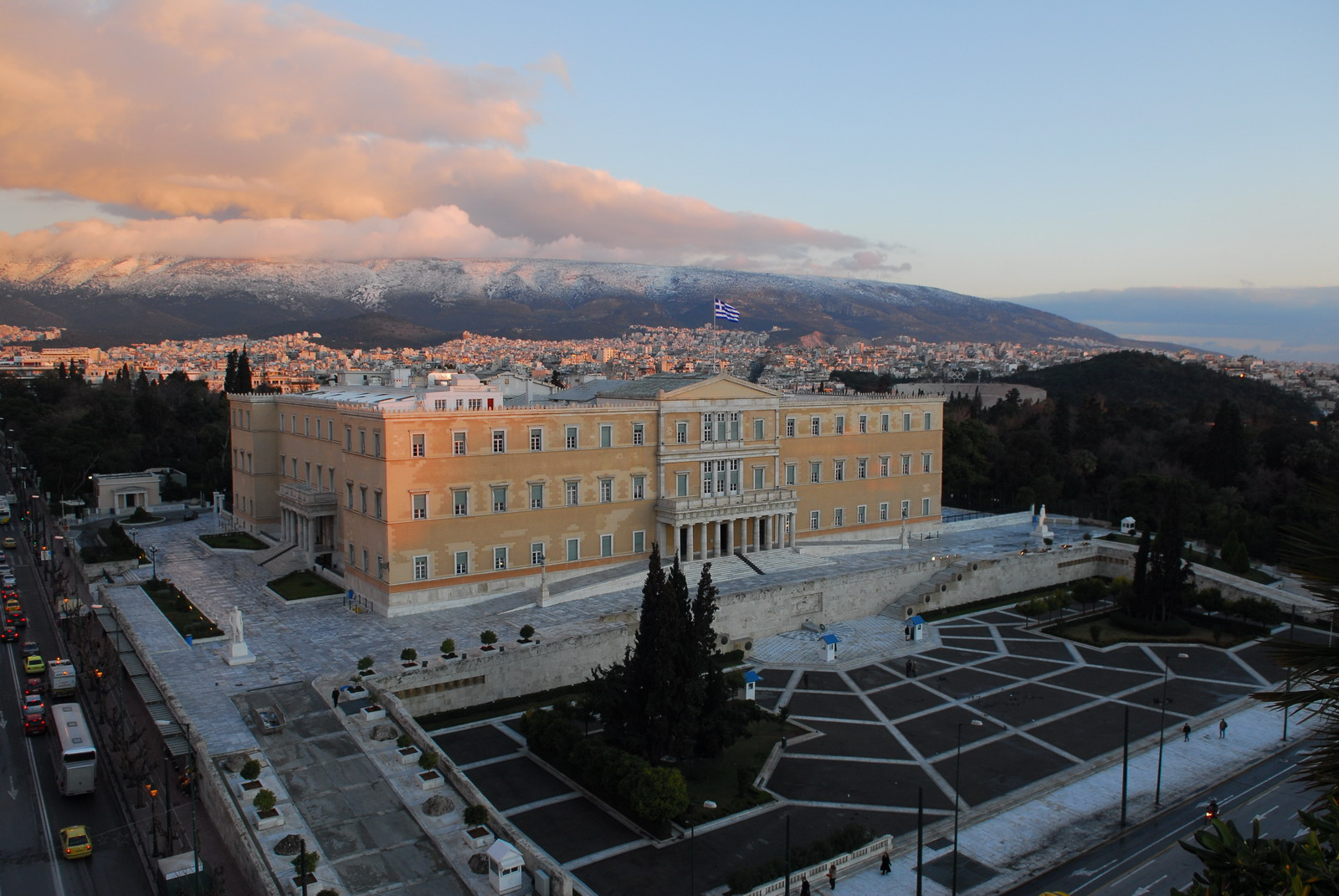
en din centrul Atenei.

Grecia este o republică parlamentară. Șeful de stat este președintele Greciei care este ales de către Parlamentul Greciei pentru un mandat de 5 ani. Actuala constituție a fost redactată și adoptată de al Cincilea Parlament Revizionar al Elenilor și a intrat în vigoare în 1975 după căderea juntei militare din 1967–1974. Ea a fost revizuită de atunci de trei ori, în 1986, 2001 și2008. Constituția, formată din 120 de articole, stipulează separarea puterilor în stat între ramurile executivă, legislativă și judecătorească, acordând garanții extinse (întărite în 2001) pentru drepturile cetățenești și sociale. Dreptul de vot pentru femei este garantat printr-un amendament la Constituția din 1952.
Conform Constituției, puterea executivă este exercitată de președinte și de guvern. De la amendamentul din 1986, rolul președintelui a fost redus semnificativ la unul în mare parte ceremonial; puterea politică se află astfel în principal în mâinile primului ministru. Postul de prim ministru, șeful guvernului Greciei, aparține actualului lider al partidului politic ce poate obține un vot de încredere în Parlament. Președintele numește formal primul ministru și, la recomandarea sa, numește și concediază alți membri ai guvernului.

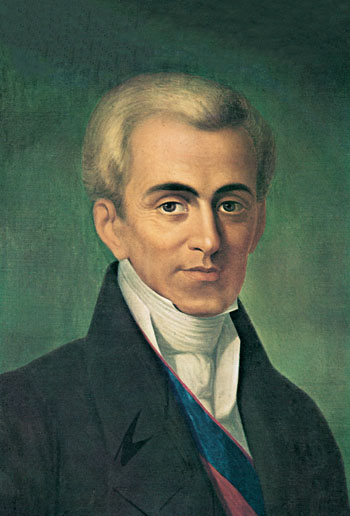
Contele Ioannis Kapodistrias (1776–1831), primul șef al statului, guvernator al Greciei independente și fondator al statului grec modern.

Puterea legislativă este exercitată de un parlament unicameral cu 300 de membri. Legile adoptate de Parlament sunt promulgate de președinte. La fiecare patru ani se țin alegeri parlamentare, dar președintele este obligat să dizolve parlamentul mai devreme, la propunerea guvernului, în condițiile unor probleme naționale de importanță excepțională. Președintele este obligat să dizolve parlamentul și în cazul în care opoziția adoptă o moțiune de neîncredere.

### Partide politice
De la restaurarea democrației, sistemul de partide din Grecia a fost dominat de partidul liberal-conservator Noua Democrație (ND) și de Mișcarea Socialistă Pan-Elenă (PASOK) de orientare social-democrată. Printre alte partide reprezentate în Parlamentul Elen⁠(d) se numără Coaliția Stângii Radicale (SYRIZA), Partidul Comunist din Grecia (KKE), Soluția Grecească⁠(d) și MeRA25⁠(d).
PASOK și Noua Democrație au alternat la putere până la izbucnirii crizei datoriilor suverane în 2009. De atunci, cele două mari partide, Noua Democrație și PASOK, au trecut printr-o scădere drastică de popularitate. În noiembrie 2011, cele două mari partide s-au alăturat mai micului Alerta Populară Ortodoxă⁠(d) într-o largă coaliție⁠(d), sprijinind în parlament un guvern de uniune națională⁠(d) condus de fostul vicepreședinte al Băncii Centrale Europene Lucas Papademos. Panos Kammenos⁠(d) a votat împotriva acestui guvern și a părăsit ND formând gruparea populistă de dreapta Grecii Independenți⁠(d).
Guvernul de coaliție a condus țara până la alegerile parlamentare din mai 2012⁠(d). Puterea partidelor politice tradiționale grecești, PASOK și Noua Democrație, a scăzut de la 43% la 13% și, respectiv, de la 33% la 18%. Partidul de stânga SYRIZA a devenit al doilea partid, cu o creștere de la 4% la 16%. Niciun partid nu a putut forma un guvern stabil, ceea ce a dus la alegerile anticipate din iunie 2012⁠(d). Rezultatul a fost formarea unei coaliții de guvernare din Noua Democrație (29%), PASOK (12%) și Stânga Democrată⁠(d) (6%).
După aceea, SYRIZA a depășit PASOK drept principal partid pe partea de centru-stânga. Alexis Tsipras a dus SYRIZA la victorie în alegerile generale⁠(d) de la 25 ianuarie 2015, în care a obținut cu doar două locuri mai puțin în parlament decât ar fi avut nevoie pentru o majoritate. Tsipras a ajuns la un acord cu Grecii Independenți⁠(d) pentru o coaliție. Deși a încercat să obțină în august 2015 mai multe locuri într-o nouă rundă de alegeri anticipate, Tsipras nu a obținut un alt rezultat, având doar 145 de locuri din 300 șî văzându-se nevoit să guverneze din nou cu Grecii Independenți. Tsipras a reușit să stabilizeze economia Greciei, dar în acest proces a dat înapoi de la multe din promisiunile făcute în campaniile care i-au adus victoria, și a fost învins în alegerile din iulie 2019⁠(d) de Kyriakos Mitsotakis, liderul partidului Noua Democrație.

### Lege și justiție
Puterea judecătorească în Grecia este independentă de ramurile executivă și legislativă, și cuprinde trei curți supreme: Curtea de Casație⁠(en)[traduceți] (Άρειος Πάγος), Consiliul de Stat⁠(en)[traduceți] (Συμβούλιο της Επικρατείας) și Curtea de Auditori⁠(en)[traduceți] (Ελεγκτικό Συνέδριο). Sistemul judiciar este format și din instanțe civile, care judecă cauze civile și penale, și din instanțe administrative, care judecă dispute între cetățeni și autoritățile administrative grecești.
Poliția Elenă⁠(en)[traduceți] (în greacă Ελληνική Αστυνομία) este forța polițienească națională, o agenție foarte mare, cu responsabilități de la controlul traficului la antiterorism. Ea a fost înființată în forma actuală în 1984 ca urmare a comasării Jandarmeriei (Χωροφυλακή, Chorofylaki) cu Polițiile Orășenești (Αστυνομία Πόλεων, Astynomia Poleon).

### Relațiile externe

Reprezentare prin: ambasadă – ambasadă în altă țară
consulat general – legație – fără reprezentare – Grecia

Politica externă a Greciei se efectuează prin Ministerul Afacerilor Externe⁠(en)[traduceți], al cărui actual ministru este Nikos Dendias⁠(en)[traduceți] de la Noua Democrație. Grecia a dezvoltat o politică regională al cărui obiectiv este promovarea păcii și stabilității în Balcani, în bazinul Mediteranei, și în Orientul Mijlociu.
Ministerul identifică trei aspecte de importanță deosebită pentru statul grec: revendicările Turciei privind ceea ce ministerul definește drept suveranitate grecească asupra Mării Egee și a spațiului său aerian; legitimitatea Republicii Turce a Ciprului de Nord în insula Cipru; și disputa privind denumirea Republicii Macedonia⁠(en)[traduceți] cu mica țară din Balcani al cărei nume este similar cu al celei mai mari regiuni din Grecia ca suprafață.
Grecia este membră a mai multor organizații internaționale, inclusiv Consiliul Europei, Uniunea Europeană, Uniunea Mediteranei și Națiunile Unite, al cărei membru fondator este.

### Armata
Forțele Armate Elene sunt supervizate de Statul Major Național Elen de Apărare⁠(en)[traduceți] (în greacă Γενικό Επιτελείο Εθνικής Άμυνας – ΓΕΕΘΑ) și constă din trei ramuri:
- Forțele Terestre Elene⁠(en)[traduceți];
- Marina Elenă⁠(en)[traduceți];
- Forțele Aeriene Elene⁠(en)[traduceți].

Autoritatea civilă pentru armata greacă este Ministerul Apărării Naționale⁠(en)[traduceți]. Mai mult, Grecia întreține Paza de Coastă Elenă⁠(en)[traduceți] pentru aplicarea legii pe mare și pentru operațiuni de căutare și salvare.
Grecia are serviciu militar obligatoriu pentru bărbați, în timp ce femeile pot îndeplini stagiul militar în regim de voluntariat. În 2009, serviciul militar în Grecia era de nouă luni pentru bărbații între 19 și 45 de ani. Forțele Armate se îndreaptă însă către un sistem de armată complet profesionistă, iar guvernul a promis reducerea, apoi abolirea serviciului militar obligatoriu.
Bărbații greci cu vârste cuprinse între 18 și 60 de ani și care trăiesc în zone sensibile din punct de vedere strategic pot fi obligați să efectueze, contra unei plăți, un serviciu în Garda Națională. Ca membru NATO, armata greacă participă la exerciții și operațiuni sub auspiciile alianței.
Grecia cheltuiește peste 7 miliarde de dolari anual cu armata, sau 2,3% din PIB, fiind clasată pe locul 24 în lume.

### Împărțire administrativă
De la programul Kallikratis⁠(en)[traduceți], care a reformat organizarea administrativ-teritorială a țării începând cu 1 ianuarie 2011, Grecia este împărțită în treisprezece regiuni împărțite mai departe în 325 de comune. Cele 54 de foste prefecturi și administrații la nivel de prefectură au fost păstrate în mare parte ca subunități ale regiunilor. Șapte administrații descentralizate grupează de la una la trei regiuni în scopuri administrative. Există și o regiune autonomă, Muntele Athos (în greacă Agio Oros, „Muntele Sfânt”), care se învecinează cu regiunea Macedonia Centrală.
|      | \| No. \| Regiune \| Reședință \| Arie (km²) \| Populație[93] \| PIB (miliarde)[94] \| \| \| ---- \| -------------------------- \| --------- \| ---------- \| ------------- \| ------------------ \| --------- \| \| 1 \| Attica \| Atena \| 3,808 \| 1,470 \| 3.812.330 \| €103.334 \| \| 2 \| Grecia Centrală \| Lamía \| 15,549 \| 6,004 \| 546.870 \| €12.530 \| \| 3 \| Macedonia Centrală \| Salonic \| 18,811 \| 7,263 \| 1.874.590 \| €34.458 \| \| 4 \| Creta \| Heraklion \| 8,259 \| 3,189 \| 621.340 \| €12.854 \| \| 5 \| Macedonia de Est și Tracia \| Komotini \| 14,157 \| 5,466 \| 606,170 \| €9.054 \| \| 6 \| Epir \| Ioannina \| 9,203 \| 3,553 \| 336,650 \| €5.827 \| \| 7 \| Insulele Ionice \| Corfu \| 2,307 \| 891 \| 206,470 \| €4.464 \| \| 8 \| Egeea de Nord \| Mytilene \| 3,836 \| 1,481 \| 197,810 \| €3.579 \| \| 9 \| Pelopones \| Tripoli \| 15,490 \| 5,981 \| 581,980 \| €11.230 \| \| 10 \| Egeea de Sud \| Ermoupoli \| 5,286 \| 2,041 \| 308,610 \| €7.816 \| \| 11 \| Tesalia \| Larissa \| 14,037 \| 5,420 \| 730,730 \| €12.905 \| \| 12 \| Grecia de Vest \| Patras \| 11,350 \| 4,382 \| 680,190 \| €12.122 \| \| 13 \| Macedonia de Vest \| Kozani \| 9,451 \| 3,649 \| 282,120 \| €5.564 \| \| No. \| Stat autonom \| Capitală \| Arie (km²) \| Populație[93] \| PIB (miliarde)[94] \| \| \| (14) \| Muntele Athos \| Karyes \| 390 \| 151 \| 1,830 \| Format:NA \| |           |            |           |                |           |
| No.  | Regiune | Reședință | Arie (km²) | Populație | PIB (miliarde) |           |
| 1    | Attica | Atena     | 3,808      | 1,470     | 3.812.330      | €103.334  |
| 2    | Grecia Centrală | Lamía     | 15,549     | 6,004     | 546.870        | €12.530   |
| 3    | Macedonia Centrală | Salonic   | 18,811     | 7,263     | 1.874.590      | €34.458   |
| 4    | Creta | Heraklion | 8,259      | 3,189     | 621.340        | €12.854   |
| 5    | Macedonia de Est și Tracia | Komotini  | 14,157     | 5,466     | 606,170        | €9.054    |
| 6    | Epir | Ioannina  | 9,203      | 3,553     | 336,650        | €5.827    |
| 7    | Insulele Ionice | Corfu     | 2,307      | 891       | 206,470        | €4.464    |
| 8    | Egeea de Nord | Mytilene  | 3,836      | 1,481     | 197,810        | €3.579    |
| 9    | Pelopones | Tripoli   | 15,490     | 5,981     | 581,980        | €11.230   |
| 10   | Egeea de Sud | Ermoupoli | 5,286      | 2,041     | 308,610        | €7.816    |
| 11   | Tesalia | Larissa   | 14,037     | 5,420     | 730,730        | €12.905   |
| 12   | Grecia de Vest | Patras    | 11,350     | 4,382     | 680,190        | €12.122   |
| 13   | Macedonia de Vest | Kozani    | 9,451      | 3,649     | 282,120        | €5.564    |
| No.  | Stat autonom | Capitală  | Arie (km²) | Populație | PIB (miliarde) |           |
| (14) | Muntele Athos | Karyes    | 390        | 151       | 1,830          | Format:NA |

## Economia

### Introducere

PIB pe cap de locuitor în 2008 conform Eurostat.

Creșterea economică a Greciei între 1961 și 2010, comparată cu media zonei Euro din 1996. Grecia a intrat în recesiune în 2009.

Economia Greciei este a 34-a (în termeni nominali) și a 42-a (în termenii parității puterii de cumpărare) din lume, cu 299 sau 304 miliarde de dolari PIB, conform statisticilor Băncii Mondiale pe anul 2011. Grecia este, în plus, a 15-a economie între cele 28 de state membre ale Uniunii Europene. În termeni de venit pe cap de locuitor, Grecia se clasează pe locul al 29-lea sau al 33-lea (în funcție de PIB nominal, respectiv în termenii PPC) din lume la 27.875 de dolari, respectiv 27.624 de dolari.
Grecia este o țară dezvoltată cu standarde de viață ridicate. Economia sa cuprinde sectorul servicii (85%) și industria (12%), în timp ce agricultura formează 3% din produsul național brut. Printre cele mai importante sectoare economice se numără turismul (cu 14,9 milioane de turiști internaționali în 2009, este a șaptea cea mai vizitată țară a Uniunii Europene și a 16-a din lume de către Organizația Mondială a Turismului); și navigația comercială (cu 16,2% din capacitatea mondială totală, marina comercială greacă fiind cea mai mare din lume), în timp ce țara este și un considerabil producător agricol (incluzând culturile de pește) în cadrul uniunii.
Cu o economie mai mare decât a tuturor celorlalte țări balcanice la un loc, Grecia este cea mai mare economie a Peninsulei Balcanice, și un important investitor regional. Grecia este al doilea cel mai mare investitor străin în Albania, al treilea în Bulgaria, în primii trei investitori străini în România și Serbia și cel mai important partener comercial și cel mai mare investitor străin în Macedonia. Băncile grecești deschid o nouă filială în Balcani aproape săptămânal. Compania greacă de telecomunicații OTE, parte a portofoliului grupului german Deutsche Telekom a devenit un investitor puternic în fosta Iugoslavie și în alte țări balcanice.
Economia greacă este clasificată ca avansată și cu venituri mari. Grecia este membru fondator al Organizației pentru Cooperare Economică și Dezvoltare (OECD) și al Organizației pentru Cooperarea Economică în Marea Neagră (BSEC). În 1979 s-a semnat aderarea țării la Comunitățile Europene și la piața unică europeană procesul fiind terminat în 1982. În ianuarie 2001 Grecia a adoptat moneda unică Euro, înlocuind drahma grecească la un curs de schimb de 340,75 drahme pentru un euro. Grecia este membră a Fondului Monetar Internațional și al Organizației Mondiale a Comerțului, și era în 2010 a 31-a țară din lume după Indicele Globalizării⁠(en)[traduceți] KOF.

### Aderarea la zona euro
Grecia a fost acceptată în Uniunea Economică și Monetară a Uniunii Europene de către Consiliul European la 19 iunie 2000, pe baza mai multor criterii de convergență (rata inflației, deficit bugetar, datorie publică, dobânzi pe termen lung, rată de schimb) folosind anul 1999 ca an de referință. După un audit financiar⁠(en)[traduceți] comandat de noul guvern al partidului Noua Democrație în 2004, Eurostat a arătat că statisticile deficitului bugetar fuseseră subestimate.
Majoritatea diferențelor de la nivelul valorilor pentru deficitul bugetar în documentul revizuit au fost determinate de o schimbare temporară de către noul guvern a practicilor contabile, și anume de consemnarea cheltuielilor la comandarea materialului militar în loc de consemnarea lor la primirea materialului. Aplicarea retroactivă a metodologiei ESA95 (începând cu 2000) de către Eurostat a fost însă cea care a ridicat deficitul bugetar în anul de referință 1999 la 3,38% din PIB, depășind astfel limita de 3%. Aceasta a dus la afirmații că Grecia nu îndeplinea de fapt toate cele cinci criterii de aderare la zona euro, și percepția comună a fost că Grecia a intrat în zona euro prin „falsificarea” datelor de deficit bugetar. Afirmații similare s-au făcut ulterior și despre alte țări europene, ca Italia)
În raportul OECD pe 2005 pentru Grecia, se afirma clar că „impactul noilor reguli contabile asupra cifrelor fiscale pentru anii din 1997 până în 1999 s-a înscris între 0,7 și 1 punct procentual din PIB; această schimbare retroactivă a metodologiei a fost responsabilă pentru depășirea pragului de deficit de 3% în 1999, anul calificării [Greciei] pentru aderarea la uniunea monetară”. Cele de mai sus l-au făcut pe ministrul grec de finanțe să arate că deficitul bugetar pe 1999 era sub limtia de 3% la calcularea cu metodologia ESA79 în vigoare la data candidaturii Greciei, și deci criteriul fusese îndeplinit.
Anchetatorii contabili au găsit însă că datele trimise de Grecia la Eurostat prezentau distribuții statistice ce constituie indicii de manipulare a datelor.

### Criza datoriilor suverane (2010–)

Datoria publică a Greciei între 1999–2010 comparativ cu media zonei euro

Până la sfârșitul lui 2009, ca urmare a unei combinații de factori locali și internaționali, economia Greciei s-a confruntat cu cea mai severă criză a ei de la restaurarea democrației în 1974, guvernul grec revizuindu-și deficitul bugetar de la 6% la 12,7% din produsul intern brut (PIB).
La începutul lui 2010, s-a aflat că, prin asistența din partea Goldman Sachs, JPMorgan Chase și a numeroase alte bănci, s-au dezvoltat produse financiare care permiteau guvernelor Greciei, Italiei și ale altor țări europene să-și ascundă datoriile. Zeci de acorduri similare s-au efectuat în toată Europa, prin acestea băncile furnizând bani în avans în schimbul unor plăți viitoare de către guvernele implicate; la rândul lor, riscurile financiare ale țărilor implicate erau ținute în afara registrelor. Conform Der Spiegel, creditele acordate guvernelor europene erau deghizate în „schimburi” și astfel nu mai erau înregistrate ca datorii. Cum Eurostat ignora la vremea aceea statisticile legate de produse financiare derivate, un dealer german de astfel de produse comentase pentru Der Spiegel că „regulile de la Maastricht pot fi ocolite pe căi relativ legale prin schimburi” și că „în anii anteriori, Italia folosise un truc similar pentru a-și masca datoria reală cu ajutorul unei alte bănci americane”. Aceste condiții permiseseră guvernului grec să cheltuiască mult peste cât își permitea, îndeplinind în același timp țintele de deficit bugetar ale Uniunii Europene. În mai 2010, guvernul grec a revizuit din nou deficitul, estimându-l la 13,6%, al doilea din lume în raport cu PIB-ul, Islanda fiind pe primul loc cu 15,7% și Regatul Unit pe al treilea cu 12,6%. În ce privește datoria publică, previziunile erau că ar putea ajunge la 120% din PIB în 2010.
Ca urmare, a avut loc o criză de încredere internațională în capacitatea Greciei de a-și plăti datoria suverană. Pentru a evita încetarea de plăți, în mai 2010 celelalte țări ale zonei Euro, împreună cu FMI, au oferit un pachet de salvare ce implica acordarea Greciei a unui credit de 45 de miliarde de euro imediat, împreună cu alte credite totalizând 110 miliarde de euro. Pentru a asigura finanțarea, Grecia era obligată să adopte măsuri dure de austeritate pentru a-și aduce deficitul sub control.
La 15 noiembrie 2010, Eurostat a revizuit cifrele pentru datoria publică a Greciei, după o misiune metodologică la Atena în contextul procedurii de deficit excesiv, și a estimat deficitul bugetar al Greciei pe 2009 la 15,4% din PIB și datoria publică la 126,8% din PIB, cel mai mare din toate statele membre ale UE.
În 2011, s-a constatat că pachetul de salvare nu era suficient și în 2012 s-a acceptat un nou pachet de 130 de miliarde de euro, acordat cu condiții stricte, între care o reformă financiară și alte măsuri de austeritate. Ca parte a înțelegerii, Grecia urma să reducă cu 53% povara taxelor asupra creditorilor privați și toate profiturile realizate de băncile centrale din zona euro pe datoria grecească urmau să fie repatriate în Grecia. O echipă de monitorizare a fost instituită la Atena pentru a asigura că reformele acceptate sunt puse în practică, iar valoarea ratelor de datorie pe trei luni a fost blocată într-un cont special.

### Agricultura

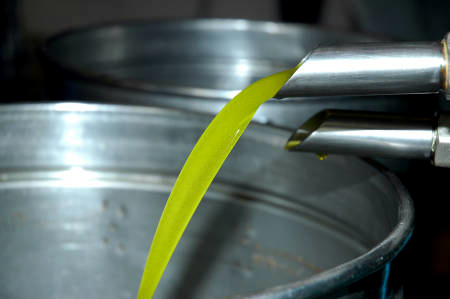
Ulei de măsline grecesc

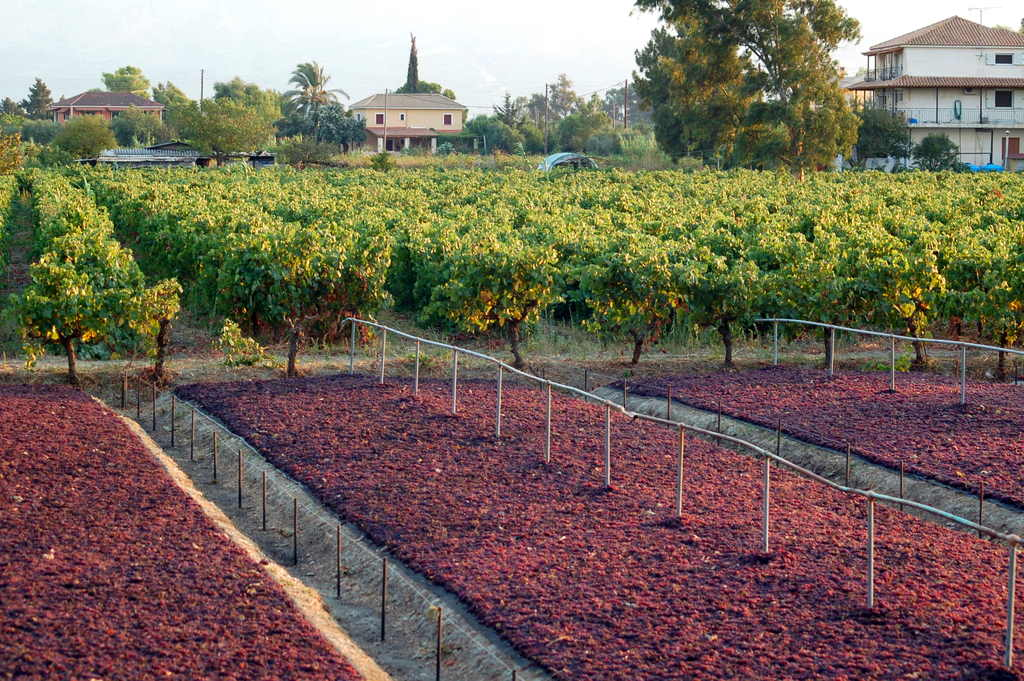
Stafide uscate la soare în Zakynthos

În 2010, Grecia a fost cel mai mare producător de bumbac din Uniunea Europeană (183.800 tone) și de fistic (8.000 tone) și s-a clasat pe locul al doilea la producția de orez (229.500 tons) și de măsline (147.500 tone), pe locul trei la producția de curmale (11.000 tone), migdale (44.000 tone), tomate (1.400.000 tone) și pepeni (578.400 tone) și pe locul al patrulea la producția de tutun (22.000 tone). Agricultura contribuie cu 3,8% la PIB-ul țării și angajează 12,4% din forța de muncă la nivel național.
Grecia este un beneficiar major al Politicii Agricole Comune⁠(en)[traduceți] a Uniunii Europene. Ca urmare a aderării țării la Comunitatea Europeană, mare parte din infrastructura sa agricolă a fost modernizată cu fonduri europene și producția agricolă a crescut. Între 2000 și 2007, fermele ecologice din Grecia au înregistrat o creștere de 885%, cel mai mare procentaj din UE.

### Industria maritimă

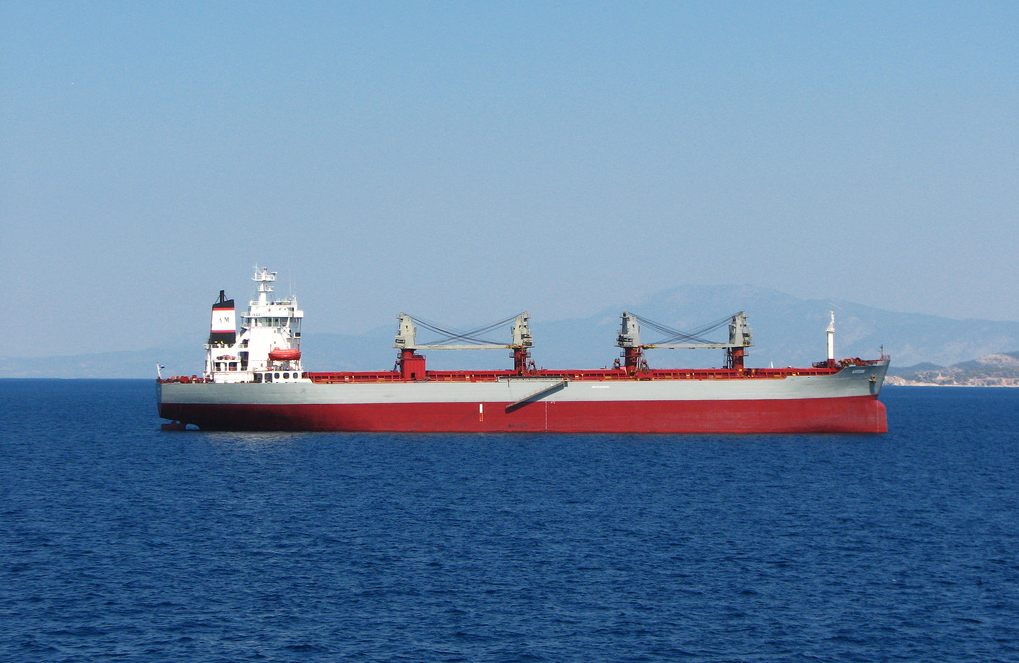
Grecia controlează 16,2% din flota comercială mondială, a sa fiind cea mai mare din lume. Grecia se situează pe primele cinci locuri la toate tipurile de nave, între care pe primul loc la petroliere și vase de transport marfă.

Industria navigației este un element-cheie al activităților economice din Grecia începând cu vremurile antice. Astăzi, navigația este una dintre cele mai importante industrii ale țării. Ea reprezintă 4,5% din PIB, și are circ 160.000 de angajați (4% din forța de muncă), și reprezintă 1/3 din deficitul comercial al țării.
În anii 1960, dimensiunea flotei grecești s-a dublat, în principal prin investiții derulate de magnații Aristotel Onassis și Stavros Niarchos⁠(en)[traduceți]. Baza industriei maritime grecești moderne s-a format după al Doilea Război Mondial când armatorii greci au putut acumula vase vândute ieftin de guvernul american prin Legea Vânzărilor de Vase⁠(en)[traduceți] din anii 1940.
Conform unui raport din 2011 al Conferinței Națiunilor Unite pentru Comerț și Dezvoltare, marina comercială greacă este cea mai mare din lume, reprezentând 16,2% din capacitatea mondială de transport, în creștere de la 15,96% în 2010. Numărul echivalent în 2006 era și mai mare, de 18,2%. Tonajul total al flotei comerciale naționale este de 202 milioane tone capacitate de încărcare, cel mai ridicat din lume.
În termeni de număr total de vase, Marina Comercială Greacă⁠(en)[traduceți] este pe locul al patrulea în lume, cu 3.150 de nave (dintre care 741 sunt înmatriculate în Grecia, iar restul de 2.409 în porturi străine). După categiruuke de vase, Grecia este pe primul loc la petroliere și vrachiere, pe locul patru la numărul de port-containere, și pe al cincilea la alte vase. Flota actuală este însă mai mică decât dimensiunea-record de 5.000 de vase, înregistrată la sfârșitul anilor 1970. Numărul total de vase sub pavilion grec (ceea ce cuprinde flotele străine) este de 1.517, sau 5,3% din capacitatea de încărcare mondială (locul 5).

### Turism

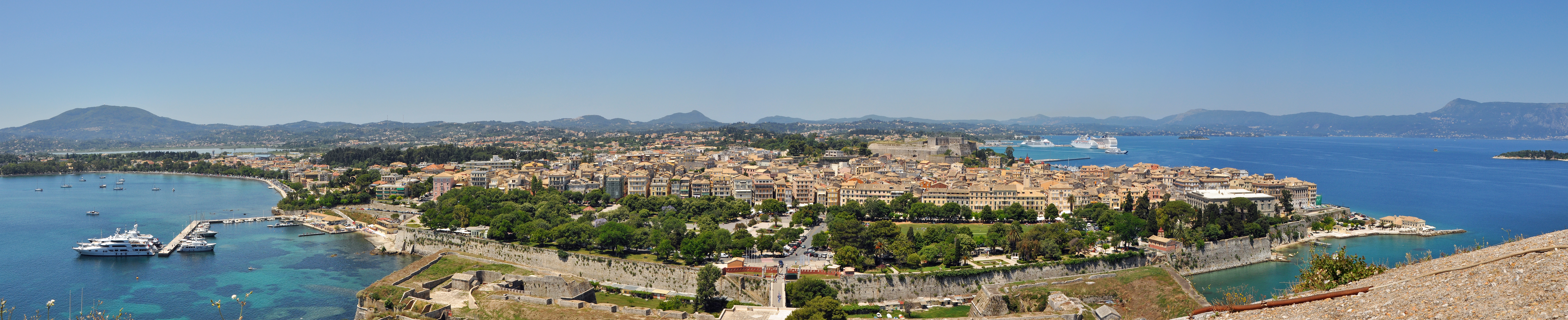
Vedere panoramică a unor părți din orașul Corfu, sit în patrimoniul mondial UNESCO, văzut de la en. Golful Garitsa este în stânga și portul Corfu în partea superioară-dreaptă a imagini. en se află în fundal.

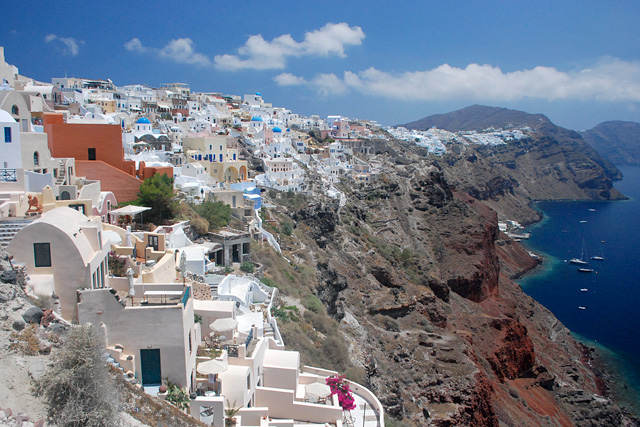
Panoramă a insulei Santorini.

Un procentaj important din venitul național grecesc provine din turism. Turismul finanțează 16% din produsul intern brut. Conform statisticilor Eurostat, Grecia a primit în 2009 peste 19,5 milioane de turiști, în creștere față de cei 17,7 milioane care au venit în 2007.
Marea majoritate a vizitatorilor Greciei din 2007 provin de pe continentul european, în număr de 12,7 milioane, Deși majoritatea vizitatorilor de o singură naționalitate sunt cei din Regatul Unit, (2,6 milioane), urmați îndeaproape de cei din Germania (2,3 milioane). În 2010, cea mai vizitată regiune a Greciei a fost Macedonia Centrală, cu 18% din fluxul total național de turiști (în total 3,6 milioane de turiști), urmată de Attica cu 2,6 milioane și de Pelopones cu 1,8 milioane. Grecia de Nord este cea mai vizitată regiune geografică, cu 6,5 milioane de turiști, urmată de Grecia Centrală cu 6,3 milioane.
În 2010, Lonely Planet a clasat al doilea oraș al Greciei, Salonic, pe locul al cincilea în lista celor mai bune orașe pentru petreceri din lume, comparabil cu alte orașe cum ar fi Dubai și Montreal. În 2011, Santorini a fost votată „cea mai bună insulă din lume” în Travel + Leisure⁠(en)[traduceți]. Insula învecinată Mykonos s-a clasat a cincea în categoria europeană.

### Transporturi

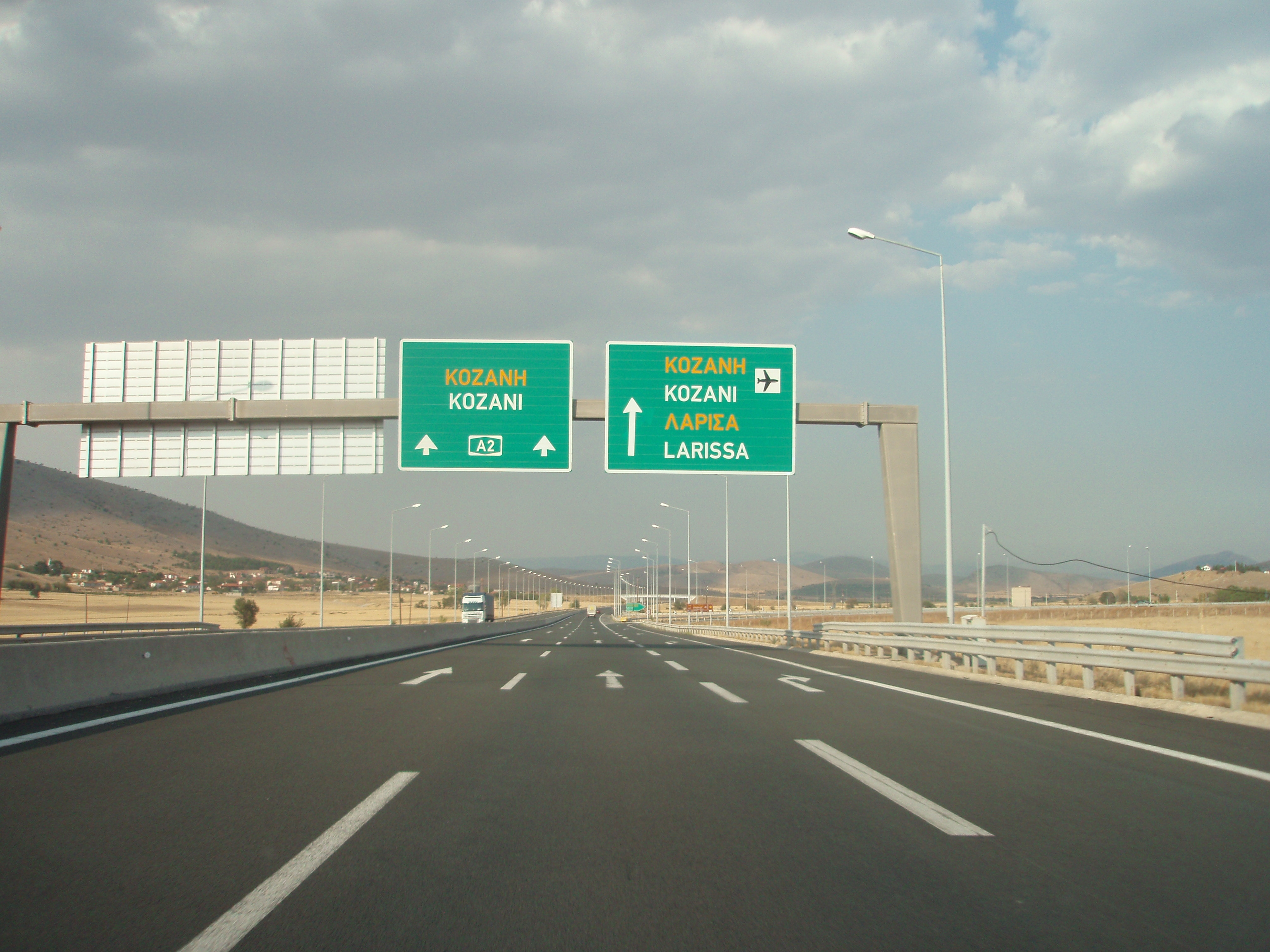
Chiar înainte de nodul de pe Autostrada Egnatia Odos de la intersecția cu en la Kozani

Începând cu anii 1980, rețelele rutieră și feroviară ale Greciei au fost modernizate semnificativ. Între cele mai importante lucrări se numără autostrada A2 (Egnatia Odos), care leagă Grecia de nord-vest (Igoumenitsa) cu Grecia de nord și nord-est (Kipoi⁠(d)); și podul Rio–Antirrio⁠(en)[traduceți], cel mai lung pod suspendat cu cabluri din Europa (2.250 m lungime), ce leagă Peloponesul de Rio (7 km de Patras) cu Antirrio în Grecia Centrală.
Alte proiecte importante aflate în derulare sunt conversia șoselei GR-8A⁠(en)[traduceți], care leagă Atena de Patras și mai departe de Pyrgos în Peloponesul de vest, într-o autostradă modernizată pe toată lungimea (proiect ce trebuia terminat în 2014); terminarea unor segmente de autostradă de pe A1, ce leagă Atena de Salonic; și construirea metroului Salonic.
În deosebi zona metropolitană Atena este deservită de una dintre cele mai moderne și eficiente infrastructuri de transport din Europa, cum ar fi Aeroportul Internațional Atena, rețeaua de autostrăzi private Attiki Odos⁠(en)[traduceți] și sistemul extins de metrou al Atenei.
Majoritatea insulelor grecești și a orașelor principale ale țării sunt legate prin căi aeriene deservite mai ales de cele două principale companii aeriene grecești, Olympic Air⁠(en)[traduceți] și Aegean Airlines. Legăturile maritime s-au îmbunătățit cu vase moderne și rapide, inclusiv nave cu aripi portante și catamarane.
Legăturile feroviare joacă un rol relativ redus în Grecia față de alte țări europene, dar și ele s-au extins, cu noi legături suburbane pentru navetiști, deservite de Proastiakos⁠(en)[traduceți] în jurul Atenei, către aeroporturi, Kiato și Chalkida; în jurul Salonicului, către orașele Larissa și Edessa; și în jurul Patrasului. S-a stabilit și o legătură feroviară modernă între Atena și Salonic, în timp ce se desfășoară și o dublare a mai multor linii din rețeaua de 2.500 km. Legăturile feroviare internaționale conectează orașele grecești cu restul Europei, cu Peninsula Balcanică și cu Turcia, deși ele au fost suspendate în 2011 din cauza crizei economice.

### Telecomunicații

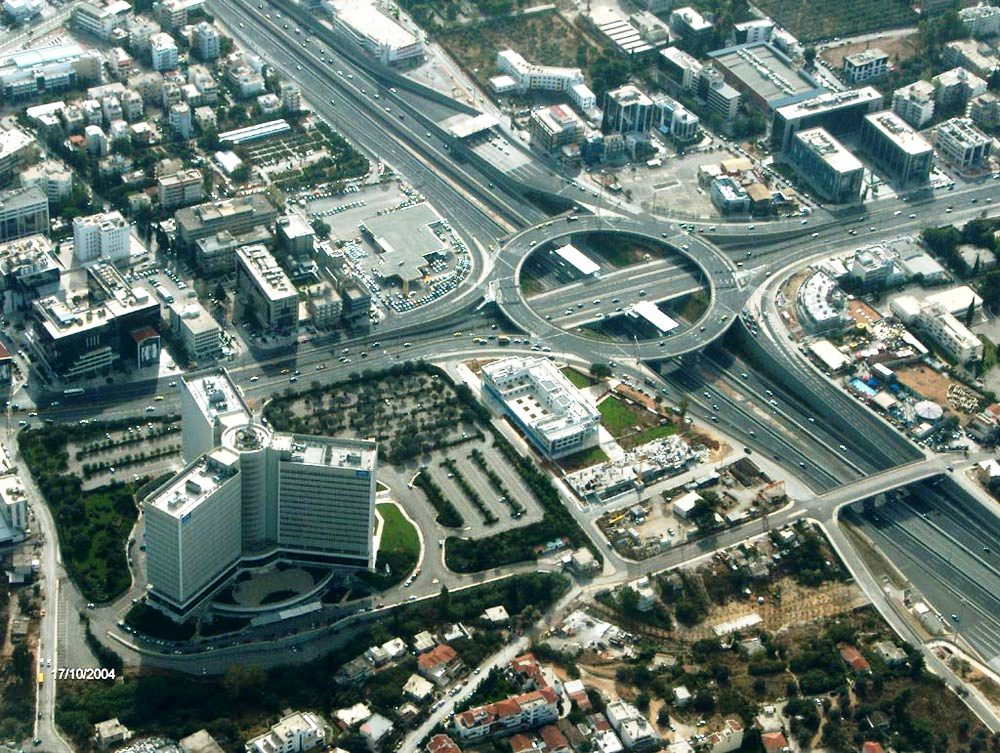
Sediul OTE din Atena.

Rețelele de comunicație și de informații digitale ajung în toate regiunile. Există peste 35.000 km de cablu de fibră optică. Legăturile rapide la internet sunt foarte răspândite: existau în total 2.252.653 de legături de mare viteză la începutul lui 2011, ceea ce însemna o penetrare a internetului de mare viteză de 20%. Conform datelor din 2012 furnizate de ELSTAT⁠(en)[traduceți], 53,6% din gospodării utilizau regulat Internetul, dintre care 94,8% aveau legături de mare viteză.
Internet café-urile ce oferă acces la Internet, la aplicații mobile și la jocuri multiplayer sunt și ele ceva obișnuit în țară, în timp ce internetul mobil în rețele de telefonie 3G și legături Wi-Fi se pot găsi aproape pretutindeni. Gradul de utilizare a internetului mobil 3G a crescut abrupt în ultimii ani, cu o creștere de 340% între lunile august ale anilor 2011 și 2012. Uniunea Internațională pentru Telecomunicații a Națiunilor Unite⁠(en)[traduceți] clasează Grecia în primele 30 de țări din lume cu o infrastructură de date deosebit de dezvoltată.

### Știință și tehnologie
Secretariatul General pentru Cercetare și Tehnologie al Ministerului Dezvoltării este responsabil de proiectarea, implementarea și supervizarea politicilor naționale pentru cercetare și tehnologie. În 2003, cheltuielile publice pentru cercetare și dezvoltare (R&D) erau de 456,37 milioane de euro (în creștere cu 12,6% față de 2002). Totalul cheltuielilor cu R&D (public și privat) ca procentaj din PIB au crescut considerabil de la începutul ultimului deceniu al secolului al XX-lea, de la 0,38% în 1989, la 0,65% în 2001. Cheltuielile cu R&D în Grecia rămân mai scăzute ca media UE de 1,93%, dar, conform Research DC, pe baza datelor de la OECD și Eurostat, între 1990 și 1998, totalul cheltuielilor cu R&D în Grecia s-a bucurat de a treia cea mai mare creștere din Europa, după Finlanda și Irlanda. Din cauza amplasării strategice, forța de muncă calificată și stabilitatea economică, numeroase companii multinaționale, cum ar fi Ericsson, Siemens, Motorola și Coca-Cola au centre regionale de cercetare și dezvoltare în Grecia.
Parcurile tehnologice grecești cu incubatoare tehnologice sunt Parcul Științific și Tehnologic din Creta (Heraklion), Parcul Tehnologic Salonic, Parcul Tehnologic Lavrio, Parcul Științific Patras, și Parcul Științific și Tehnologic al Epirului (Ioannina). Grecia este membră a Agenției Spațiale Europene (ESA) din 2005. Cooperarea între ESA și Comitetul Spațial Național Elen a început în primii ani ai ultimului deceniu al secolului trecut. În 1994, Grecia și ESA au semnat primul acord de cooperare. După ce a cerut oficial aderarea ca membru cu drepturi depline în 2003, Grecia a devenit a șaisprezecea țară membră a ESA la 16 martie 2005. Ca membru al ESA, Grecia participă la activitățile de telecomunicații și tehnologie ale agenției, precum și la Inițiativa de Monitorizare Globală pentru Medi și Securitate⁠(en)[traduceți].
În 2007, Grecia era a opta țară din lume după procentul de înscriere în învățământul superior (procentul în rândul femeilor fiind mai mare decât al bărbaților) în timp ce grecii din diaspora sunt la fel de activi în domeniul educației. Sute de mii de studenți greci participă anual la cursurile universităților din tot Occidentul, în timp ce listele de profesori ale principalelor universități occidentale conțin un număr remarcabil de nume grecești. Între oamenii de știință greci de prim rang în vremurile moderne se numără Dimitrios Galanos⁠(en)[traduceți], Georgios Papanikolaou (inventatorul testului Papanicolaou), Nicholas Negroponte, Constantin Carathéodory, Manolis Andronikos⁠(en)[traduceți], Michael Dertouzos⁠(en)[traduceți], John Argyris, Panagiotis Kondylis⁠(en)[traduceți], John Iliopoulos⁠(en)[traduceți] (laureat al Premiului Dirac⁠(en)[traduceți] pentru contribuțiile sale la fizica quarkului charm, o contribuție majoră la nașterea Modelului Standard, teoria modernă a particulelor elementare), Joseph Sifakis (laurat al Premiului Turing pe 2007, „Nobelul” informaticii), Christos Papadimitriou (Premiul Knuth⁠(en)[traduceți] pe 2002 și al Premiului Gödel⁠(en)[traduceți]), Mihalis Yannakakis⁠(en)[traduceți] (Premiul Knuth pe 2012) și Dimitri Nanopoulos⁠(en)[traduceți].

## Demografie

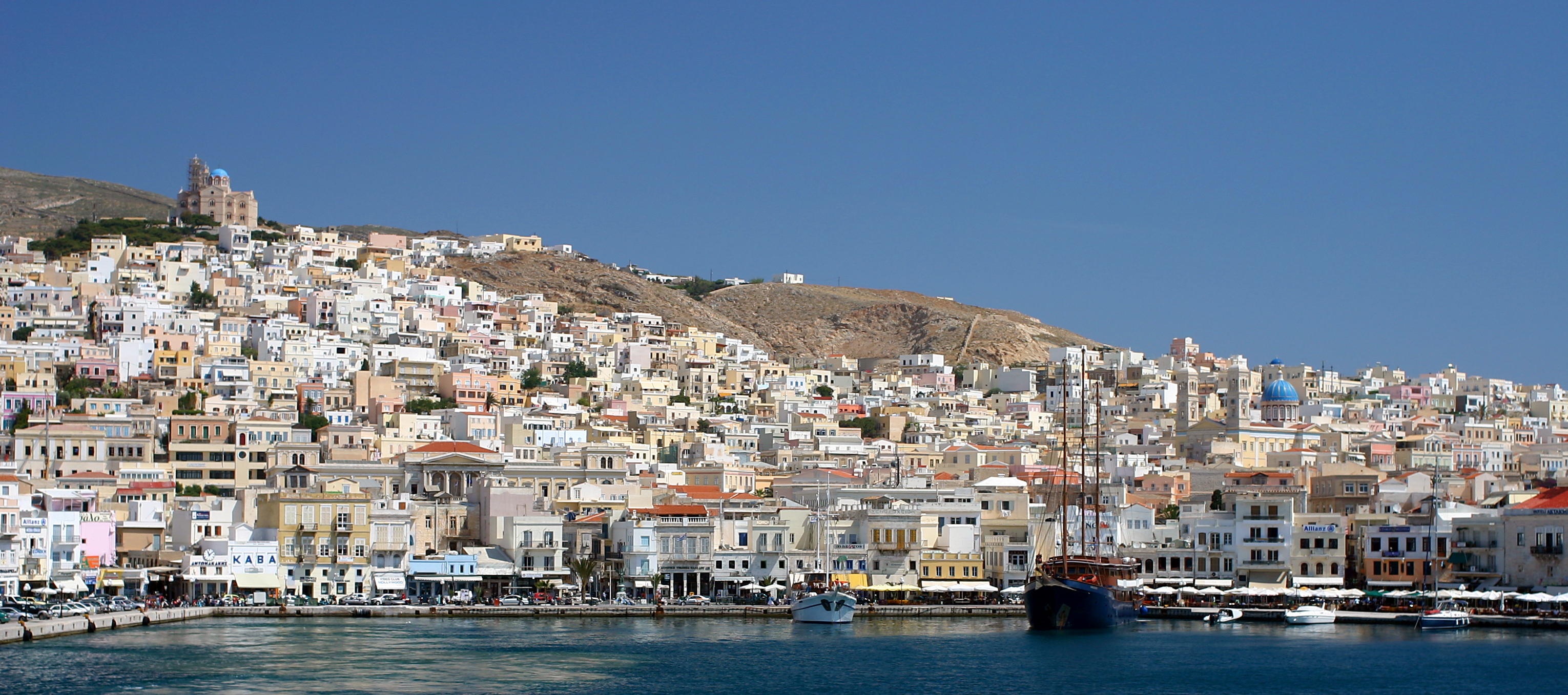
Ermoupolis, pe insula, capitala Cicladelor.

Organizația statistică oficială a Greciei este Autoritatea Statistică Elenă⁠(en)[traduceți] (ELSTAT), conform căreia populația Greciei în 2011 era de 10.815.197 de locuitori. Societatea grecească este destul de omogenă, 94% din populație fiind formată din etnici greci vorbitori de limbă greacă. Rata natalității în 2003 se ridica la 9,5 la mia de locuitori, semnificativ mai redusă decât cea de 14,5 la mia de locuitori în 1981. În același timp, rata mortalității a crescut ușor de la 8,9 la mia de locuitori în 1981 la 9,6 în 2003.
Societatea greacă s-a schimbat rapid în ultimele decenii. Rata fertilității în scădere a dus la o creștere a vârstei mediane, ceea ce coincide cu îmbătrânirea demografică a Europei⁠(en)[traduceți] în ansamblu. În 2001, 16,71% din populație avea cel puțin 65 de ani, 68,12% era între 15 și 64 de ani, iar 15,18% erau de până în 14 ani. Rata căsătoriilor a scăzut constant de la aproape 71 la mia de locuitori în 1981 până în 2002, crescând ușor în 2003 la 61 la mia de locuitori și scăzând din nou la 51 în 2004. Rata divorțurilor a crescut și ea – de la 191,2 la mia de căsătorii în 1991 la 239,5 la mia de căsătorii în 2004. Ca urmare, familia greacă medie este mai mică și mai vârstnică decât în generațiile anterioare.

### Orașele
Aproape două treimi din greci trăiesc în zone urbane. Cele mai mari și mai influente centre metropolitane ale Greciei sunt Atena și Salonic, cu populații metropolitane de circa 4 milioane și respectiv un milion de locuitori. Alte orașe cu populație urbană de peste 100.000 de locuitori sunt Patras, Heraklion, Larissa, Volos, Rhodos, Ioannina, Chania și Chalcis.
Tabelul de mai jos conține o listă cu cele mai mari orașe din Grecia după populația din zona lor urbană contiguă; care nu sunt nici formate din numeroase comune, evident în cazurile Atenei și Salonicului, sau conținute într-o comună mai mare, caz evident la majoritatea orașelor mai mici din țară. Cifrele provin din rezultatele preliminare ale recensământului din mai 2011.

### Migrația

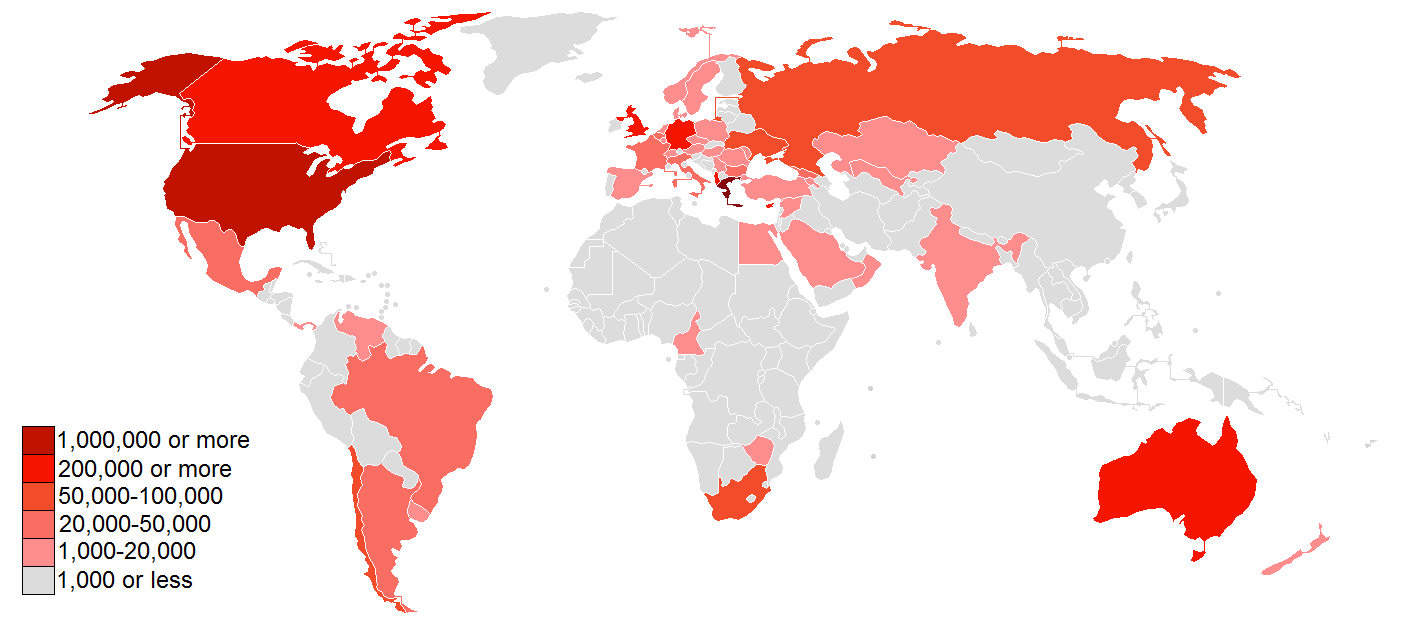
Hartă ce evidențiază cele 50 de țări cu cele mai mari comunități ale diasporei grecești.

De-a lungul secolului al XX-lea, milioane de greci au emigrat în Statele Unite, Regatul Unit, Australia, Canada și Germania, constituind o numeroasă diaspora. Migrația netă a început să devină pozitivă începând cu anii 1970, dar până la începutul anilor 1990, principalul influx a fost cel al foștilor emigranți reveniți în țară.
Un studiu al Observatorului Mediteranean pentru migrație susține că recensământul din 2001 a înregistrat 762.191 de persoane fără cetățenie greacă ce trăiau în Grecia, ceea ce ar constitui circa 7% din totalul populației. Dintre rezidenții străini, 48.560 erau cetățeni ai altor state din UE sau din European Free Trade Association și 17.426 erau ciprioți cu statut privilegiat. Majoritatea provin din țări est-europene extracomunitare: Albania (56%), Bulgaria (5%) și România (3%), în timp ce imigranții din statele fostei URSS (Georgia, Rusia, Ucraina, Moldova, etc.) compuneau 10% din total.
Cea mai mare aglomerare de populație de imigranți extracomunitari se află în marile centre urbane, în principal în Atena, cu 132.000 de imigranți, adică 17% din populația locală, urmată de Salonic, cu 27.000 de imigranți, adică 7% din populația locală. Există și un număr considerabil de etnici greci cetățeni străini proveniți din minoritățile grecești din Albania și din fosta Uniune Sovietică.
Grecia, împreună cu Italia și cu Spania, se confruntă cu un mare influx de imigranți ilegali ce încearcă să pătrundă în UE prin țară. Imigranții ilegali ce pătrund în Grecia o fac mai ales pe la frontiera cu Turcia de pe râul Evros. În 2012, majoritatea imigranților ilegali ce intrau în Grecia proveneau din Afganistan, urmați de pakistanezi și persoane din Bangladesh. Începând din 2012, operațiuni polițienești cotidiene pe scară largă (denumite „Xenios Zeus”) au loc în Atena și în alte mari orașe grecești pentru detenția imigranților ilegali.

### Religia

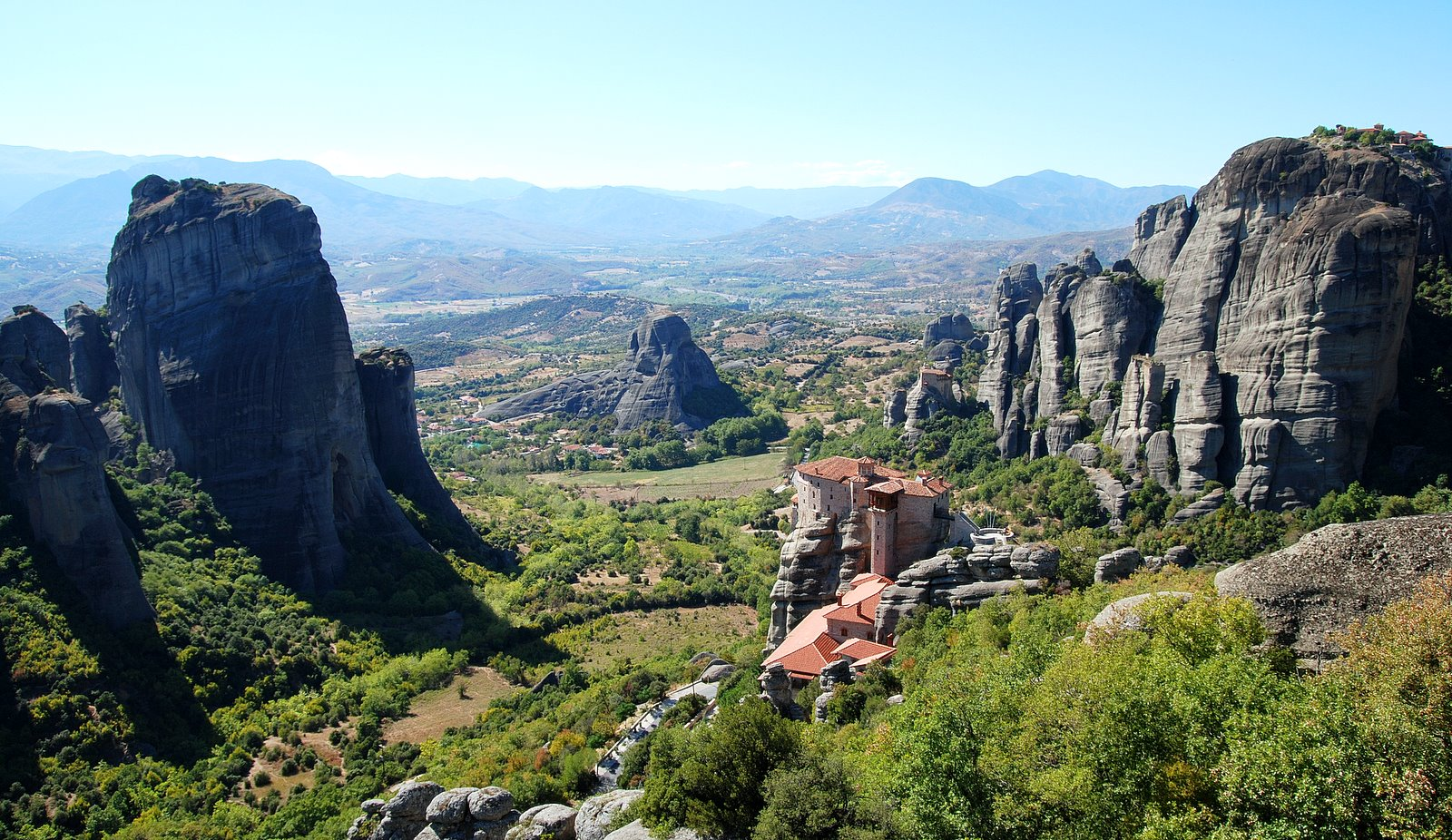
Mănăstirile Meteora din Tesalia

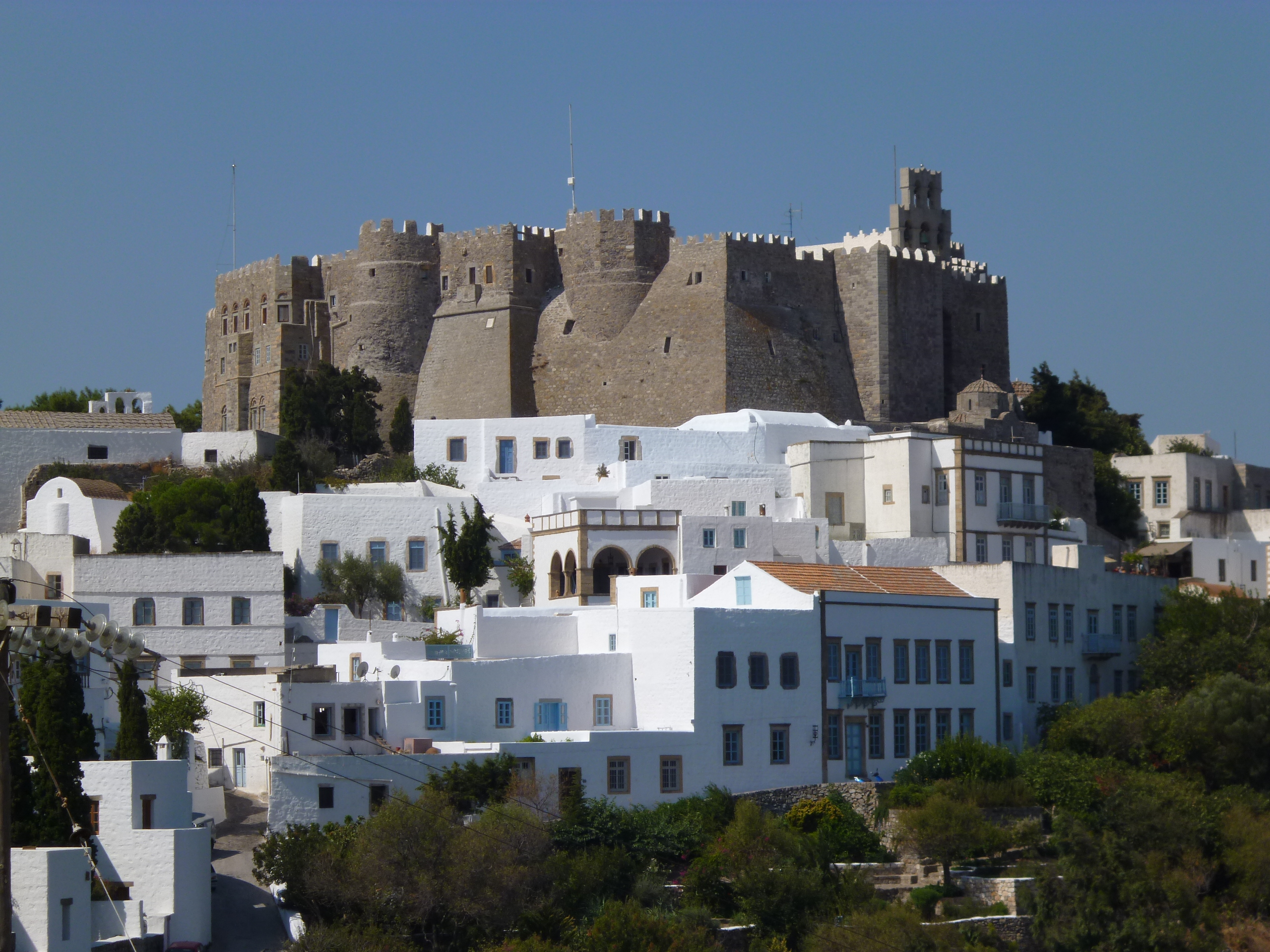
en, Patmos

Constituția Greciei recunoaște creștinismul ortodox drept religie „predominantă” în țară, garantând însă libertatea religioasă pentru toată lumea. Guvernul grec nu ține statistici privind grupurile religioase și la recensăminte nu se înregistrează afilierea religioasă. Conform Departamentului de Stat american, circa 97% din cetățenii greci se identifică drept creștini ortodocși.
Într-un sondaj Eurobarometru efectuat în 2010 de Eurostat, 79% din cetățenii greci au răspuns că „cred că există un Dumnezeu”. Conform altor surse, 15,8% din greci se autodescriu drept „foarte religioși”, cel mai ridicat procent din toate țările europene. Acest sondaj a găsit și că doar 3,5% nu au mers niciodată la biserică, față de 4,9% în Polonia și 59,1% în Cehia.
Estimări ale minorității musulmane⁠(en)[traduceți], aflată mai ales în Tracia, se înscriu între 98.000 și 140.000, (circa 1%) în timp ce comunitatea de imigranți musulmani numără între 200.000 și 300.000. Imigranții albanezi în Grecia sunt de regulă asociați religiei musulmane, deși majoritatea sunt nereligioși. După Războiul Greco Turc din 1919–1922 și în urma tratatului de la Lausanne din 1923, Grecia și Turcia au convenit asupra unui transfer de populație pe baza identității religioase și culturale. Circa 500.000 de musulmani din Grecia, predominant turci, dar și musulmani de alte etnii, au părăsit țara în schimbul sosirii a circa 1.500.000 de greci din Asia Mică.
| Religiozitatea în Grecia (2001) | Religiozitatea în Grecia (2001) | Religiozitatea în Grecia (2001) | Religiozitatea în Grecia (2001) | Religiozitatea în Grecia (2001) |
| ------------------------------- | ------------------------------- | ------------------------------- | ------------------------------- | ------------------------------- |
|                                 |                                 |                                 |                                 |                                 |
| Ortodoxie                       | Ortodoxie                       |                                 | 98%                             | 98%                             |
| Islam                           | Islam                           |                                 | 1.3%                            | 1.3%                            |
| Altele                          | Altele                          |                                 | 0.7%                            | 0.7%                            |

| Religiozitatea în Grecia (2010)          | Religiozitatea în Grecia (2010)          | Religiozitatea în Grecia (2010) | Religiozitatea în Grecia (2010) | Religiozitatea în Grecia (2010) |
| ---------------------------------------- | ---------------------------------------- | ------------------------------- | ------------------------------- | ------------------------------- |
|                                          |                                          |                                 |                                 |                                 |
| Credința în Dumnezeu                     | Credința în Dumnezeu                     |                                 | 79%                             | 79%                             |
| Credința într-un spirit sau forță vitală | Credința într-un spirit sau forță vitală |                                 | 16%                             | 16%                             |
| Fără credință                            | Fără credință                            |                                 | 4%                              | 4%                              |

Iudaismul a existat în Grecia de peste 2.000 de ani. Evreii sefarzi aveau o numeroasă prezență în orașul Salonic (în 1900, circa 80.000 de evrei, adică majoritatea populației), dar astăzi comunitatea evreiască din Grecia, care a supraviețuit ocupației germane și Holocaustului din timpul celui de al Doilea Război Mondial, este estimată la circa 5.500 de persoane.
Biserica Romano-Catolică are circa 50.000 de credincioși în rândul cetățenilor greci și comunitatea de imigranți romano-catolici numără circa 200.000 de persoane. Dintre grecii ortodocși, circa 500.000 sunt ortodocși de rit vechi⁠(en)[traduceți]. Protestanții, în care se includ Biserica Evanghelică Greacă⁠(en)[traduceți] și bisericile evanghelice libere⁠(en)[traduceți], au circa 30.000 de credincioși. Bisericile penticostale ale Sinodului Grec al Bisericii Apostolice au 12.000 de membri. Ca număr de biserici, cea mai mare congregație protestantă din Grecia este Biserica Apostolică Liberă a Rusaliilor⁠(en)[traduceți], cu 120 de biserici. Nu există statistici oficiale despre numărul de credincioși ai acestui cult, dar Biserica Ortodoxă Greacă estimează numărul lor la 20.000. Martorii lui Iehova afirmă că au 28.859 de membri activi.
Câteva mii de greci practică reconstrucționismul politeistic grecesc⁠(en)[traduceți] (credința în vechii zei greci).

### Limbi

Distribuția principalelor arii dialectale ale limbii grece moderne.

Regiuni cu prezență tradițională a altor limbi decât greaca. Astăzi, greaca este limba dominantă în toată țara.

Primele dovezi textuale ale limbii grece datează din secolul al XV-lea î.e.n., de la scrierea Liniar B asociată civilizației miceniene. Greaca a devenit o lingua franca vorbită pe scară largă în lumea mediteraneană și dincolo de aceasta în Antichitatea Clasică, și avea să devină ulterior limbă oficială în Imperiul Bizantin.
În secolele al XIX-lea și al XX-lea, a existat o dispută majoră despre care ar trebui să fie limbă oficială a greciei — Katharevousa⁠(en)[traduceți] arhaică, creată în secolul al XOX-lea și utilizată ca limbă literară, sau demotica⁠(en)[traduceți], forma evoluată natural din greaca bizantină și vorbită în popor. Disputa a fost tranșată în 1976, când demotica a devenit unica variantă oficială a limbii grecești, iar Katharevousa a încetat să mai fie folosită.
Astăzi, Grecia este relativ omogenă din punct de vedere lingvistică, o mare majoritate a populației autohtone folosind greaca drept limbă maternă sau chiar unică limbă. În cadrul populației elenofone, vorbitorii dialectului distinct pontic⁠(en)[traduceți] au venit în Grecia din Asia Mică după Genocidul Grecilor și constituie un grup important.
Minoritatea musulmană din Tracia, circa 0,95% din populația totală, constă din vorbitori de turcă, bulgară (pomaci) și romani. Romani este vorbită și de romii creștini din alte părți ale țării. Alte limbi minoritare sunt vorbite și de populații minoritare din diferite părți ale țării. Utilizarea lor a scăzut drastic de-a lungul secolului al XX-lea prin asimilarea de către majoritatea elenofonă. Astăzi, ele mai sunt vorbite în principal de către vârstnici și sunt pe cale de dispariție. Aceasta este valabilă pentru arvaniți, o minoritate vorbitoare de albaneză aflată mai ales în zonele rurale din jurul Atenei, ca și pentru aromâni și megleniți, grupuri denumite colectiv vlahi, a căror limbă este apropiată de română și care trăiau în zonele montane din Grecia centrală. Membrii acestor grupuri se identifică cel mai adesea din punct de vedere etnic ca greci și astăzi vorbesc cel puțin și limba greacă.
În preajma frontierei nordice a Greciei există și niște grupuri vorbitoare de limbi slave, denumite local slavomacedoneană, majoritatea identificându-se etnic ca greci. Dialectele lor pot fi clasificate din punct de vedere lingvistic ca forme ale limbii macedonene sau ale bulgarei. Se estimează că după schimburile demografice din 1923, regiunea istorică grecească Macedonia avea între 200.000 și 400.000 de vorbitori de limbi slave. Comunitatea evreiască din Grecia vorbește tradițional ladino (iudeo-spaniolă), astăzi vorbită de doar câteva mii de persoane.

### Educația

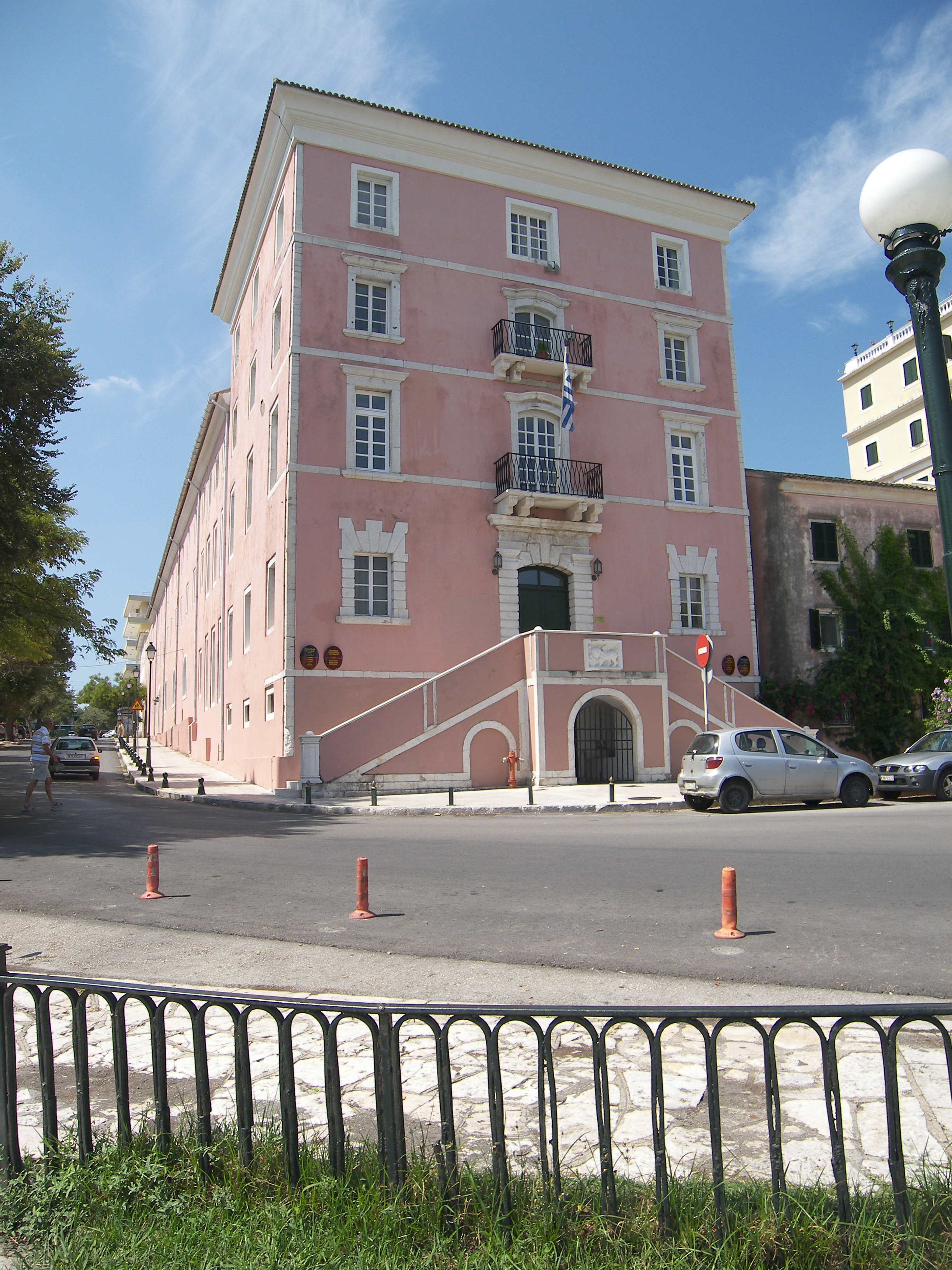
en din Corfu, prima instituție academică a Greciei moderne.

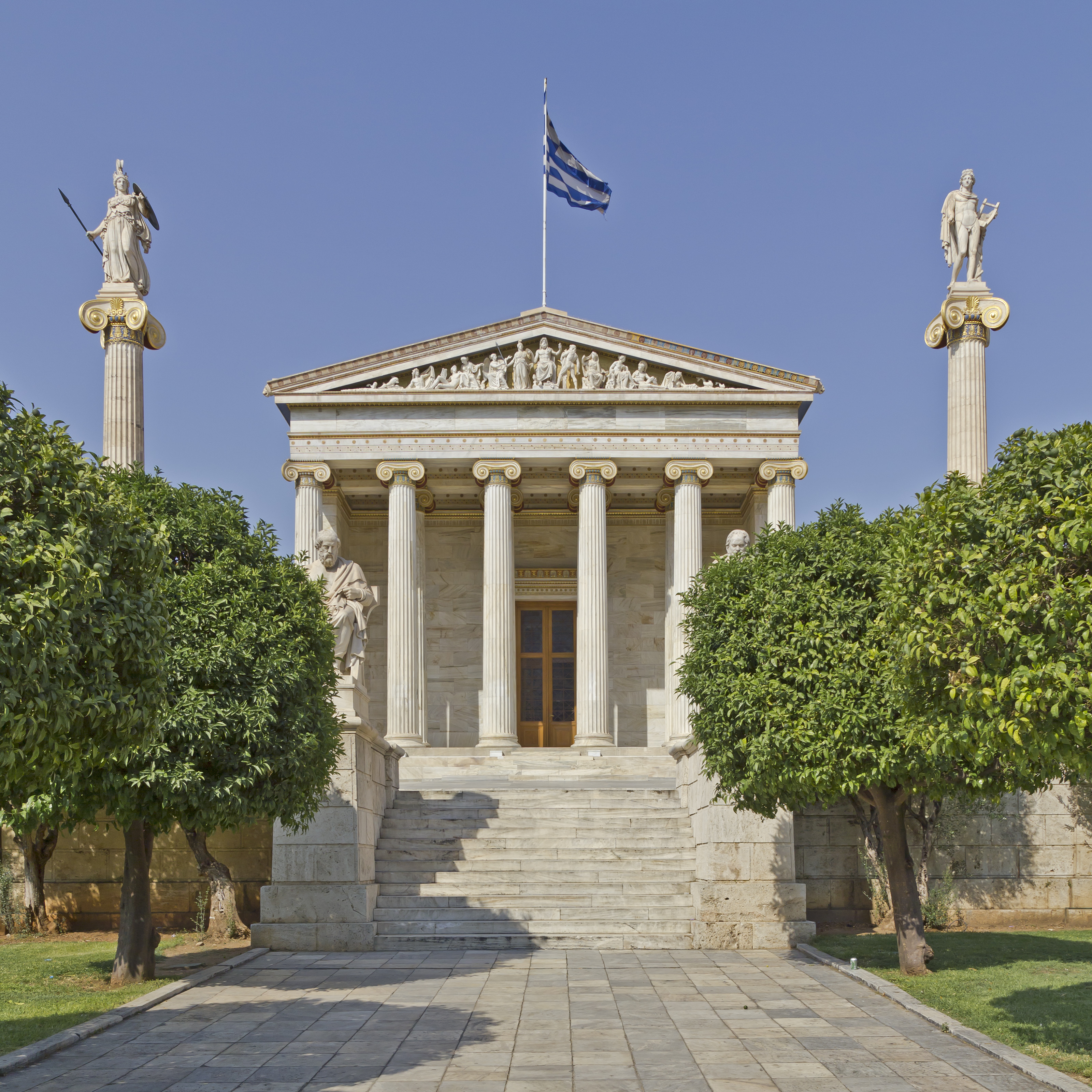
en este academia națională a Greciei, și cea mai înaltă instituție de cercetări din țară.

Educația obligatorie în Grecia cuprinde școlile primare (Δημοτικό Σχολείο, Dimotikó Scholeio) și gimnaziul (Γυμνάσιο). Grădinițele (Παιδικός σταθμός, Paidikós Stathmós) sunt populare dar nu sunt obligatorii decât de la 4 ani în sus, fiind denumite Νηπιαγωγείο, Nipiagogeío. Copiii încep școala primară la 6 ani și ea durează alți șase. Gimnaziul începe la 12 ani și durează trei ani.
Școlile secundare grecești sunt fie licee unificate (Γενικό Λύκειο, Genikό Lykeiό), fie școli tehnice sau vocaționale (Τεχνικά και Επαγγελματικά Εκπαιδευτήρια, "TEE"). Unele instituții de învățământ vocațional (Ινστιτούτα Επαγγελματικής Κατάρτισης, "IEK") oferă o educație formală neclasificată. Ele pot accepta atât absolvenți de gimnaziu, fie absolvenți de liceu, acestea nu sunt clasificate în cadrul vreunui nivel de educație.
Conform Legii-Cadru (3549/2007), învățământul superior public se desfășoară în „cele mai înalte instituții de învățământ” (Ανώτατα Εκπαιδευτικά Ιδρύματα, Anótata Ekpaideytiká Idrýmata, "ΑΕΙ") și constă din două sectoare paralele: sectorul universitar (universități, politehnici, școli de artă și universități deschise) și sectorul tehnologic (Instituțiile de Învățământ Tehnologic și Școala de Educație Pedagogică și Tehnologică). Există și instituții de învățământ superior private, ce oferă cursuri orientate vocațional de scurtă durată (2 până la 3 ani), care funcționează sub autoritatea altor ministere. Studenții sunt admiși în aceste instituții în funcție de rezultatele lor la examinările naționale care au loc după terminarea celui de al treilea an de liceu. Studenții în vârstă de peste 20 de ani pot fi admiși și la Universitatea Elenă Deschisă⁠(en)[traduceți] printr-o formă de loterie. Universitatea Capodistriană din Atena este cea mai veche universitate din estul Mediteranei.
Sistemul de învățământ grecesc cuprinde și grădinițe, școli primare și gimnaziale speciale pentru persoane cu nevoi speciale sau cu dificultăți de învățare. Există și gimnazii și licee specializate în domeniile muzical, teologic și sportiv.

### Sistemul sanitar

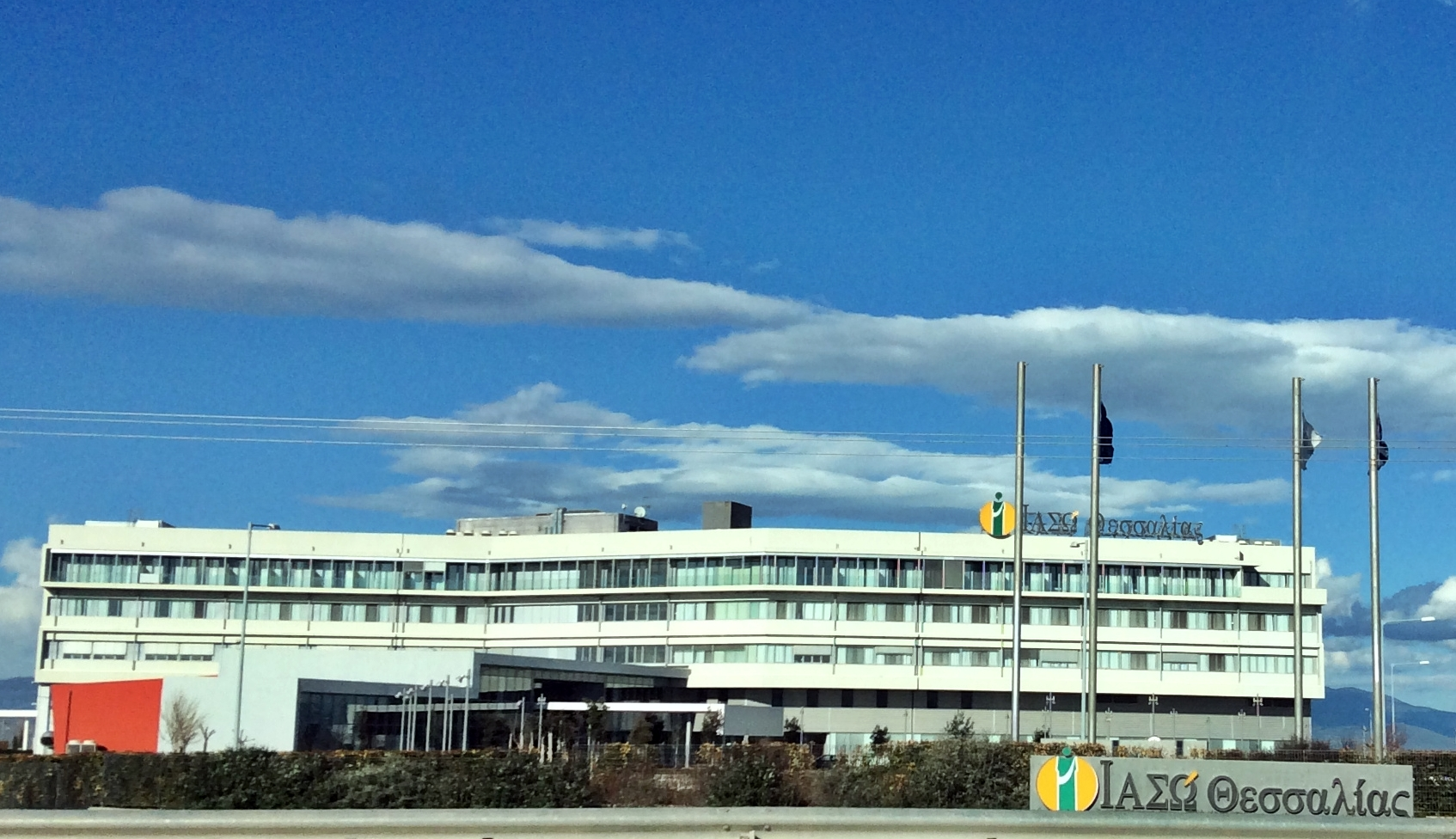
Spitalul General Iaso al Tesaliei

În Grecia funcționează un sistem sanitar universal. Într-un raport din 2000 al OMS, acest sistem a fost clasat pe locul 14 din 191 de țări studiate. Într-un raport din 2013 al Organizației Salvați Copiii, Grecia a fost plasată pe locul 19 (din 176 de țări) la capitolul situației mamelor și copiilor nou-născuți. În 2010, existau în toată țara 138 de spitale cu 31.000 de paturi, dar la 1 iulie 2011, Ministerul Sănătății și Solidarității Sociale a anunțat un plan de reorganizare administrativă a lor, în 77 de instituții spitalicești cu 36.035 de paturi, ca reformă necesară cu scopul reducerii cheltuielilor și ridicării standardelor de îngrijire medicală. Cheltuielile sanitare în Grecia reprezentau 9,6% din PIB în 2007 conform unui raport din 2011 al OECD, puțin peste media OECD de 9,5%. Țara are cel mai mare raport de medici la mia de locuitori din toate țările OECD.
Speranța de viață în Grecia este de 80,3 ani, peste media OECD de 79,5, și una din cele mai mari din lume. Insula Icaria⁠(d) are cel mai mare procentaj de nonagenari din lume; aproximativ 33% din locuitorii insulei trăiesc până după vârsta de 90 de ani. Autorul cărții Blue Zone⁠(d), Dan Buettner⁠(en)[traduceți] a scris în The New York Times un articol despre longevitatea icarienilor, cu titlul „The Island Where People Forget to Die”. Raportul OCDE pe 2011 a arătat că Grecia are cel mai mare procent de fumători zilnici adulți din toate cele 34 de state membre ale OCDE. Rata obezității este de 18,1%, peste media OECD de 15.1%, dar considerabil mai puțin decât cea din Statele Unite, de 27,7%. În 2008, Grecia are cea mai mare rată a percepției unei bune sănătăți din OCDE, de 98,5%. Rata mortalitații infantile este una dintre cele mai mici din lumea dezvoltată, cu 3,1 decese la 1.000 de nașteri.

## Cultura
Cultura Greciei a evoluat în câteva mii de ani, începând cu Grecia miceniană și continuând cel mai notabil cu Grecia Clasică, de-a lungul influenței Imperiului Roman cu continuarea sa în Răsărit de către Imperiul Bizantin. Alte culturi și popoare, cum ar fi statele latin și franc, Imperiul Otoman, Republica Venețiană, Republica Genoveză și chiar Imperiul Britanic și-au lăsat amprenta asupra culturii grecești moderne, deși istoricii creditează Războiul Grec de Independență ca principal moment de revitalizare a Greciei și dată de naștere a unei entități culturale moderne.

### Teatru

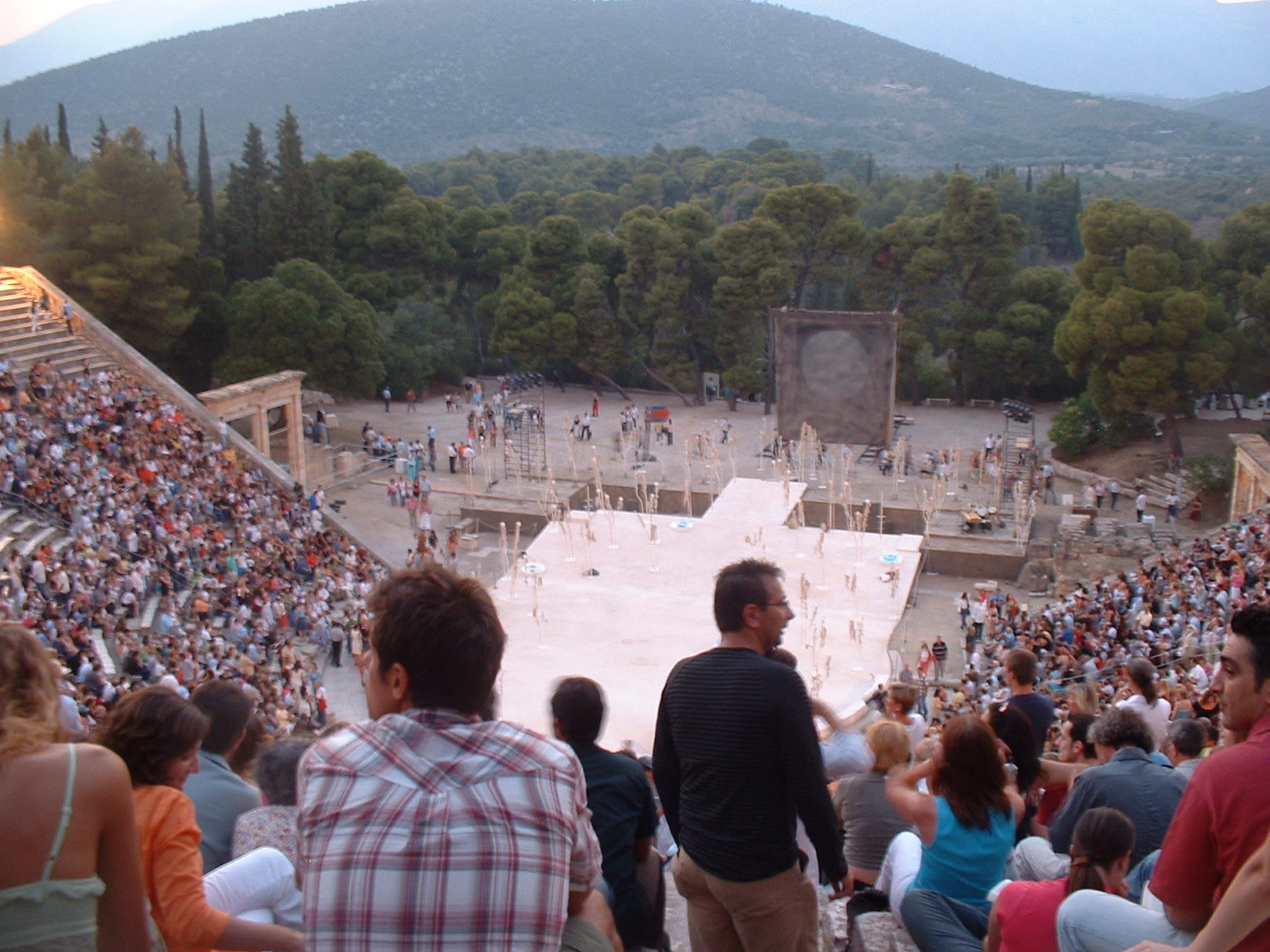
Teatrul antic din Epidaurus continuă să fie folosit pentru interpretarea de piese antice grecești.

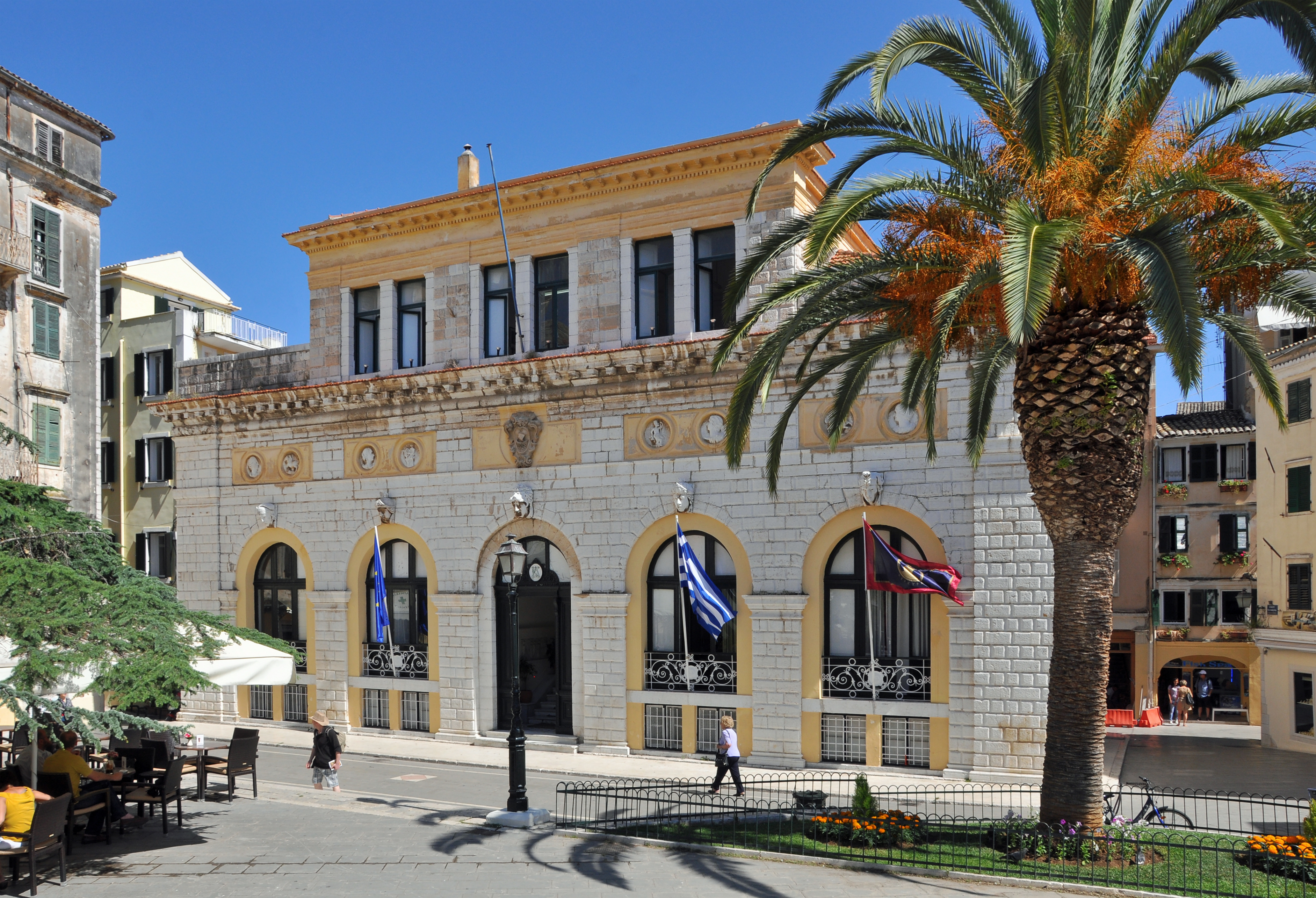
en, primul teatru și operă din Grecia modernă, locul unde s-a interpretat prima operă pe un libret exclusiv grecesc, „Candidatul Parlamentar” de en.

Arta teatrală s-a născut în Grecia. Orașul-stat antic Atena, care a devenit o importantă putere culturală, politică și militară în această perioadă, a fost centrul principal unde s-a practicat această artă, unde a fost instituționalizată ca parte a unui festival denumit Dionysia⁠(en)[traduceți], în cinstea zeulul grec Dionis. Tragedia (sfârșitul secolului al VI-lea î.e.n.), comedia (486 î.e.n.) și satira au fost cele trei specii ale genului dramatic apărute aici.
În perioada bizantină, arta dramatică a scăzut mult. Marios Ploritis arată că unica formă care a supraviețuit a fost teatrul popular (Mimos și Pantomimos), în ciuda ostilității autortităților. Ulterior, în perioada dominației otomane, principala artă dramatică practicată a fost Karagiozis⁠(d). Renașterea care a dus la teatrul grecesc modern a avut loc în Creta Venețiană⁠(en)[traduceți]. Dramaturgi importanți au fost Vitsentzos Kornaros și Georgios Chortatzis.
Teatrul grecesc modern a apărut după independență, la începutul secolului al XIX-lea, și a fost influențat la început de teatrul și melodrama heptaneziene, și de opera italiană. Nobile Teatro di San Giacomo di Corfù⁠(en)[traduceți] a fost primul teatru și operă din Grecia modernă și locul unde a fost interpretată prima operă grecească, Candidatul parlamentar de Spyridon Xyndas⁠(en)[traduceți] (după un libret exclusiv grecesc). La sfârșitul secolului al XIX-lea și începutul secolului al XX-lea, teatrul atenian a fost dominat de teatru de revistă, comedii muzicale, operete și nocturne, iar dramaturgi remarcabili au fost Spyridon Samaras⁠(en)[traduceți], Dionysios Lavrangas⁠(en)[traduceți], Theophrastos Sakellaridis⁠(en)[traduceți] și alții.
Teatrul Național al Greciei⁠(en)[traduceți] a fost înființat în 1880. Dramaturgi moderni cunoscuți sunt Gregorios Xenopoulos⁠(en)[traduceți], Nikos Kazantzakis, Pantelis Horn⁠(en)[traduceți], Alekos Sakellarios⁠(en)[traduceți] și Iakovos Kambanelis⁠(en)[traduceți], iar cei mai cunoscuți actori sunt Cybele Andrianou⁠(en)[traduceți], Marika Kotopouli, Aimilios Veakis⁠(en)[traduceți], Orestis Makris⁠(en)[traduceți], Katina Paxinou, Manos Katrakis⁠(en)[traduceți] și Dimitris Horn⁠(en)[traduceți]. Regizori importanți sunt Dimitris Rontiris⁠(en)[traduceți], Alexis Minotis⁠(en)[traduceți] și Karolos Koun⁠(en)[traduceți].

### Filosofia

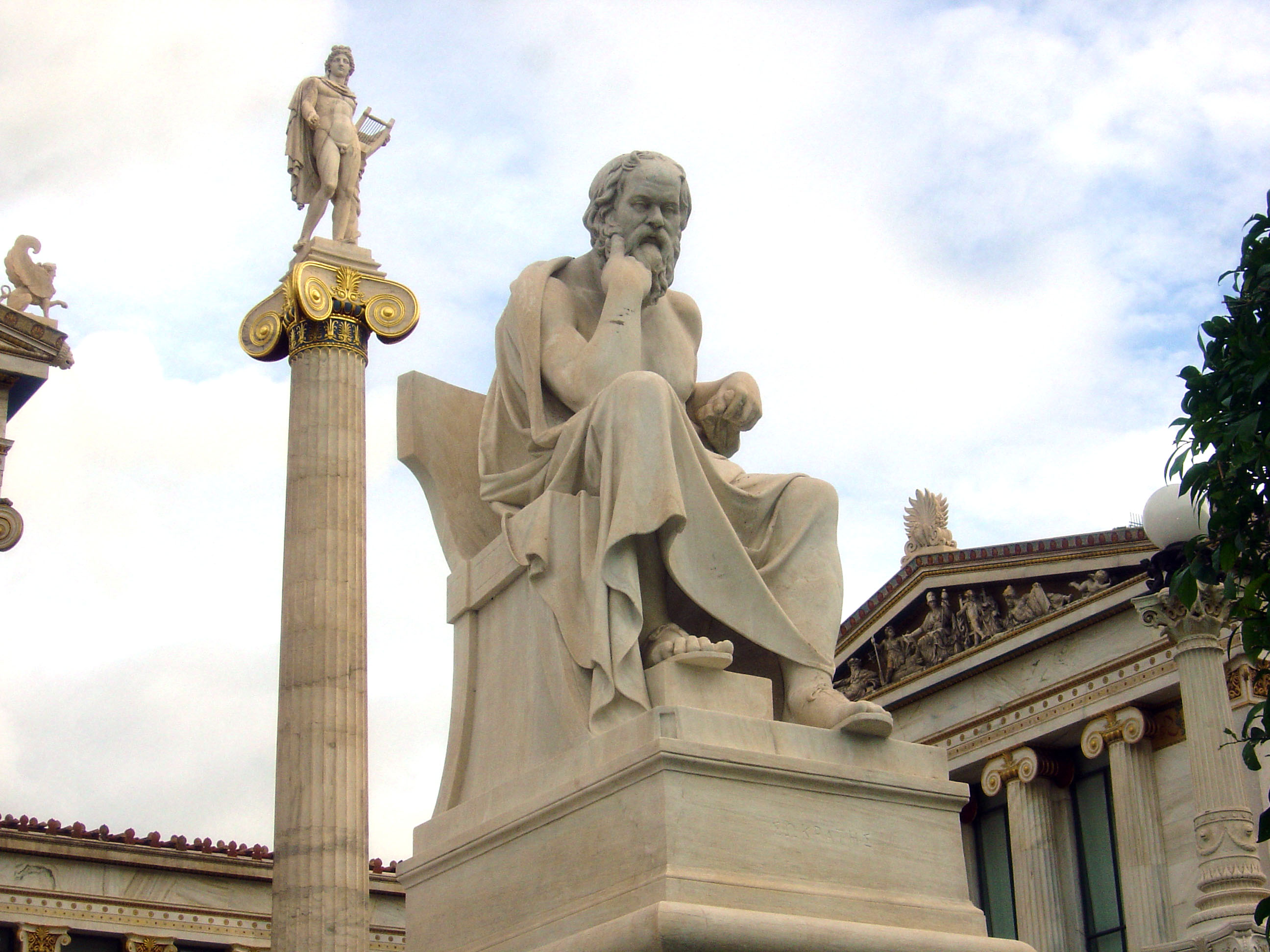
Statuia lui Socrate din fața en.

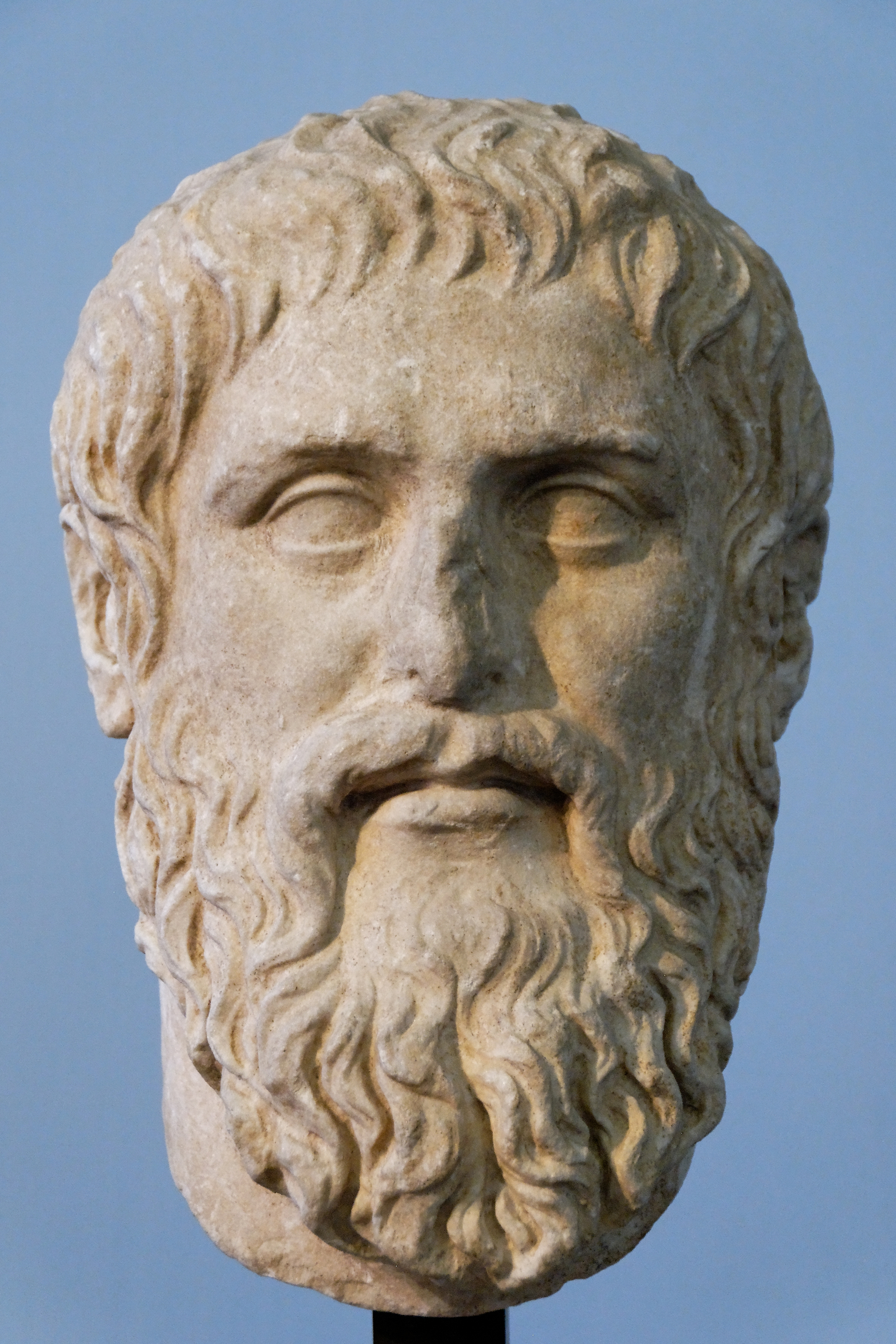
Bustul lui Platon. „Cea mai sigură caracterizare a tradiției filosofice europene este că ea constă dintr-un șir de note de subsol pe lângă Platon.” (Alfred North Whitehead, ', 1929).

Tradițiile filosofice occidentale au început în Grecia Antică în secolul al VI-lea î.e.n. Primii filosofi sunt denumiți „presocratici”, ceea ce arată că au fost înainte de Socrate, ale cărui contribuții marchează un punct de cotitură în gândirea occidentală. Presocraticii proveneau din coloniile estice și vestice grecești, și s-au păstrat doar fragmente din operele lor originale, în unele cazuri doar câte o singură propoziție.
Odată cu Socrate a început o nouă perioadă filosofică. Ca și sofiștii, el respingea întru totul speculațiile fizice pe care le lansau predecesorii săi, și a pornit de la gândurile și părerile oamenilor. Aspecte din filosofia lui Socrate au fost unificate de Platon, care le-a combinat cu numeroase principii stabilite de filosofi mai vechi, dezvoltând acest sistem complet.
Aristotel din Stagira, cel mai important discipol al lui Platon, împarte cu dascălul său titlul de cel mai mare filosof al antichității. Dar în timp ce Platon încercase să elucideze și să explice lucruri din punctul de vedere suprasenzorial al formei, elevul său a preferat să înceapă de la faptele provenite din experiență. Cu excepția acestor trei mari filosofi greci, alte mari școli filosofice grecești cu alți fondatori au fost în antichitate stoicismul, epicurianismul, scepticismul și neoplatonismul.
Filosofia bizantină se referă la ideile filosofice distinctive ale înțelepților din Imperiul Bizantin, mai ales între secolele al VIII-lea și al XV-lea. Ea se caracterizează printr-o perspetivă creștină, dar una care poate extrage idei direct din textele grecești ale lui Platon, Aristotel și din ale neoplatoniștilor.
În perioada modernă, diafotismos⁠(en)[traduceți] (în greacă Διαφωτισμός, „iluminarea”) a fost expresia greacă a iluminismului și a ideilor sale filosofice și politice. Reprezentanți notabili au fost Adamantios Korais, Rigas Feraios și Theophilos Kairis⁠(en)[traduceți].

### Literatura

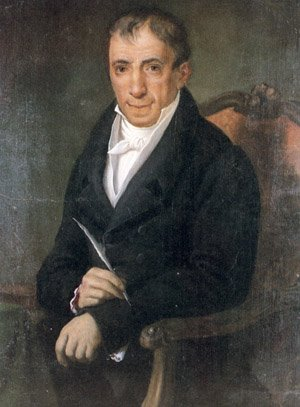
Adamantios Korais, umanist creditat cu punerea bazelor literaturii grecești moderne, figură de marcă a iluminismului grecesc.

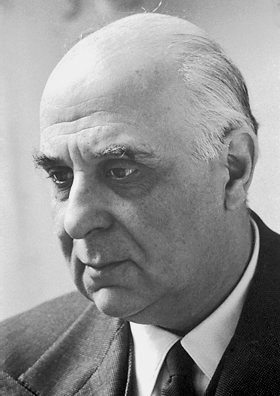
Giorgos Seferis, laureat al Premiului Nobel pentru Literatură (1963).

Literatura greacă poate fi împărțită în trei mari categorii corespunzând a trei mari perioade: antică, bizantină și modernă.
La începutul literaturii grecești stau cele două opere monumentale ale lui Homer: Iliada și Odiseea. Deși există diferite datări istorice, ele apăruseră deja pe la 800 î.e.n. sau puțin după. În perioada clasică au apărut multe dintre speciile literare occidentale: poezia lirică, oda, pastorala, elegia, epigrama; teatrul de comedie și tragedie; istoriografia, retorica, dialectica filosofică, și tratatul filosofic au apărut toate în această perioadă. Cei mai mari poeți lirici au fost Sappho și Pindar.
Dintre sutele de tragedii scrise și jucate în perioada clasică, s-au păstrat doar nu număr restrâns de piese ce provin de la trei autori: Eschil, Sofocle și Euripide. Piesele ce au rămas de la Aristofan sunt și ele o valoroasă comoară comică, în timp ce Herodot și Tucidide sunt doi dintre cei mai influenți istorici ai vremii.
Literatura bizantină a fost scrisă în dialectele atic, medieval și timpuriu modern ale limbii grecești, și este expresia vieții intelectuale a grecilor bizantini în Evul Mediu creștin.
Literatura greacă modernă este scrisă în greaca modernă și își trage originile din operele bizantine ale secolului al XI-lea. Poezia renascentistă cretană Erotokritos⁠(en)[traduceți] este fără îndoială capodopera acestei perioade în literatura greacă. Este o baladă cavelerească în versuri scrisă pe la 1600 de Vitsentzos Kornaros (1553–1613). Ulterior, în perioada iluminismului grecesc (Modern Greek Enlightenment⁠(d)), scriitori ca Adamantios Korais și Rigas Feraios au pregătit Războiului de Independență (1821–1830).
Principalele figuri literare ale Greciei moderne sunt Dionysios Solomos⁠(en)[traduceți], Andreas Kalvos, Angelos Sikelianos, Emmanuel Rhoides⁠(en)[traduceți], Kostis Palamas⁠(en)[traduceți], Penelope Delta⁠(en)[traduceți], Yannis Ritsos, Alexandros Papadiamantis, Nikos Kazantzakis, Andreas Embeirikos⁠(en)[traduceți], Kostas Karyotakis, Gregorios Xenopoulos⁠(en)[traduceți], Constantin Cavafy și Demetrius Vikelas. Doi autori greci au primit Premiul Nobel pentru Literatură: George Seferis în 1963 și Odysseas Elytis în 1979.

### Cinematografia

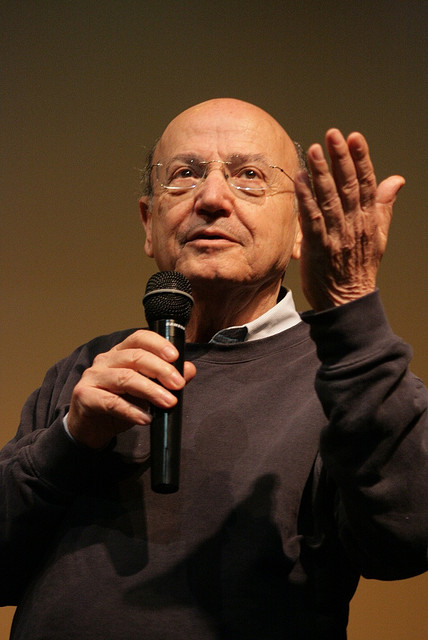
Regizorul en, laureat al premiului Palme d'Or la Festivalul de Film de la Cannes din 1998.

Cinematografia a apărut în Grecia pentru prima oară în 1896, dar primul cinematograf a fost deschis publicului în 1907. În 1914, a fost înființată Compania de Filme Asty și a început turnarea de filme de lung metraj. Golfo (Γκόλφω), o celebră și clasică poveste de dragostea, este considerat a fi primul film artistic grecesc, deși fuseseră turnate anterior și alte producții minore și buletine de știri. În 1931, Orestis Laskos⁠(en)[traduceți] a regizat Daphnis și Chloe (Δάφνις και Χλόη), cu prima scenă nud din istoria cinematografiei europene; a fost și primul film grecesc difuzat în străinătate. În 1944, Katina Paxinou a primit Premiul Academiei Americane pentru cea mai bună actriță în rol secundar pentru rolul său din filmul Pentru cine bat clopotele.
Anii 1950 și începutul anilor 1960 sunt considerați a fi o epocă de aur a filmului grecesc. Regizori și actori ai acestei epoci au fost recunoscuți ca figuri istorice importante în Grecia și au dobândit renume internațional: Irene Papas, Melina Mercouri, Mihalis Kakogiannis, Alekos Sakellarios⁠(en)[traduceți], Nikos Tsiforos⁠(en)[traduceți], Iakovos Kambanelis⁠(en)[traduceți], Katina Paxinou, Nikos Koundouros⁠(en)[traduceți], Ellie Lambeti⁠(en)[traduceți] și alții. Se realizau pe atunci peste șaizeci de filme pe an, majoritatea cu elemente de film noir. Sunt cunoscute filmele Η κάλπικη λίρα (1955, în regia lui Giorgos Tzavellas⁠(en)[traduceți]), Πικρό Ψωμί (1951, regizat de Grigoris Grigoriou), O Drakos⁠(en)[traduceți] (1956, regizat de Nikos Koundouros⁠(en)[traduceți]), Stella⁠(en)[traduceți] (1955, regizat de Cacoyannis după un scenariu de Kampanellis).
Cacoyannis a regizat și Zorba grecul cu Anthony Quinn în rolul principal, nominalizat la Oscarul pentru cea mai bună regie, cel mai bun scenariu adaptat și cel mai bun film. Finos Film⁠(en)[traduceți] a contribuit la această perioadă cu filme cum ar fi Λατέρνα, Φτώχεια και Φιλότιμο, Madalena⁠(en)[traduceți], Η Θεία από το Σικάγο⁠(en)[traduceți], Το ξύλο βγήκε από τον Παράδεισο și multe altele. În anii 1970 și 1980, Theo Angelopoulos⁠(en)[traduceți] a regizat o serie de filme notabile și apreciate. Filmul său Eternitatea și încă o zi a câștigat Palme d'Or și Premiul Juriului Ecumenic la Festivalul de Film de la Cannes din 1998.
Diaspora grecească a dat și ea lumii cineaști de renume mondial, între care francezul de origine greacă Costa-Gavras și americanii Elia Kazan, John Cassavetes și Alexander Payne.

### Bucătăria

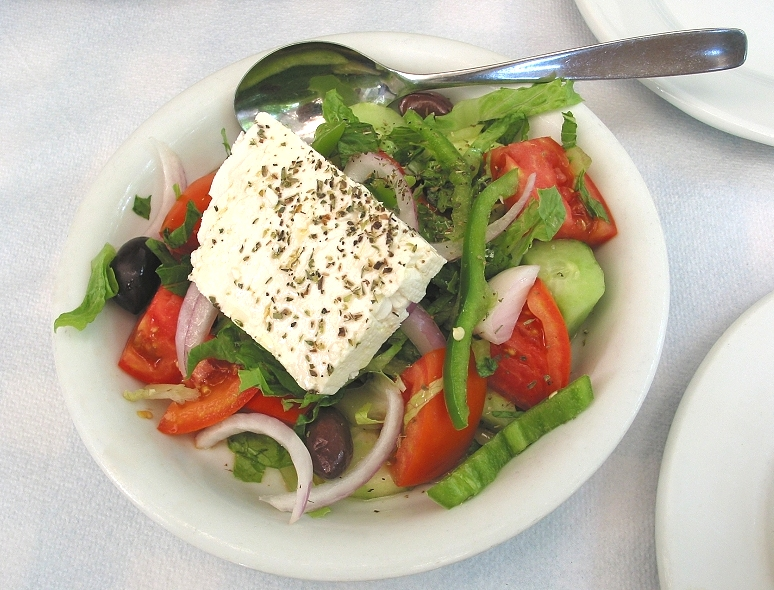
en

Bucătăria grecească este una cu specific mediteranean, și în cadrul ei, o tradiție culinară foarte reprezentativă este cea cretană. Bucătăria grecească folosește ingrediente proaspete pe care le integrează în diferite feluri de mâncare tradiționale locale, cum ar fi musacaua, stifado, salata grecească⁠(en)[traduceți], fasolada (un fel de iahnie fără carne), spanakopita⁠(en)[traduceți] (plăcinte cu spanac) și frigărui (denumite souvlaki). Unele feluri de mâncare pot fi identificate ca având originile în Grecia Antică, așa cum este cazul cu skordalia (un piureu gros de nuci, migdale, usturoi pisat și ulei de măsline), supa de linte, Retsina⁠(d) (vin alb sau rosé cu aromă de rășină de brad) și pasteli (batoane cu susan copt cu miere). În toată Grecia, oamenii mănâncă din vase mici, denumite meze⁠(en)[traduceți] cu diverse sosuri, cum ar fi tzatziki⁠(en)[traduceți], caracatiță la grătar și pești mici, brânză feta⁠(en)[traduceți], dolmades⁠(en)[traduceți] (sarmale în foi de viță cu umplutură din orez, coacăze și muguri de brad), diverse legume uscate, măsline și brânză. uleiul de măsline se adaugă la aproape orice fel de mâncare.
Deserturile dulci sunt exemplificate de galaktoboureko⁠(fr)[traduceți], și băuturile locale sunt ouzo⁠(d), Metaxa⁠(d) și o diversitate de vinuri între care și retsina. Bucătăria grecească variază mult o zonă la alta în interiorul continentului și de la insulă la insulă. Utilizează unele arome mai mult ca în alte bucătării mediteraneene: oregano, mentă, usturoi, ceapă, mărar și frunze de dafin. Alte ierburi și condimente utilizate sunt busuiocul, cimbrul și semințele de fenicul. Numeroase rețete grecești, mai ales din zonele nordice ale țării, utilizează în combinație cu carnea în tocană condimente „dulci”, cum ar fi scorțișoara și cuișoarele.

### Muzica și dansul

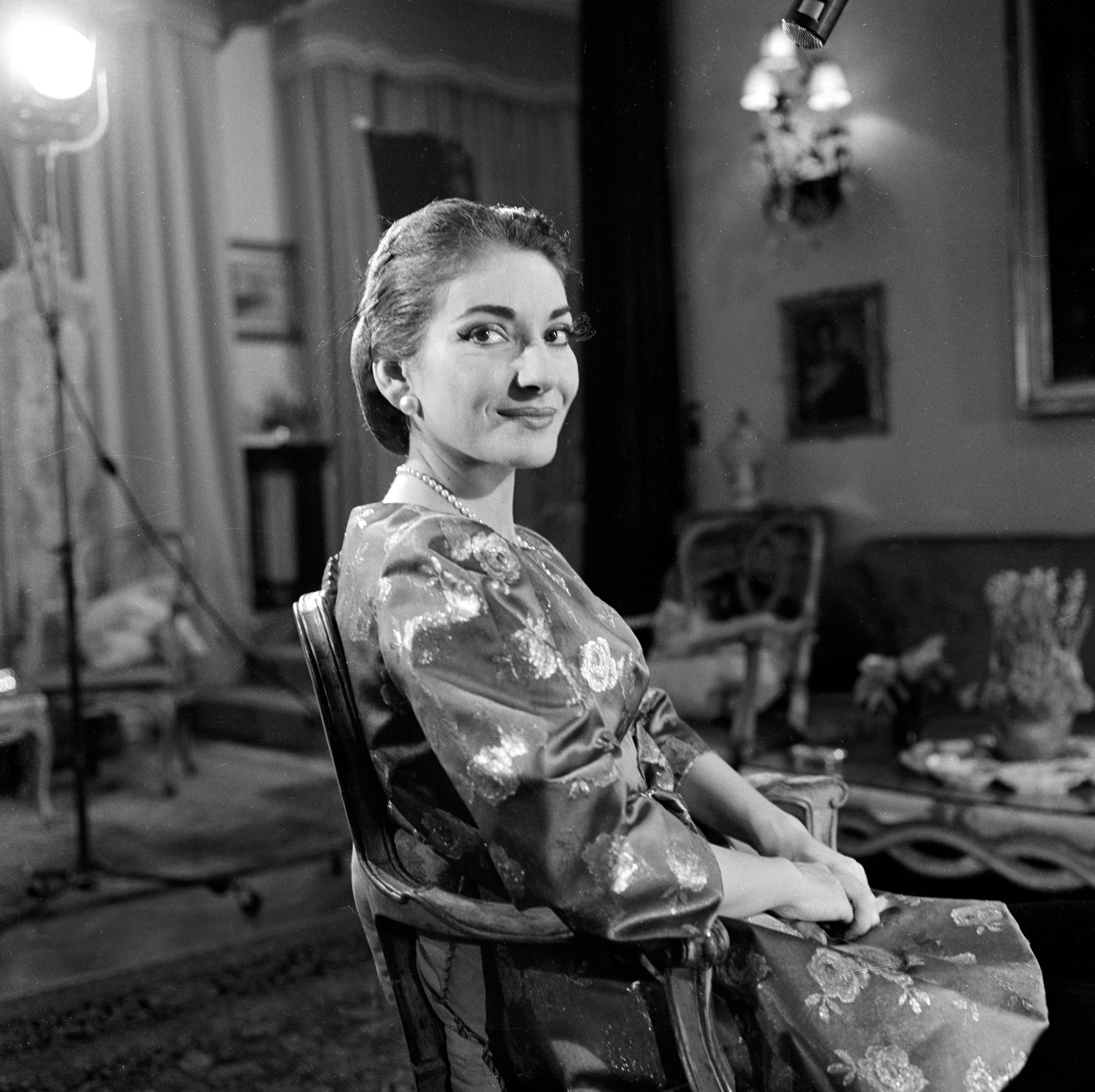
Maria Callas, una dintre cele mai cunoscute și influente cântărețe de operă ale secolului al XX-lea.

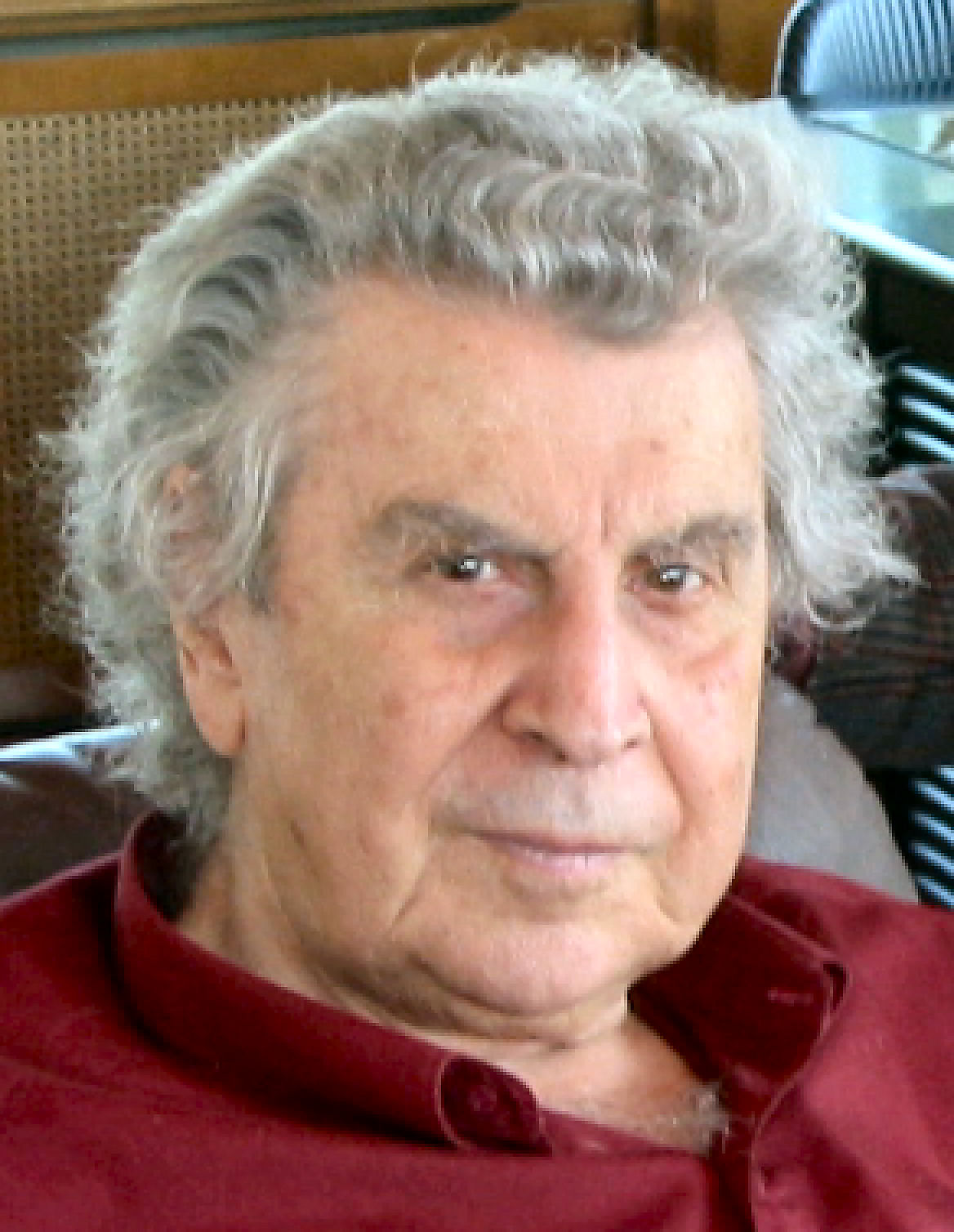
Mikis Theodorakis (dreapta), unul dintre cei mai populari și mai importanți compozitori greci.

Muzica vocală grecească are origini în vremurile antichității în care coruri mixte cântau la spectacole, sărbători sau în ceremonii religioase. Instrumentele din acea perioadă erau aulos⁠(en)[traduceți] și lira cu corzi ciupite, mai ales varianta denumită kithara⁠(en)[traduceți]. Muzica a jucat un rol important în sistemul de educație în Grecia Antică. Băieții învățau muzica de la șase ani. Alte influențe ulterioare, din Imperiul Roman, Orientul Mijlociu și Imperiul Bizantin și-au pus și ele amprenta pe muzica grecească.

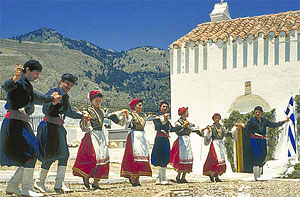
Dansatori cretani de muzică tradițională.

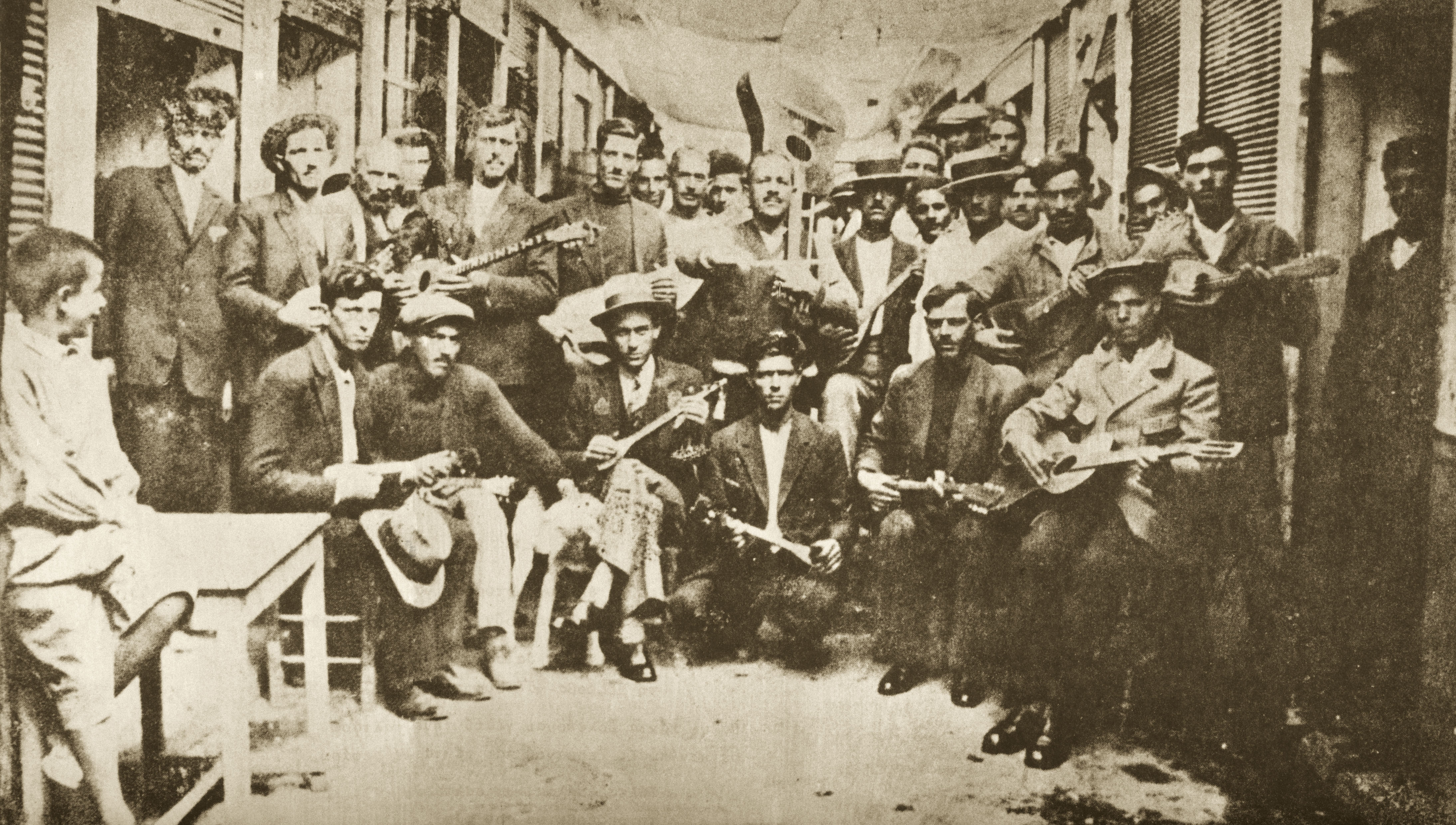
en din Karaiskaki, Pireu (1933). La stânga, en cu bouzouki, la mijloc en cu chitară.

Deși noua tehnică polifonică se dezvolta deja în Occident, Biserica Ortodoxă s-a opus oricărei schimbări. De aceea, muzica bizantină a rămas monofonică și fără vreo formă de acompaniament instrumental. Ca urmare, și în ciuda anumitor tentative ale unor cântăreți greci (ca Manouel Gazis, Ioannis Plousiadinos sau cipriotul Ieronimos o Tragoudistis), muzica bizantină a fost privată de elementele care în Occident încurajaseră o dezvoltare neîngrădită a artei. Această metodă care a păstrat muzica departe de polifonie, împreună cu secole de cultură continuă, au permis muzicii monofone să se dezvolte.
Împreună cu cântecul (bisericesc) bizantin, grecii au cultivat și cântecul popular⁠(en)[traduceți] împărțit în două cicluri, cel akritic⁠(en)[traduceți] și cel klephtic. Cântecul acritic a apărut între secolele al IX-lea și al X-lea și exprima viața și greutățile akriților (grăniceri) Imperiului Bizantin, cele mai bine cunoscute fiind poveștile asociate cu Digenes Akritas. Ciclul klephtic a apărut între perioada bizantină târzie și Războiul de Independență. Acesta din urmă, împreună cu cântecele istorice, paraloghes (balade), cântecele de dragoste, mantinadele⁠(en)[traduceți], cântecele de nuntă, cântecele de exil și bocetele exprimau viața grecilor. Există o unitate între lupta poporului grec pentru libertate, bucuriile și regretele lor și atitudinea lor față de dragoste și față de moarte.
Kantádhes-urile (καντάδες 'serenade'; sing.: καντάδα) heptanezane au devenit strămoșul cântecului grec modern, influențându-i dezvoltarea. În prima parte a secolului următor, mai mulți compozitori greci au continuat să împrumute elemente din stilul heptanezan. Cele mai populare cântece din perioada 1870–1930 erau așa-numitele serenade ateniene, și cântecele interpretate pe scenă (επιθεωρησιακά τραγούδια „cântece de teatru de revistă”) în teatre de revistă, operete și nocturne⁠(en)[traduceți] care dominau scena teatrelor din Atena.
Rebetiko, la început o muzică asociată cu clasele de jos, dar apoi (și mai ales după schimbul de populație între Grecia și Turcia) a ajuns la o acceptare mai generală pe măsură ce asperitățile caracterului său evident subcultural au fost cizelate, uneori până la a deveni de nerecunoscut. El a stat la baza a ceea ce mai târziu a devenit laïkó (cântec din popor). Cei mai cunoscuți artiști ai genului sunt Apostolos Kaldaras, Grigoris Bithikotsis⁠(en)[traduceți], Stelios Kazantzidis⁠(en)[traduceți], George Dalaras⁠(en)[traduceți], Haris Alexiou⁠(en)[traduceți] și Glykeria.
În ce privește muzica clasică, prin Insulele Ionice (aflate sub guvernare și influență occidentală) au fost introduse marile progrese ale muzicii clasice din Europa de Vest către grecii de pe continent. Regiunea este notabilă pentru nașterea primii școli de muzică clasică grecească (Școala Ionică sau Heptanezană⁠(en)[traduceți], în greacă Επτανησιακή Σχολή), înființată în 1815. Reprezentați de marcă ai genului sunt Nikolaos Mantzaros⁠(en)[traduceți], Spyridon Xyndas⁠(en)[traduceți], Spyridon Samaras⁠(en)[traduceți] și Pavlos Carrer⁠(en)[traduceți]. Manolis Kalomiris⁠(en)[traduceți] este considerat fondatorul școlii naționale muzicale grecești.
În secolul al XX-lea, compozitorii greci au avut un impact important asupra dezvoltării muzicii clasice moderne și de avangardă, cu figuri ca Iannis Xenakis, Nikos Skalkottas⁠(en)[traduceți] și Dimitri Mitropoulos⁠(en)[traduceți]. În același timp, compozitori și muzicieni ca Mikis Theodorakis, Manos Hatzidakis⁠(en)[traduceți], Eleni Karaindrou⁠(en)[traduceți], Vangelis și Demis Roussos au căpătat admiratori pe plan internațional, muzica lor incluzând coloane sonore de film, cum ar fi Zorba grecul, Serpico, Niciodată duminica⁠(en)[traduceți], America America, Eternitatea și încă o zi, Care de foc. Compozitori americani de origine greacă sunt Yanni⁠(en)[traduceți] și Basil Poledouris⁠(en)[traduceți]. Între muzicienii și cântăreții notabili în domeniul operei și muzicii clasice din secolele al XX-lea și al XXI-lea se numără Maria Callas, Nana Mouskouri, Mario Frangoulis⁠(en)[traduceți], Leonidas Kavakos⁠(en)[traduceți], Dimitris Sgouros⁠(en)[traduceți] și alții.

### Sport

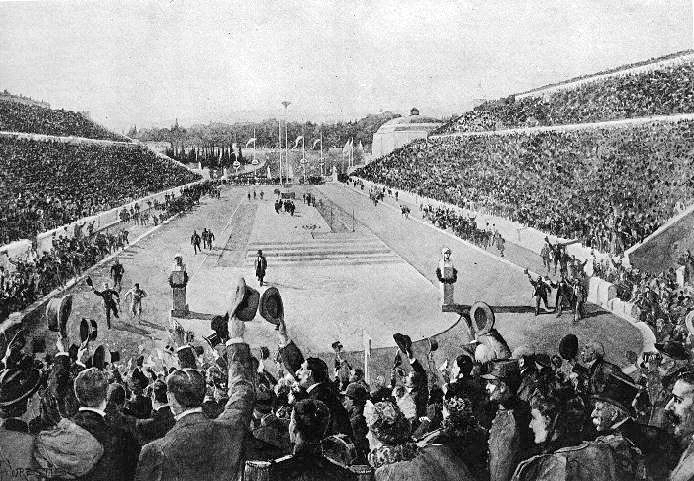
en intrând pe en la sfârșitul maratonului de la Jocurile Olimpice de Vară 1896.

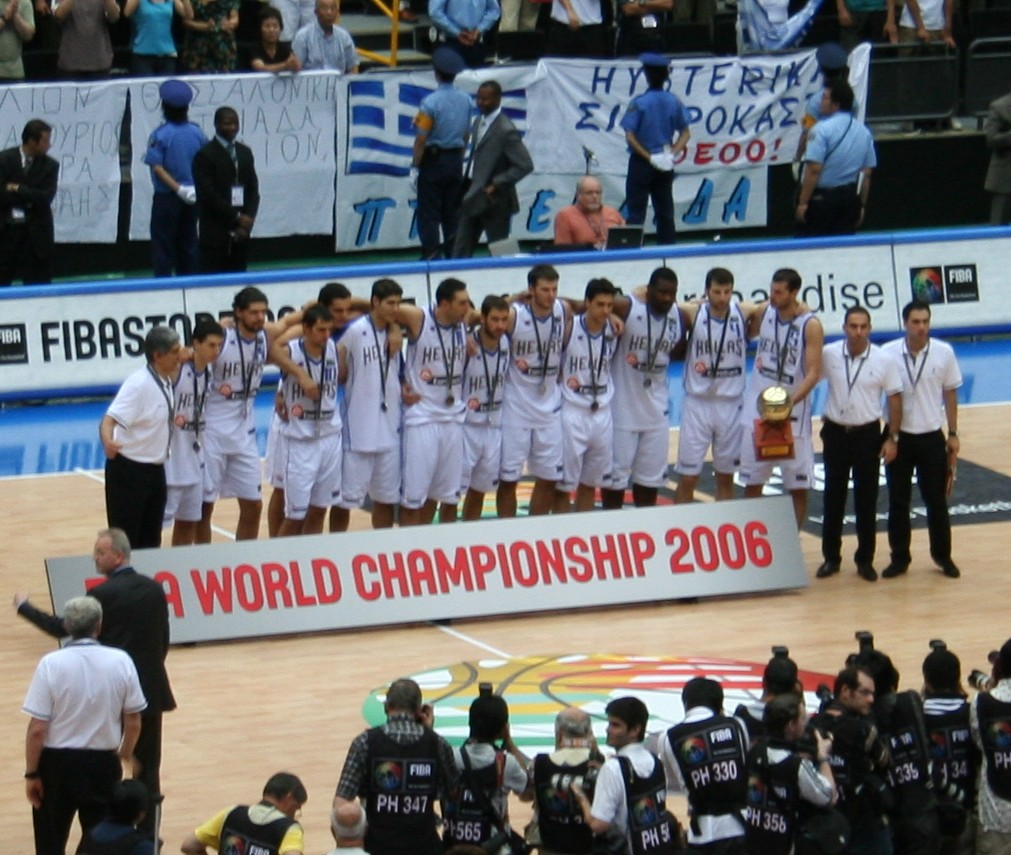
Grecia a câștigat medalia de argint la en după o memorabilă victorie cu 101–95 împotriva en.

Grecia este locul de naștere al Jocurilor Olimpice antice, atestate pentru prima oară în 776 î.e.n. la Olympia, și au găzduit de două ori Jocurile Olimpice moderne, ediția inaugurală din 1896 și cea din 2004. Delegația greacă deschide fiecare paradă a națiunilor de la deschiderea Jocurilor Olimpice, întrucât este țara fondatoare a precursorului antic al competiției. Grecia este una dintre cele doar patru țări care au participat la toate Jocurile Olimpice de Vară. Câștigând în total 110 medalii (30 de aur, 42 de argint și 38 de bronz), Grecia se află pe locul 32 în clasamentul olimpic istoric pe medalii. Cea mai bună performanță a fost la prima ediție, când Grecia a terminat pe locul al doilea cu 10 medalii de aur.

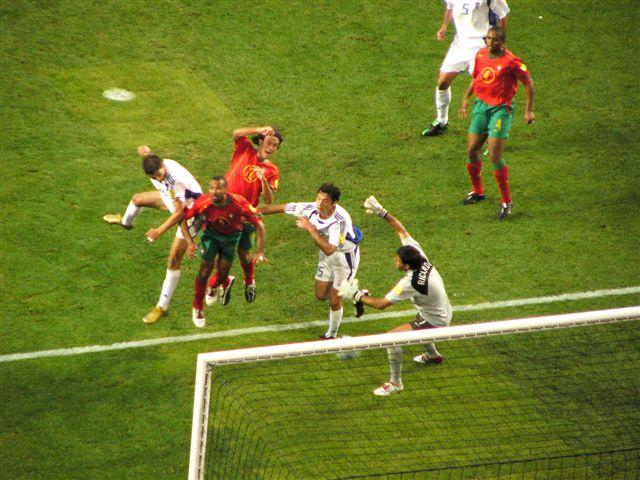
Angelos Charisteas înscriind golul victoriei Greciei la Finala UEFA Euro 2004.

Echipa națională de fotbal, aflată în 2014 pe locul 12 mondial (și care înregistrase performanța maximă în 2008 și în 2011, când a fost pe locul 8), a fost încoronată campioană a Europei la Euro 2004 la una dintre cele mai mari surprize din istoria competiției și a devenit una dintre cele mai de succes echipe naționale din fotbalul european, una dintre cele nouă câștigătoare ale Campionatului European. Superliga Greciei este prima ligă a țării, în care participă optsprezece echipe, dintre care cele mai de succes sunt Olympiacos, Panathinaikos și AEK Atena.
Echipa națională de baschet a Greciei⁠(en)[traduceți] are o tradiție de excelență pe mai multe decenii, fiind considerată printre cele mai mari puteri ale baschetului mondial. În 2012, ea era pe locul 4 în lume și pe locul 2 în Europa. Ea a câștigat Campionatul European de două ori în 1987 și în 2005, și au ajuns în semifinale la două Campionate Mondiale, obținând locul al doilea în 2006⁠(en)[traduceți], după o spectaculoasă victorie cu 101–95 contra echipei SUA⁠(en)[traduceți] în semifinale. Prima ligă internă de baschet, A1 Ethniki⁠(en)[traduceți], este formată din paisprezece echipem dintre cale cele mai titrate sunt Olympiacos⁠(en)[traduceți], Panathinaikos⁠(en)[traduceți], Aris Salonic⁠(en)[traduceți] și AEK Atena⁠(en)[traduceți]. Echipele de club elene sunt cele mai titrate din Europa în ultimii 25 de ani, câștigând 9 Euroligi⁠(en)[traduceți] de la trecerea la noul format în 1988, nicio altă țară neavând mai mult de 4 titluri similare în această perioadă. În afara celor 9 Euroligi, echipele grecești au câștigat 3 Triple Coroane⁠(en)[traduceți], 5 Cupe Saporta⁠(en)[traduceți], 2 Cupe Korać⁠(en)[traduceți] și un trofeu EuroCup Challenge.

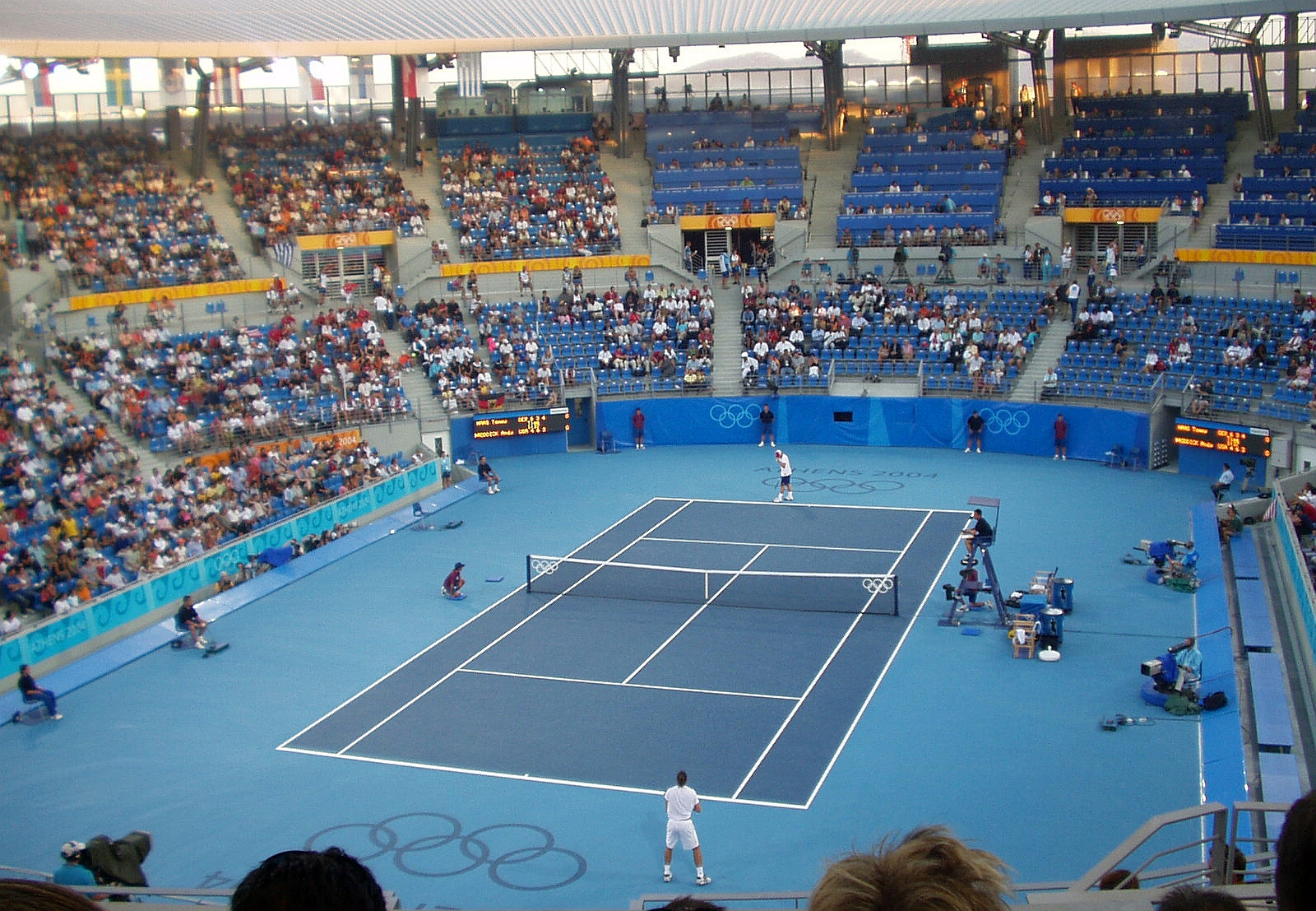
en la Jocurile Olimpice de Vară 2004.

Echipa feminină de polo pe apă este și ea una din forțele mondiale ale acestui sport, campioană mondială în 2011 după victoria obținută pe terenul adversarelor contra Chinei. Ea a obținut și medaliile de argint în 2004, aurul la Liga Mondială din 2005 și medaliile europene de argint în 2010 și în 2012. Echipa similară masculină a ajuns pe locul trei mondial în 2005, învingând Croația în finala mică a Campionatelor Mondiale de Natație din 2005 desfășurate în Canada. Principalele ligi naționale sunt considerate a fi printre cele mai puternice campionate din poloul european, cluburile participante având și ele succes în competițiile europene. La masculin, Olympiacos a câștigat Liga Campionilor, SuperCupa Europei și Tripla Coroană⁠(en)[traduceți] în 2002 devenind astfel primul club din istoria poloului pe apă care a câștigat toate competițiile la care a participat într-un singur an (campionatul grec, Cupa Grecia, Liga Campionilor și Supercupa Europei), iar NC Vouliagmeni⁠(en)[traduceți] a câștigat în 1997 Cupa Cupelor. La feminin, echipele grecești NC Vouliagmeni⁠(en)[traduceți], Glyfada NSC⁠(en)[traduceți], Olympiacos, Ethnikos Piraeus⁠(en)[traduceți]) sunt printre cele mai puternice din Europa, având la activ 4 Cupe ale Campionilor, trofee LEN și 2 Supercupe.
Echipa masculină de volei are două medalii de bronz, una la Campionatul European de Volei și alta la Liga Europeană de Volei, locul 5 olimpic și locul 6 la Campionatul Mondial. Campionatul grec este considerat unul dintre cele mai puternice de pe continent, Olympiacos⁠(en)[traduceți] fiind cea mai titrată echipă, cu cel mai mare număr de titluri naționale și singura echipă grecească care a câștigat titluri europene; ea a câștigat două Cupe CEV⁠(en)[traduceți], au fost de două ori finalistă a CEV Champions League și au jucat 12 semifinale în competițiile europene. Iraklis⁠(en)[traduceți] a avut și ea succes în competițiile europene, fiind de trei ori finalistă în Liga Campionilor.
Din alte sporturi, cricketul și handbalul sunt populare în Corfu, respectiv în Veria.

### Mitologia

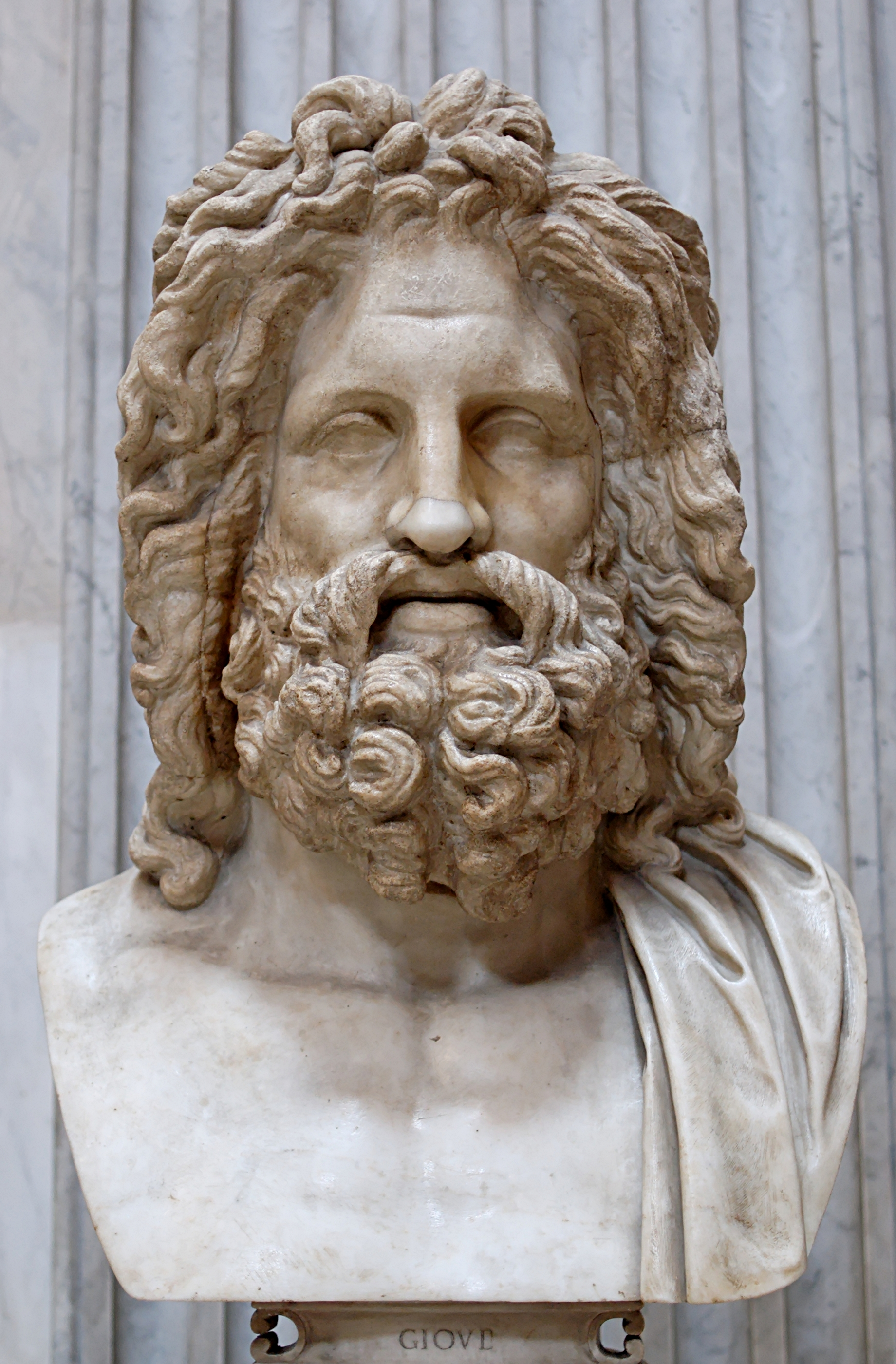
Zeus, zeul suprem din dodekatheon.

Numeroșii zei ai religiei Greciei antice, precum și eroii legendari ai epopeelor antice (Odiseea și Iliada), și evenimentele cărora le sunt protagoniști toți aceștia constituie ceea ce astăzi este denumit popular „mitologia greacă”. În afara rolului religios, mitologia vechilor greci juca și un rol cosmologic, încercând să explice formarea și funcționarea lumii.
Principalii zei ai grecilor antici erau Dodekatheon (cei doisprezece zei), care trăiau, conform legendei, pe Muntele Olimp. Cel mai important dintre aceștia era Zeus, regele zeilor, căsătorit cu Hera, care îi era și soră. Ceilalți zei greci erau Demetra, Hades, Ares, Poseidon, Atena, Dionis, Apollo, Artemis, Afrodita, Hefaistos și Hermes. În afara acestora, grecii mai aveau și alte credințe mistice, cum ar fi cele în nimfe, și în alte ființe magice.

### Sărbători publice

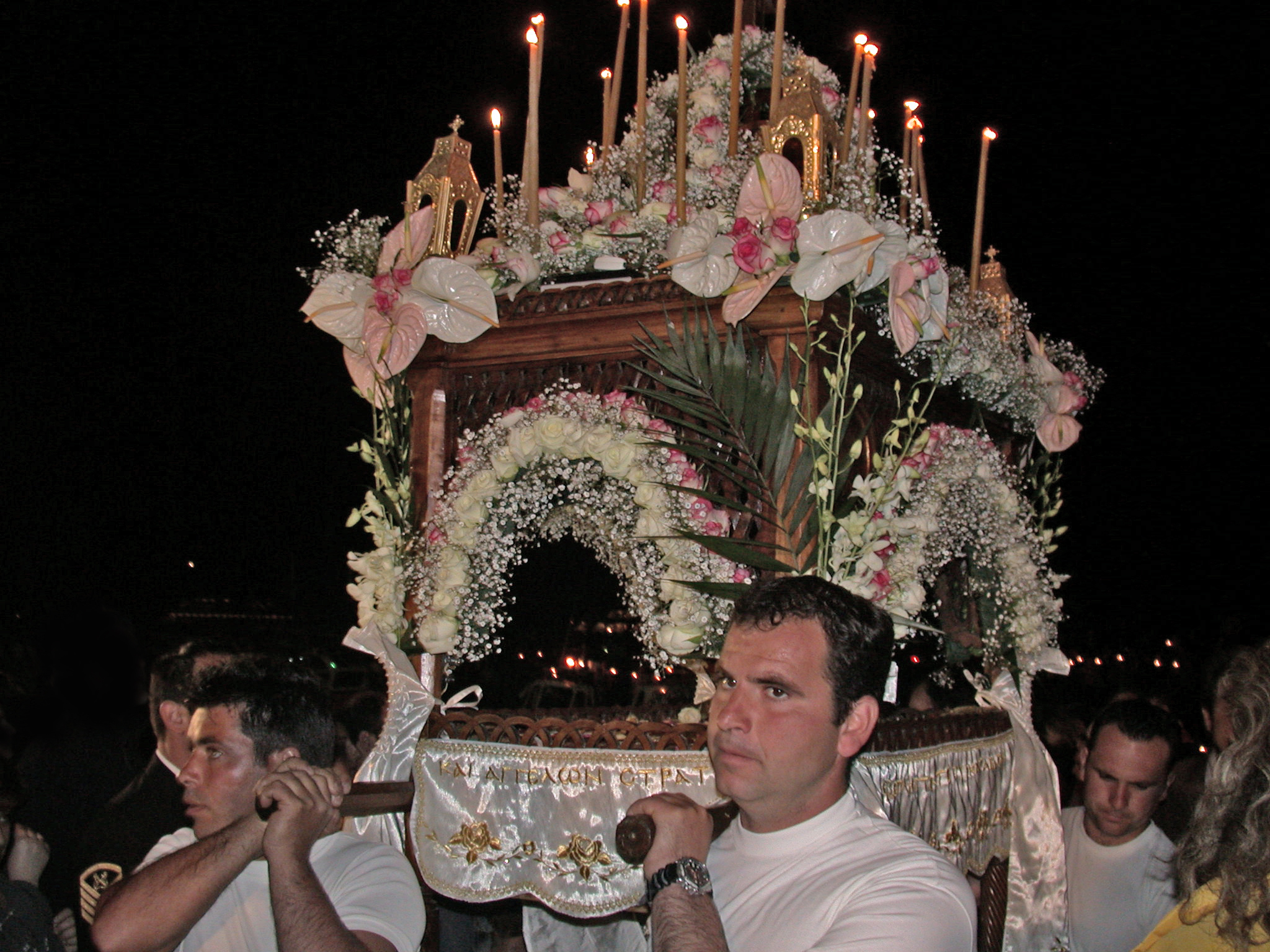
Procesiune a epitafului, în Sâmbăta Mare

Conform legislației grecești, fiecare duminică a anului este o sărbătoare publică. În plus, există patru sărbători publice oficiale obligatorii: 25 martie (Ziua Independenței), a doua zi de Paște, 15 august (Adormirea Maicii Domnului) și 25 decembrie (Crăciunul). Alte două zile, 1 mai (Ziua Muncii) și 28 octombrie (Ziua Ohi), sunt reglementate prin lege ca sărbători opționale, dar de regulă angajații primesc liber. În Grecia mai există însă și alte sărbători declarate de Ministerul Muncii ca fiind obligatorii sau opționale. Lista lor se schimbă rar și nu s-a modificat în ultimele decenii, ea ducând numărul sărbătorilor legale din fiecare an la unsprezece.
Pe lângă sărbătorile naționale, există unele sărbători de nivel local, comunitar sau de grup profesional. De exemplu, multe comune au un sfânt protector, ziua sărbătoririi sale fiind onomastica comunei.
Între festivalurile importante se numără Carnavalul de la Patras⁠(en)[traduceți], Festivalul de la Atena⁠(en)[traduceți] și diferite sărbători locale ale vinului. Orașul Salonic găzduiește și el mai multe evenimente, dintre care cel mai important este Festivalul Internațional de Film de la Salonic.

### Patrimoniul mondial
Patrimoniul mondial UNESCO cuprinde 17 obiective din Grecia. Două (Muntele Athos și Meteora) sunt mixte culturale și naturale, restul fiind doar culturale: templul lui Apollo Epicurius de la Basae, Acropola din Atena, situl arheologic Delphi, orașul medieval Rodos, monumentele paleocreștine și bizantine din Salonic, sanctuarul lui Asklepios de la Epidaurus, situl arheologic Olympia, situl arheologic Mystras, Insula Delos, mănăstirile Daphni, Hosios Loukas și Nea Moni din Chios, Pythagoreionul și Heraionul din Samos, situl arheologic Aigai, siturile arheologice Mycenae și Tirnys, centrul istoric cu mănăstirea „Sfântul Ioan Teologul” și cu Peștera Apocalipsei de pe Insula Patmos și orașul istoric Corfu.
De asemenea, patrimoniul mondial intangibil cuprinde tehnica cultivării masticului în insula Chios și (element comun cu alte câteva țări) regimul alimentar mediteranean.